# Alter Südfriedhof (München)

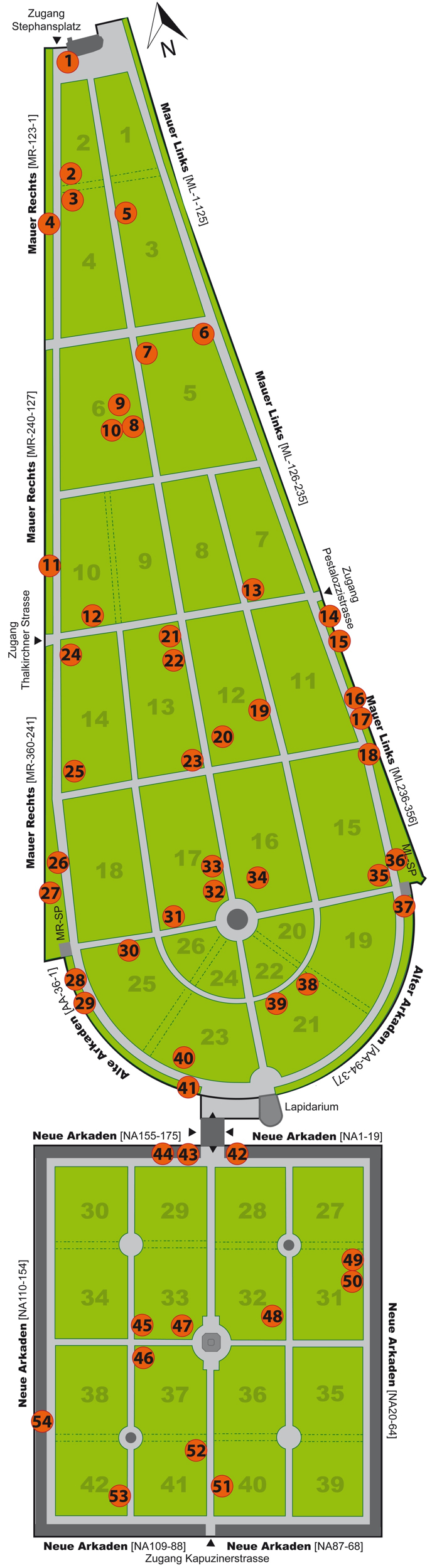
Lage bekannter Grabmäler (rote Punkte im Plan) auf dem Alten Südlichen Friedhof; die grünen Ziffern im Plan geben die Gräberfelder (Sektionen) an. Zugehörige Namen können der Tafel an den Eingängen des Friedhofs entnommen werden (siehe auch Bild der Tafel hier darunter) oder der PDF-Datei hier darunter: mini|hochkant=0.7|Grundrissplan mit Lagekennzeichnung von 54 Gräbern berühmter Personen (entspricht Plan auf den Eingangstafeln siehe Bild darunter)

Der Alte Südfriedhof – auch bekannt unter dem Namen Alter Südlicher Friedhof – in München wurde 1563 als Pestfriedhof „ferterer Freithof“ (= äußerer Friedhof) vor den Toren der Stadt auf Veranlassung von Herzog Albrecht V. angelegt. Er liegt einige hundert Meter südlich des Sendlinger Tors zwischen Thalkirchner Straße im Westen und Pestalozzistraße im Osten, bei einer maximalen Breite von 180 Metern. Nördliche und südliche Begrenzung sind Stephansplatz und Kapuzinerstraße, eine Distanz von 720 Metern. Die Flächenausdehnung beträgt knapp zehn Hektar. Er war von 1788 bis 1868, also 80 Jahre lang, die einzige und allgemeine Begräbnisstätte für die Toten aus dem gesamten Stadtgebiet, weshalb hier die Gräber einer ganzen Reihe prominenter Münchner zu finden sind.

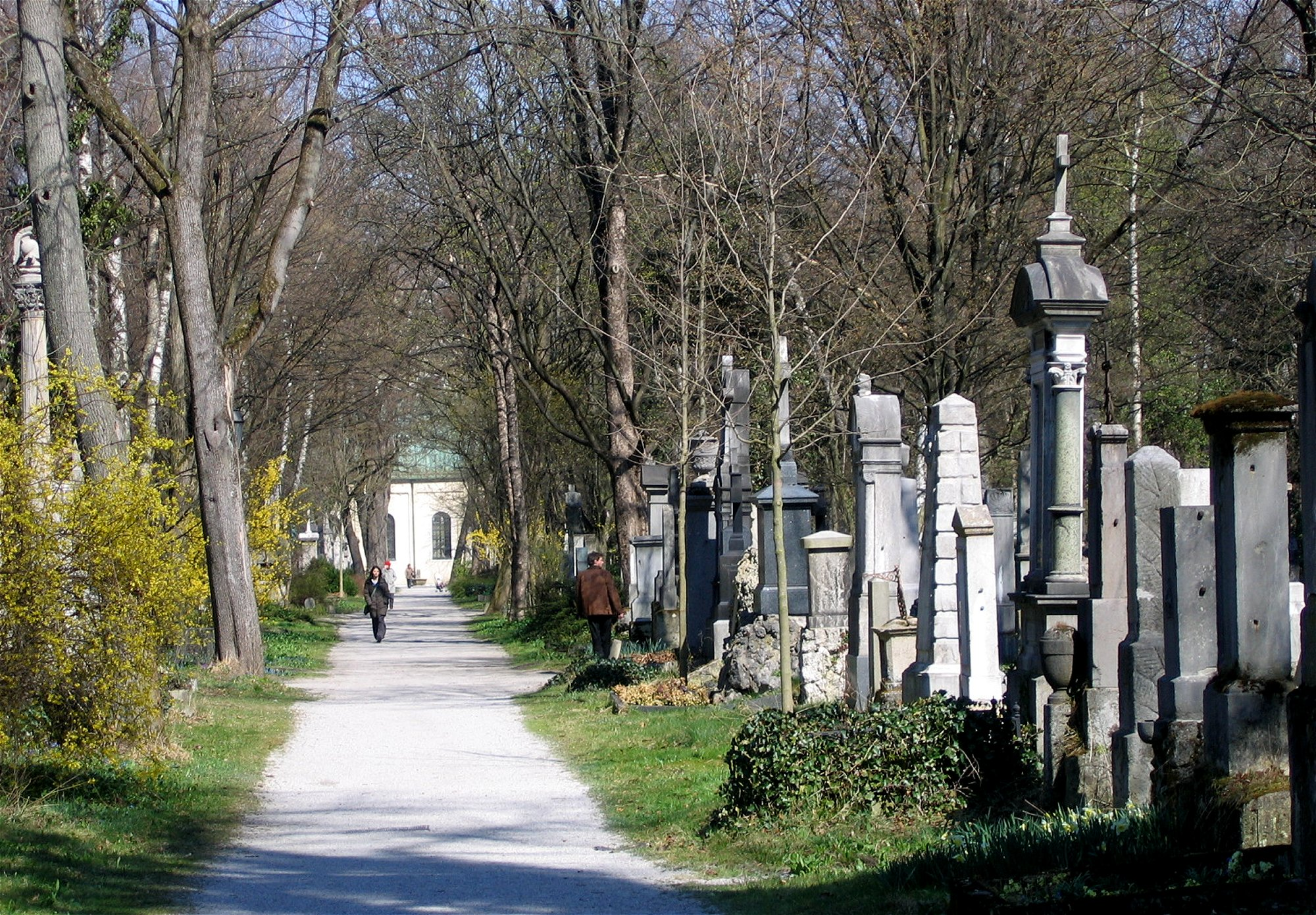
Durchblick nach Norden zur St. Stefanskirche

## Denkmalschutz
Der Alte Südliche Friedhof steht unter Denkmalschutz und ist unter dem Aktenzeichen D-1-62-000-6817 in der Denkmalliste des Bayerischen Landesamtes für Denkmalpflege erfasst.

## Stellenrang
Der älteste noch erhaltene Münchner Zentralfriedhof bietet einen „Querschnitt durch das kulturelle, geistige und wirtschaftliche Leben der Stadt München. Hier formen die Gesellschafts-, Kultur- und Wirtschaftskreise des 19. Jahrhunderts in merkwürdiger Weise die Silhouette des längst verschwundenen Profils der aufstrebenden Großstadt. Eine wahrhaft große Zeit spiegelt sich hier.“

## Geschichte

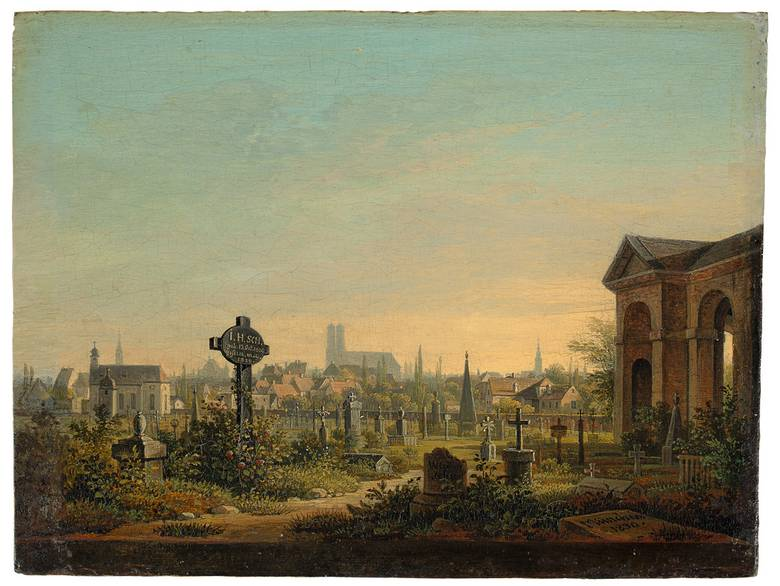
Wilhelm Scheuchzer: Der Alte Südfriedhof 1830

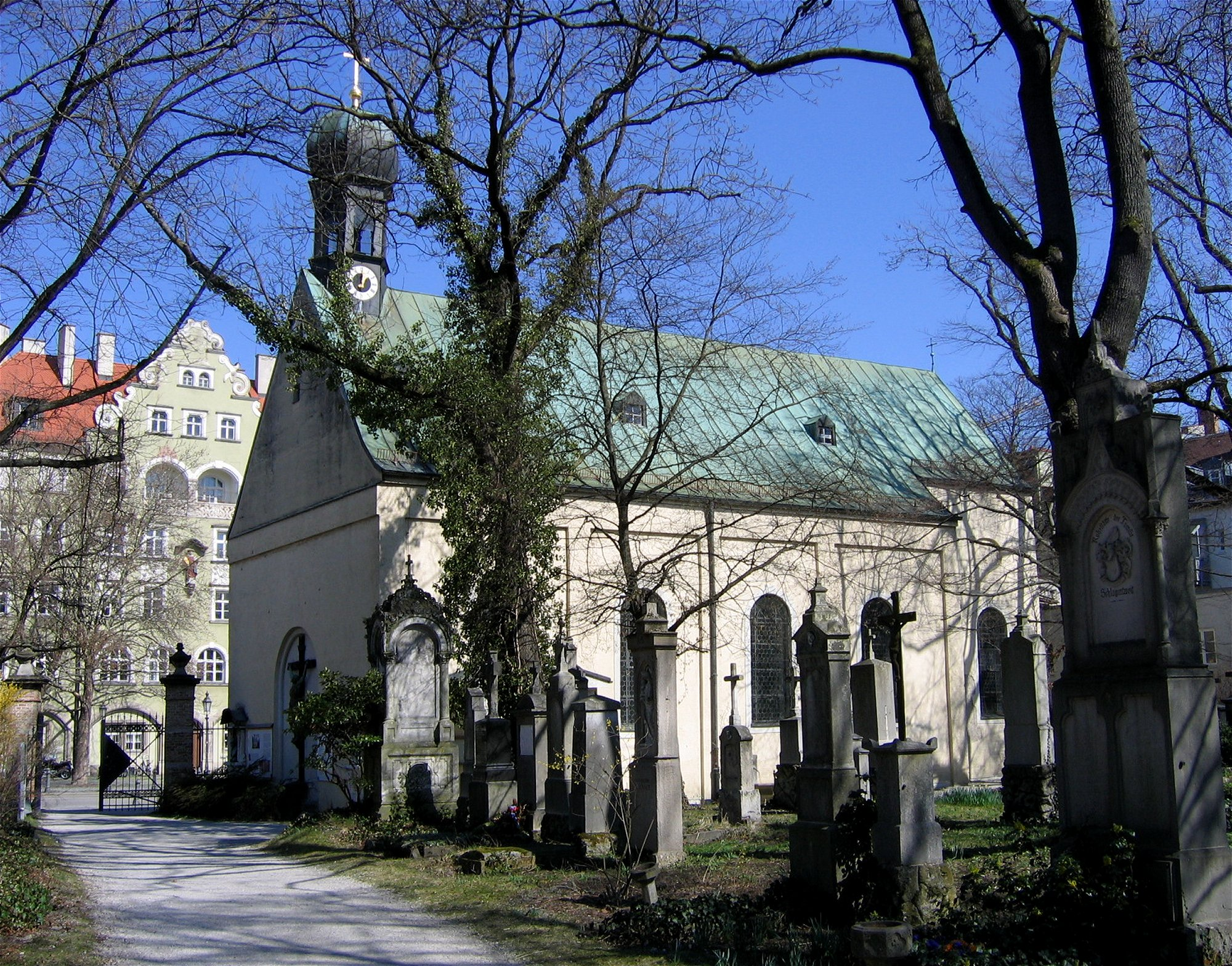
St. Stephan

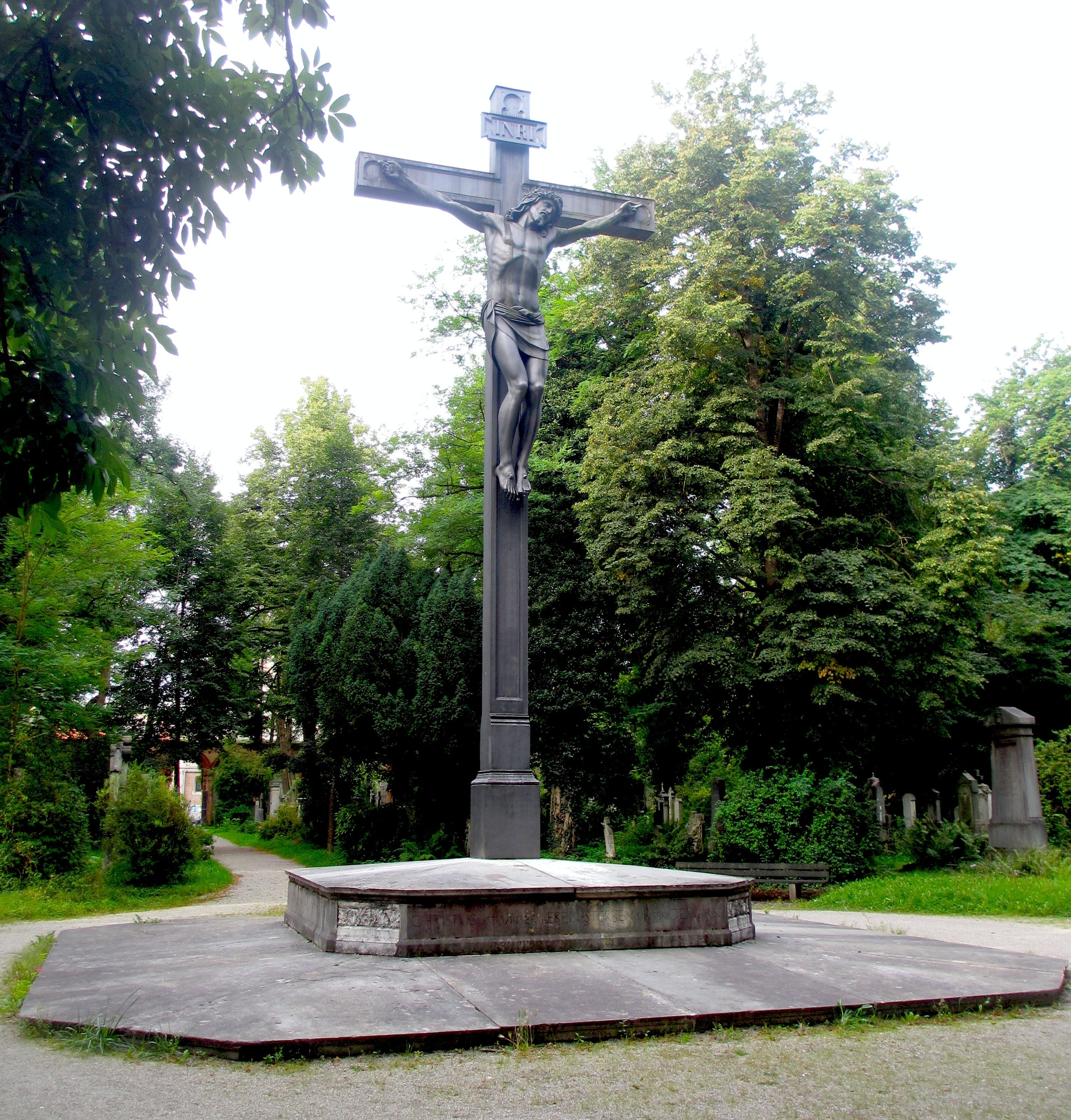
Zentralkreuz im Neuen Teil des Friedhofs gestaltet von Johann von Halbig

Während der Pest des Jahres 1563 reichten die in München vorhandenen Gottesäcker nicht mehr aus. „Man mußte deshalb vor dem Sendlinger Tor einen neuen Friedhof – wegen seiner Lage außerhalb der Stadt, der Fertere, der Äußere Freidhof genannt – anlegen.“
Als 1632 die Schweden anrückten, wurde das 1576 erbaute hölzerne Salvatorkirchlein abgerissen und die Friedhofsmauer geschleift, um diesen keine Möglichkeit zu geben sich zu verschanzen. 1674 wurde als Ersatz für das Kirchlein die Stephanskirche geweiht.
Auf dem Friedhof wurden 1705/06 in mehreren Massengräbern 682 Leichen von Opfern der Sendlinger Mordweihnacht begraben.

## Der ungeliebte neue Zentralfriedhof
Zum Hauptfriedhof der Stadt wurde der außerhalb des Stadtgebietes gelegene Gottesacker mit dem von Kurfürst Karl Theodor 1789 erfolgten Verbot von Bestattungen intra muros, also innerhalb der Stadtmauern Münchens. Alle Grabstätten im Stadtbereich, alle Kirchengrüfte innerhalb der Stadtmauern (wie z. B. an der Kreuzkirche, der Salvatorkirche und beim Franziskanerkloster am heutigen Max-Joseph-Platz) wurden schonungslos aufgehoben. Die Gebeine wurden auf Karren verladen und in den „Ferteren Gottesacker“ umgebettet. In den meisten Fällen allerdings wurden die Gebeine der Verstorbenen nur in Massengräbern wiederbestattet. Zahlreiche Akten mit Petitionen im Münchner Staatsarchiv zeugen heute noch von dem vergeblichen Versuch der Münchner Bürger, die alten Familiengrüfte innerhalb der Stadtmauern zu erhalten.
1818–1821 wurden Leichenhaus und Gruftarkaden nach den Grundsätzen einer „sprechenden Architektur“ (der Grundriss des Friedhofs hat die Form eines Sarkophags) durch den königlichen Hofbaumeister Gustav Vorherr unter Mitwirkung des Gartenarchitekten Friedrich Ludwig von Sckell errichtet. Reihengräber in klar definierter, geometrischer Anordnung und Arkadengrüfte im südlichen Halbrund entlang der Außenmauer des Friedhofs versammelten nun alle Stände und Berufe, egal ob arm oder reich.

## Der Durchbruch der neuen Grabmalkunst in München
Carl Albert Regnet schrieb 1879: „Die Aufhebung der inneren Freithöfe im Jahre 1789 machte dessen Vergrößerung nothwendig, aber von den kolossalen und kostbaren Marmor- und Erzdenkmälern, welche dermal den Münchner Friedhof zu einem der sehenswertesten in Europa machten, zeigte der alte enge Leichenacker des vorigen Jahrhunderts noch keine Spur. Die Gräber bürgerlicher Familien schmückte mit wenigen Ausnahmen ein einfaches hölzernes oder eisernes Kreuz, das hie und da vergoldet und regelmäßig mit einem Heiligenbilde versehen war, unter dem der Name und Stand des Begrabenen verzeichnet stand und welches durch zwei in Angel hängende Flügeldecken gegen die Unbild der Witterung geschützt war. Und als Franz Schwanthaler, der Vater des berühmten Ludwig Schwanthaler, es wagte, eine marmorne Frauengestalt auf einem Grabe aufzustellen, schlugen fromme Eiferer, darin eine Entweihung des geweihten Ortes erblickend, sein Werk in Trümmer! Aber die Bahn war gleichwohl glücklich gebrochen.“

## Der konfessionelle Konflikt
Unter dem Widerstand der kirchlichen Behörden und der streng katholischen Münchner Stadtbevölkerung wurde aus dem ehemals konfessionsgebundenen Gottesacker ein simultaner Zentralfriedhof.
1818 wurde mit dem Weinhändler Johann Balthasar Michel der erste Protestant, der das Münchner Bürgerrecht erhalten hatte, auf dem Friedhof bestattet, der nun auch für Protestanten offenstand.

## Das Massengrab der Sendlinger Mordweihnacht

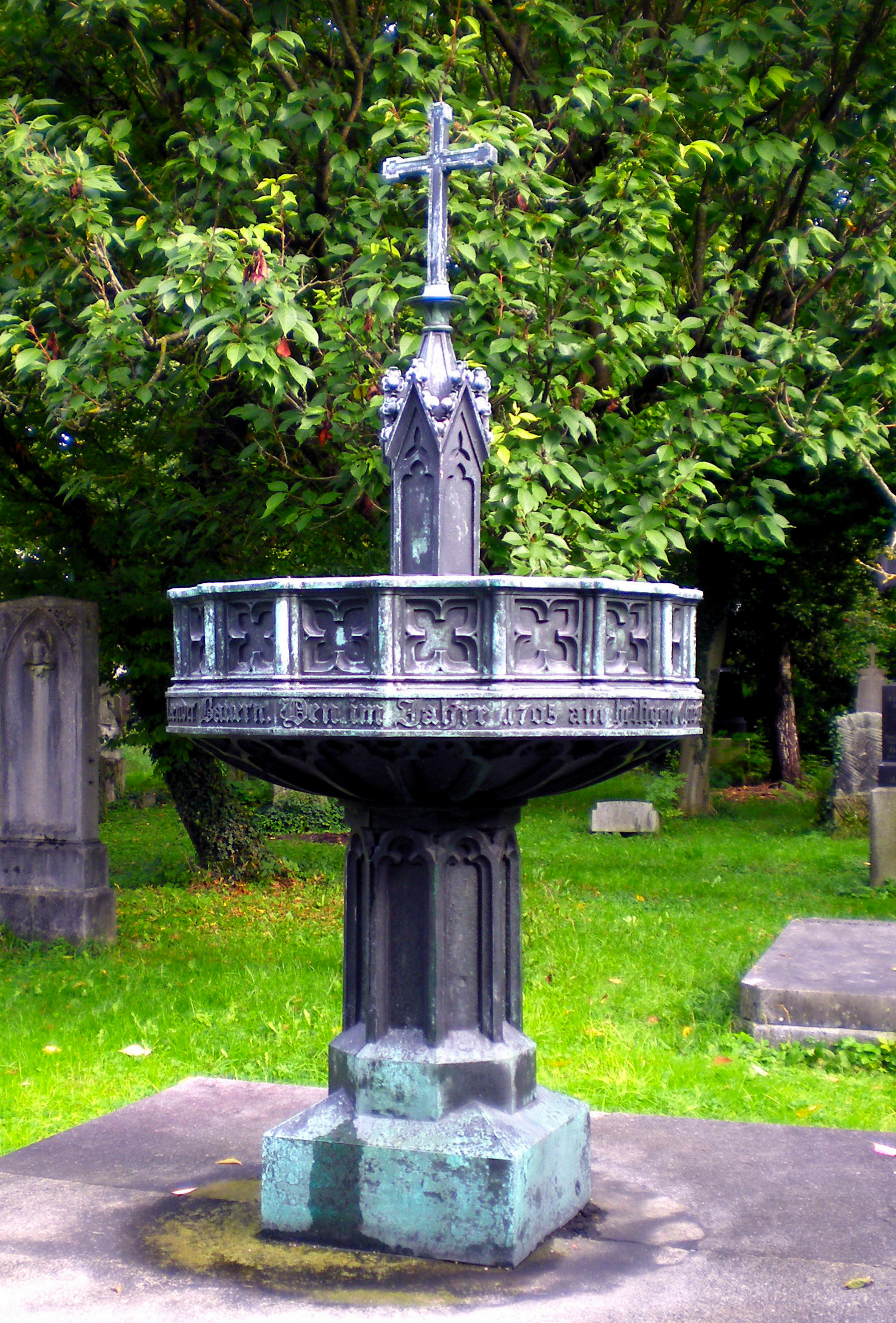
Denkmal zur Erinnerung an die Opfer des Bauernaufstandes, der Sendlinger Mordweihnacht von 1705

Bereits 1818 regte der Mundartforscher Johann Schmeller erstmals an, auf dem Südfriedhof ein Denkmal zur Erinnerung an die Opfer des Bauernaufstandes, der Sendlinger Mordweihnacht von 1705 zu errichten. Nahe der südlichen Umfassungsmauer befand sich ein großer, ungepflegter Grabhügel ohne Stein oder Kreuz, unter dem der Überlieferung nach mehr als 500 Tote der Bauernschlacht begraben sein sollen, dieser wurde als Standort für das Denkmal gewählt. 1818 wurde beschlossen, ein Denkmal für die gefallenen Oberländer zu errichten. Von Leeb entwarf dazu einen verwundeten Löwen, dieser Entwurf von 1825 wurde nicht verwirklicht. Ein späterer Entwurf stammte von Franz Xaver Schwanthaler und wurde von Friedrich von Gärtner überarbeitet. König Ludwig I. spendete der Stadt für den Guss eine 234 kg schwere Kanone, welche eingeschmolzen und zu einer schlankfüßigen Brunnenwanne mit 16 Ecken umgearbeitet wurde. „Das Denkmal wurde unter großem Andrang der Bevölkerung am 1. November 1831, dem Allerheiligentag, feierlich enthüllt. Das Denkmal aus Erz mag als Brunnen empfunden werden, als Weihwasser- oder Taufbecken. Friedrich von Gärtner hat über die gotischen Formen (mit Spitzbögen, krappenbesetzten Wimpergen und Maßwerk) ein Kreuz gesetzt. Es gilt als Münchens erstes Kunstwerk im Stil der Neugotik“ und befindet sich heute noch im Originalzustand. Das Denkmal steht im Gräberfeld 6.

## Erweiterung und Ende
König Ludwig I. erteilte 1840 dem Friedrich von Gärtner den Auftrag zur Erweiterung des bis dahin Zentralfriedhof genannten Alten Südlichen Friedhofs. Friedrich von Gärtner plante die Erweiterung in Form eines Campo Santo, wie im Friedhof Certosa in Bologna, mit 175 umlaufenden Rundbogenarkaden.
Der Alte Südliche Friedhof blieb Zentralfriedhof bis zur Eröffnung des Alten Nördlichen Friedhofs an der Arcisstraße in der Maxvorstadt im Jahre 1868. 1898 beschloss der Magistrat, den Alten Südlichen Friedhof nach einem gestaffelten Zeitplan aufzulassen. Zum 1. Januar 1944 wurden die Bestattungen am Südfriedhof eingestellt. Aufgrund der zahlreichen Bestattungen in über 300 Jahren war der Boden im alten Teil mit Knochen und anderen sterblichen Überresten übersättigt und nicht mehr für Beisetzungen geeignet.
Im Bombenkrieg der Jahre 1944/45 trug das Gelände schwere Schäden davon. 1954/55 wurde der Friedhof nach Plänen von Hans Döllgast umgestaltet. Heute steht das gesamte Areal unter Denkmalschutz.

## Ausdehnung und Grabstätten
Alter Teil: 19,9 Tagwerk (nicht ganz 7 ha) mit 13.066 Gräbern und 95 Grüften,
Neuer Teil: 8,8 Tagwerk (etwa 3 ha) mit 5022 Gräbern und 175 Grüften.

## Heutige Nutzung
Da die Standsicherheit zahlreicher Grabmäler nicht mehr gewährleistet war und viele einzustürzen drohten, wurde der Friedhof von 2004 bis 2007 saniert und die Stephanskirche renoviert. Diese Maßnahmen sicherten den Alten Südfriedhof als kunst- und kulturhistorisches Denkmal.

## Lapidarium
Das Lapidarium im Alten Südlichen Friedhof wurde – nachdem es jahrelang nur als Abstellraum für Geräte gedient hatte – restauriert und am 8. Dezember 2009 der Öffentlichkeit wieder zugänglich gemacht. Finanziert hatte dies die Stiftung Straßenkunst der Stadtsparkasse München. Das Lapidarium spiegelt durch kunsthistorische Skulpturen, Büsten, Reliefs, Wappen und Bronzetafeln die Geschichte und Architektur des 1563 geweihten Alten Südlichen Friedhofs wider. Die ehemalige Aussegnungshalle wurde zum Museum umgestaltet und enthält Werke des Bildhauers Franz Jakob Schwanthaler und weitere Exponate aus dem Fundus des Alten Südlichen Friedhofs. Das Lapidarium ist durch das Eingangsgitter jederzeit einsehbar. Bei Führungen oder Sonderveranstaltungen ist es auch zugänglich und vermittelt neben den kunsthistorischen Skulpturen, Bronzetafeln und Büsten, die einen Einblick in die Bestattungskultur der vergangenen Jahrhunderte bieten, einen Eindruck der historischen Entwicklung des unter Denkmal- und Naturschutz (als Geschützter Landschaftsbestandteil) stehenden Friedhofes und der Bestattungskultur in München durch eine animierte Filmvorführung.

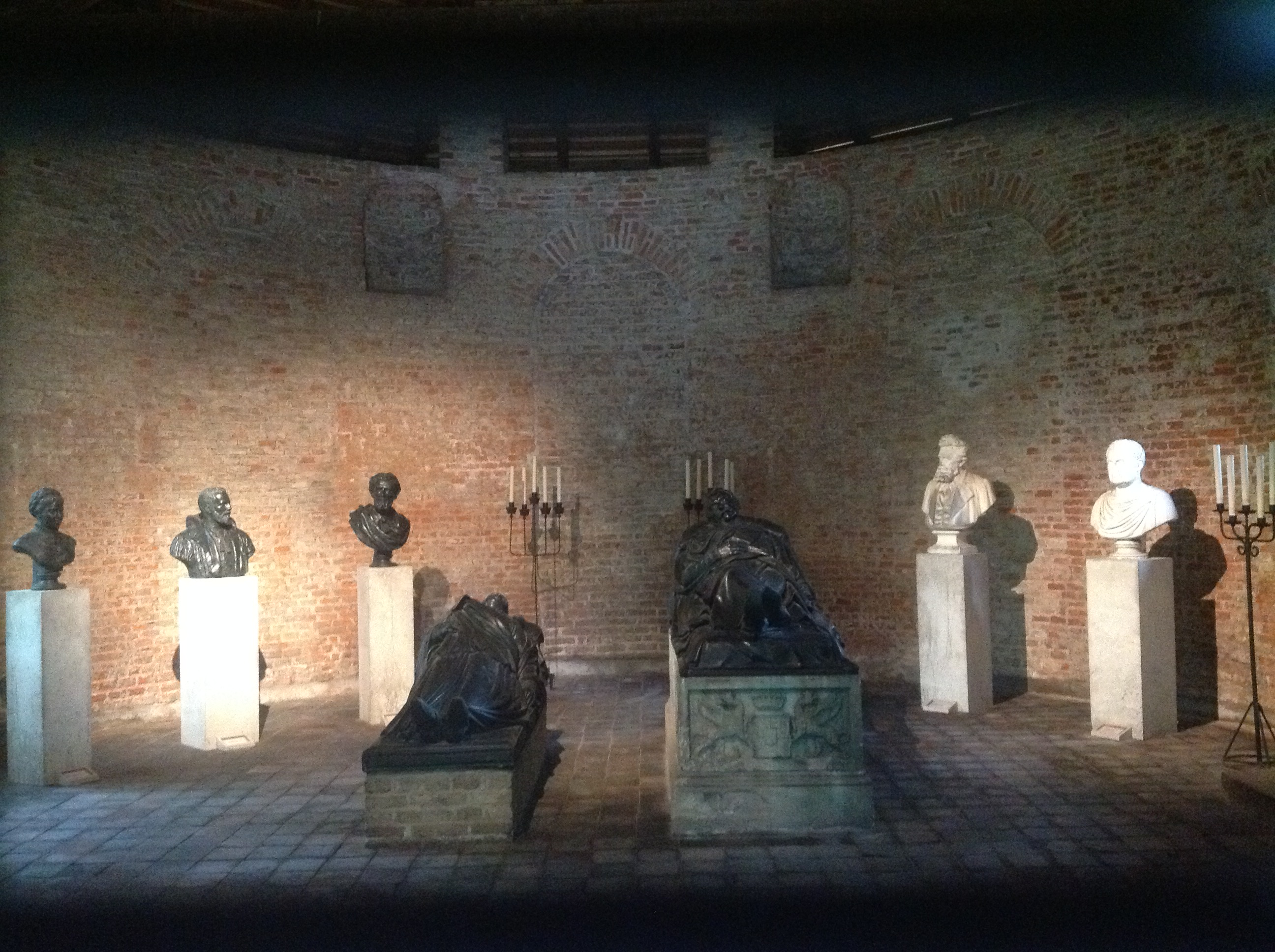
Blick in das Lapidarium auf dem Alten Südlichen Friedhof in München
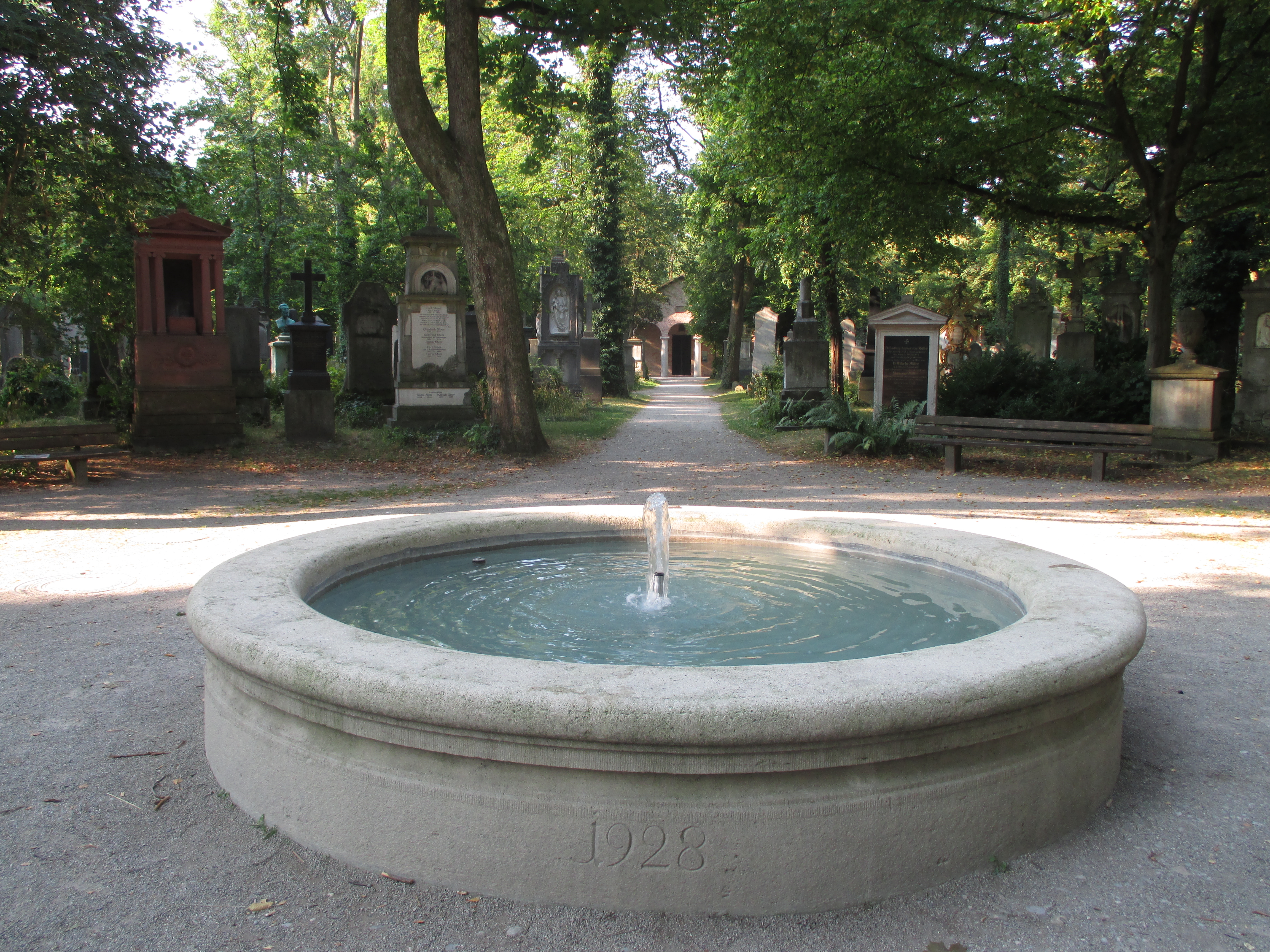
Brunnen im Alten Teil mit Blick zum Lapidarium
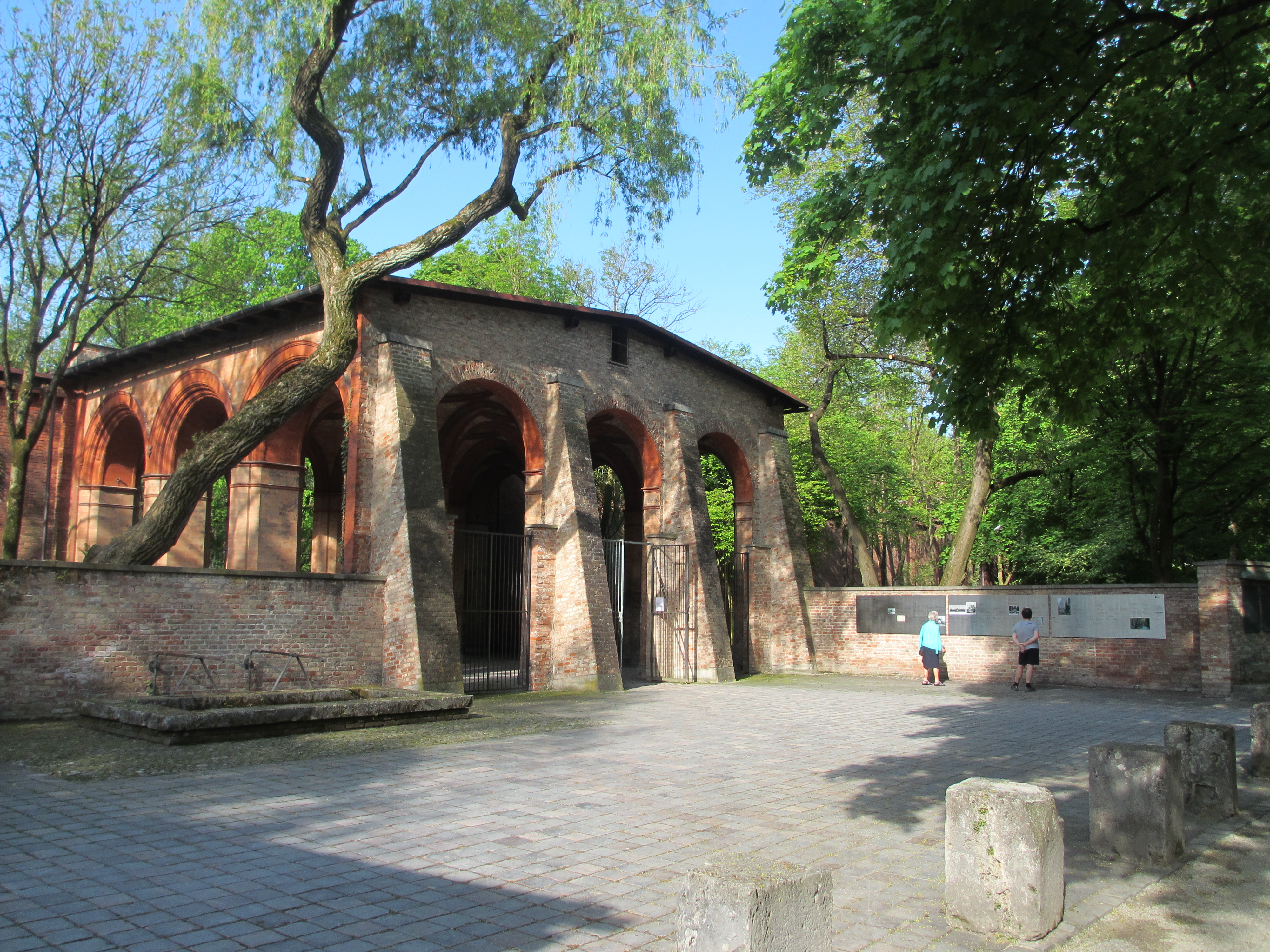
Übergang vom alten zum neuen Teil (erbaut 1850) des Friedhofs mit Infotafeln zur Geschichte des Friedhofs
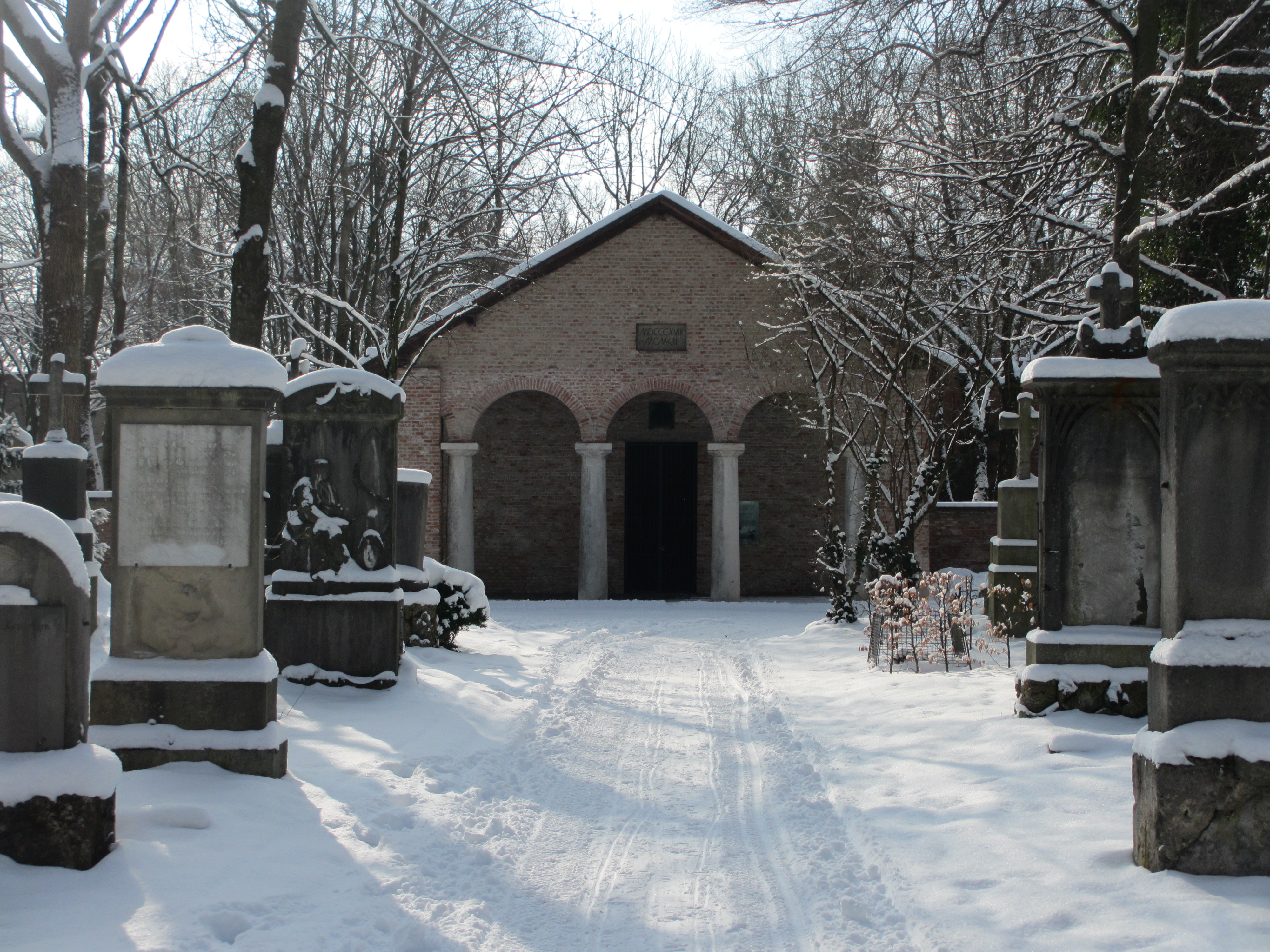
Lapidarium im Winter

## Gräber bemerkenswerter Persönlichkeiten
- Karte mit Lage der Gräber der hier aufgelisteten Persönlichkeiten

Zahlreiche namhafte Persönlichkeiten des 18. und 19. Jahrhunderts aus Wissenschaft, Wirtschaft, Politik, Kunst und Kultur fanden am alten Südlichen Friedhof in München ihre letzte Ruhestätte. Die Angaben zur Grablage enthalten zuerst das Gräberfeld (GF) oder auch Sektion genannt (im Plan grüne Nummer von 1 bis 26 im Alten Teil des Friedhofs bzw. Nummer 27–42 im Neuen Teil des Friedhofs), danach folgt eine Reihenangabe und zuletzt eine Nummer als Platzangabe in der Reihe (letztere auch als Doppelplatzangabe durch Schrägstrich getrennt); Sonderangaben zur Grablage sind MR = Mauer Rechts, ML = Mauer Links, AA = Alte Arkaden (alle im Alten Teil des Friedhofs) sowie NA = Neue Arkaden (im Neuen Teil des Friedhofs) gefolgt von einer Platznummernangabe sowie einer Gräberfeldangabe (GF), die dem Grab am nächsten ist.
- Beispiel für das Grab Carl Spitzwegs: 5-17-10/11 – Das Grab liegt im Gräberfeld 5 Reihe 17 Platz 10/11
- Beispiel für das Grab Max Emanuel Ainmillers: NA-158 [bei GF 30] – Das Grab liegt in den Neuen Arkaden auf Platz 158 in der Nähe des Gräberfeldes 30

Eine Besonderheit sind zwei Grabsteine in griechischer Sprache, die von König Ludwig, dem Philhellenen, gestiftet wurden: Ilias Mavromichalis (Katzakos), Leibgardeoffizier seines Sohnes Otto, und Leonidas Androutsos, Sohn des griechischen Freiheitskämpfers Odysseas Androutsos, der das Kind nach München sandte. Beide starben im Jahr 1836 an der Cholera, als die Epidemie in München wütete.

### Liste

#### A
- Karl von Abel (1788–1859 – 70 Jahre) – bayrischer Innenminister, König Ludwig I. (Bayern) bezeichnete ihn als seinen „ersten Staatsmann“ – Grablage: Mauer Links Platz 222/223 bei Gräberfeld 7 (48° 7′ 42″ N, 11° 33′ 59″ O)
- Albrecht Adam (1786–1862 – 76 Jahre) – Kunstmaler, Schlachtenmaler, Porträtmaler, Genremaler – Grablage: 27-1-25/26 (48° 7′ 33″ N, 11° 33′ 54″ O); siehe auch Malerfamilie Adam
- Benno Adam (1812–1892 – 79 Jahre) – Kunstmaler, Tiermaler – Grablage: Gräberfeld 27 – Reihe 1 – Platz 25/26 (48° 7′ 33″ N, 11° 33′ 54″ O); ältester Sohn des Malers Albrecht Adam, siehe auch Malerfamilie Adam
- Franz Adam (1815–1886 – 71 Jahre) – Schlachten- und Pferdemaler sowie Lithograf – Grablage: Gräberfeld 27 – Reihe 1 – Platz 25/26 (48° 7′ 33″ N, 11° 33′ 54″ O); Sohn des Malers Albrecht Adam (1786–1862), siehe auch Malerfamilie Adam
- Heinrich Adam (1787–1862 – 74 Jahre) – Radierer und Landschaftsmaler – Grablage: Gräberfeld 27 – Reihe 1 – Platz 25/26 (48° 7′ 33″ N, 11° 33′ 54″ O); Bruder von Albrecht Adam (1786–1862), siehe auch Malerfamilie Adam
- Julius Adam (1821–1874 – 53 Jahre) – Kunstmaler, Lithograph – Grablage: 33-13-30 (48° 7′ 33″ N, 11° 33′ 49″ O); jüngster Sohn des Malers Albrecht Adam, siehe auch Malerfamilie Adam
- Julius Adam (1852–1913 – 60 Jahre) – Kunstmaler, Katzenmaler, Lithograf – Grablage: Gräberfeld 27 – Reihe 1 – Platz 25/26 (48° 7′ 33″ N, 11° 33′ 54″ O); Sohn von Julius Adam (1821–1874) und Enkel von Albrecht Adam (1786–1862), siehe auch Malerfamilie Adam
- Johann Kaspar Aiblinger (1779–1867 – 88 Jahre) – Komponist, Kapellmeister – Grablage: Gräberfeld 16 – Reihe 2 – Platz 3 (48° 7′ 39″ N, 11° 33′ 56″ O)
- Max Ainmiller (1807–1870 – 63 Jahre) – Porzellan-, Glas- und Architektur-Maler – Grablage: NA-158 [bei GF 30] (48° 7′ 36″ N, 11° 33′ 48″ O)
- Akademischer Gesangsverein (Studentenverbindung) (errichtet 1865) – Grablage: Gräberfeld 12 - Reihe 9 - Platz 47-49 Standort
- Eugen Albert (1856–1929 – 73 Jahre) – Unternehmer, Chemiker, entwickelte das Verfahren mit der „isochromatische Fotografie“ weiter – Grablage: Mauer Rechts Platz 15/16 bei Gräberfeld 2 (48° 7′ 50″ N, 11° 33′ 59″ O), Sohn von Joseph Albert
- Joseph Albert (1825–1886 – 61 Jahre) – Hofphotograph, entwickelte den Lichtdruck, das erste fotomechanische Druckverfahren – Grablage: Mauer Rechts Platz 15/16 bei Gräberfeld 2 (48° 7′ 50″ N, 11° 33′ 59″ O), Vater von Eugen Albert
- Ellen Ammann (1870–1932 – 62 Jahre) – Gründerin des katholischen Frauenbunds, Landtagsabgeordnete, Frauenrechtlerin – Grablage: 32-1-12/13 (48° 7′ 32″ N, 11° 33′ 51″ O) – roter Punkt im Plan: Nr. 48
- Samuel Amsler (1791–1849 – 57 Jahre) – Kunstmaler, Kupferstecher - Grablage: Gräberfeld 7 - Reihe 2 - Platz 1 Standort
- Leonidas Androutsos (1824–1836 – 11 Jahre) – Sohn des Odysseas Androutsos (griechischer Freiheitskämpfer), Leonidas war einer von 36 Griechen im Kadettenkorps – Grablage: Gräberfeld 16 – Reihe 1 – Platz 6 Standort
- Theodor Angstwurm (1826–1893 – 66 Jahre) – Regimentskommandeur der Königlich Bayerischen Infanterie – Grablage: Gräberfeld 16 – Reihe 3 – Platz 1/2 (48° 7′ 39″ N, 11° 33′ 56″ O)
- Hermann Anschütz (1802–1880 – 77 Jahre) – Kunstmaler, Historienmaler – Grablage: 28-8-25/26 (48° 7′ 34″ N, 11° 33′ 52″ O)
- Johann Christoph von Aretin (1772–1824 – 52 Jahre) – Publizist, Historiker, Bibliothekar, Jurist, sorgte für die Eingliederung der säkularisierten Klosterbibliotheken in die heutige Bayerische Staatsbibliothek – Grablage: Mauer Rechts Platz 191/193 bei Gräberfeld 10 Standort
- Johann Georg von Aretin (1770–1845 – 74 Jahre) – Politiker, Landesdirektionsrat, Nationalökonom, Jurist – Grablage: Mauer Rechts Platz 192/193 bei Gräberfeld 10 Standort
- Joseph von Armansperg (1787–1853 – 66 Jahre) – Jurist, Abgeordneter, Ministerialbeamter und Minister – Grablage: Neu Arkaden Platz 166 bei Gräberfeld 30 (48° 7′ 35″ N, 11° 33′ 50″ O)
- Ferdinand Arnold (1828–1901 – 73 Jahre) – Botaniker – Grablage: Gräberfeld 14 – Reihe 2 – Platz 2 Standort
- Adolph Freiherr von Asch (1839–1906 – 66 Jahre) – Generalleutnant, bayerischer Kriegsminister – Grablage: AA-33 [bei GF 23] (48° 7′ 36″ N, 11° 33′ 51″ O)
- Friedrich Ast (1778–1841 – 63 Jahre) – Philosoph, Philologe, Philosophiehistoriker - Grablage: Gräberfeld 6 - Reihe 14 - Platz 2 Standort
- Ludwig Aurbacher (1784–1847 – 62 Jahre) – Politiker, Pädagoge, Volksschriftsteller - Grablage: Gräberfeld 21 - Reihe 13 - Platz 38 Standort
- Otto Aufleger (1849–1920) – Architekt – Grablage: Gräberfeld 35 – Reihe 9 – Platz 34 Standort

#### B
- Knud Baade (1808–1879 – 71 Jahre) – Kunstmaler, Marinemaler – Grablage: Gräberfeld 35 – Reihe 6 – Platz 1 (48° 7′ 29″ N, 11° 33′ 51″ O)
- Franz von Baader (1765–1841 – 76 Jahre) – Arzt, Bergbauingenieur, Philosoph, Bruder von Joseph von Baader – Grablage: 14-12-13 (48° 7′ 44″ N, 11° 33′ 55″ O) – roter Punkt im Plan: Nr. 24
- Joseph von Baader (1763–1835 – 72 Jahre) – Ingenieur, Oberbergrat, Wegbereiter der Eisenbahn in Bayern, Konstrukteur bedeutender Pumpwerke, wie im Schlosspark Nymphenburg, Bruder von Franz von Baader – Grablage: 4-12-29 (48° 7′ 48″ N, 11° 33′ 57″ O)
- Joseph Marius von Babo (1756–1822 – 66 Jahre) – Hoftheaterintendant, Dramaturg, Theaterleiter - Grablage: Gräberfeld 24 - Reihe 1 - Platz 4 Standort
- Franz Xaver Barth (1821–1894 – 73 Jahre) – Kunstmaler, Historienmaler - Grablage: Gräberfeld 40 - Reihe 5 - Platz 18 Standort
- Louis Bastoul (1753–1801 – 47 Jahre) – französischer General der Rheinarmee, gefallen in der Schlacht von Hohenlinden gegen die bayerischen Truppen – Grablage: Gräberfeld 12 – Reihe 3 – Platz 1/3 (48° 7′ 41″ N, 11° 33′ 57″ O)
- Gustav Konrad Bauer (1820–1906 – 85 Jahre) – Mathematiker – Grablage: Gräberfeld 27 – Reihe 1 – Platz 14/15 Standort
- Jakob Bauer (1787–1854 – 66 Jahre) – Jurist, Erster Bürgermeister von München – Grablage: NA-174 [bei GF 29] (48° 7′ 35″ N, 11° 33′ 51″ O)
- Wolfgang Bauer (1828–1880 – 52 Jahre) – Altphilologe, Rektor des Münchner Wilhelms-Gymnasiums, Gründer des Bayerischen Philologen Verbandes - Grablage: Gräberfeld 14 - Reihe 3 - Platz 2 Standort
- Adolf Christian Baumann (1829–1865 – 35 Jahre) – Kunstmaler, Historienmaler - Grablage: Gräberfeld 15 - Reihe 3 - Platz 55 Standort
- Karl Albert von Baur (1851–1907 – 56 Jahre) – Kunstmaler – Grablage: Neu Arkaden Platz 146 bei Gräberfeld 30 Standort
- Kaspar Bausewein (1838–1903 – 65 Jahre) – Opernsänger – Grablage: Gräberfeld 31 – Reihe 2 – Platz 34 (48° 7′ 32″ N, 11° 33′ 53″ O)
- Alois Bayer (1802–1863 – 61 Jahre) – Musiker, Hofopernsänger - Grablage: Gräberfeld 4 - Reihe 3 - Platz 23 Standort
- Hieronymus von Bayer (1792–1876 – 83 Jahre) – Rechtswissenschaftler, Jurist – Grablage: Gräberfeld 38 – Reihe 3 – Platz 34 Standort
- Friedrich Beck (1806–1888 – 79 Jahre) – Dichter, Gelehrter, Schriftsteller, Gymnasialprofessor – Grablage: Gräberfeld 9 – Reihe 2 – Platz 33 (48° 7′ 43″ N, 11° 33′ 56″ O)
- Ludwig Beck (1832–1885 – 53 Jahre) – Königlich Bayerischer Hofposamentier, Knopfmacher, legte den Grundstein für das Kaufhaus Ludwig Beck am Rathauseck in München – Grablage: Neu Arkaden Platz 116 bei Gräberfeld 42 Standort
- Hubert Beckers (1806–1889 – 82 Jahre) – Philosoph, Vertreter der Philosophie Schellings – Grablage: 10-10-23/24 (48° 7′ 43″ N, 11° 33′ 54″ O)
- Karl August von Beckers zu Westerstetten (1770–1832 – 62 Jahre) – Bayerischer General der Infanterie - Grablage: Alte Arkaden Platz 22 bei Gräberfeld 25 Standort
- Anton (von) Bernklau (1793 - 1859 - 63 Jahre) - erster tauber Zögling der ersten Bayerischen Taubstummeninstitut Freising und Kupferstecher - Grablage: Mauer links Gräberfeld 82 (Doppelgrab) (Stadtarchiv München, November 2024)
- Robert Beyschlag (1838–1903 – 65 Jahre) – Genremaler und Portraitmaler - Grablage: Gräberfeld 17 - Reihe 12 - Platz 55 Standort
- Theodor von Bischoff (1807–1882 – 75 Jahre) – Anatom und Physiologe, Entdecker des Sinns des Menstruationszyklus der Frau – Grablage: 42-13-14 (48° 7′ 31″ N, 11° 33′ 45″ O)
- August Berlepsch (1815–1877 – 62 Jahre) – Zoologe, Bienenforscher, Erfinder des beweglichen Wabenrähmchens – Grablage: 22-4-1 (48° 7′ 37″ N, 11° 33′ 55″ O)
- Johann Martin Bernatz (1802–1878 – 76 Jahre) – Kunstmaler, Landschaftsmaler – Grablage: Gräberfeld 28 – Reihe 10 – Platz 18 Standort
- Gottlieb Bodmer (1804–1837 – 33 Jahre) – Kunstmaler, Lithograf, Porträtmaler – Grablage: Gräberfeld 6 – Reihe 1 – Platz 43 Standort
- Theobald Böhm (1794–1881 – 87 Jahre) – Erfinder des Klappensystems der Querflöte, Bayerischer Hofmusikus – Grablage: 12-10-5/6 (48° 7′ 41″ N, 11° 33′ 55″ O)
- Ludwig Boller (1862–1896 – 34 Jahre) – Kunstmaler, Landschaftsmaler – Grablage: Gräberfeld 7 – Reihe 6 – Platz 44 Standort
- Roman Anton Boos (1733–1810 – 77 Jahre) – Bildhauer, Arbeiten an der Theatinerkirche und im Nymphenburger Park – Grablage: Kirchenwand St. Stefan West-1 (48° 7′ 50″ N, 11° 33′ 59″ O) – roter Punkt im Plan: Nr. 1
- Maximilian von Bothmer (1816–1878 – 62 Jahre) – General, Militär - Grablage: Gräberfeld 36 - Reihe 2 - Platz 22/23 Standort
- Maximilian von Branca (1839–1906 – 67 Jahre) – General - Grablage: Gräberfeld 2 - Reihe 7 - Platz 6 Standort
- Isabella Braun (1815–1886 – 70 Jahre) – Jugendbuchautorin, Lehrerin – Grablage: Gräberfeld 13 – Reihe 12 – Platz 42 (48° 7′ 40″ N, 11° 33′ 54″ O)
- Jakob Braun (1792–1866 – 74 Jahre) – Städtischer Spitalarzt in München; ab 1828 Honorarprofessor – Grablage: Mauer Rechts Platz 315/316 bei Gräberfeld 18 (48° 7′ 39″ N, 11° 33′ 50″ O)
- Kaspar Braun (1807–1877 – 70 Jahre) – Kunstmaler, Zeichner, Illustrator, Holzstecher, Verleger (u. a. Max und Moritz, Münchner Bilderbögen) – Grablage: Gräberfeld 7 – Reihe 10 – Platz 4/5 (48° 7′ 44″ N, 11° 33′ 58″ O)
- Reinhold Braun (1821–1884 – 62 Jahre) – Kunstmaler, Genremaler, Pferdemaler – Grablage: Gräberfeld 42 – Reihe 12 – Platz 27 Standort
- Heinrich Breslau (1784–1851 – 66 Jahre) – Königlich-Bayerischer Leibarzt (König Ludwig I.), Hochschullehrer – Grablage: Neu Arkaden Platz 7 bei Gräberfeld 28 (48° 7′ 34″ N, 11° 33′ 53″ O)
- Georg Brey (1784–1854)  – Brauereibesitzer (Löwenbräu) Vorsteher des Münchner Vereins der Bierbrauer – Grablage Neue Arkaden vor Gräberfeld 29 (48° 7′ 35″ N, 11° 33′ 50″ O})
- Alois Brinz (1820–1887 – 67 Jahre) – Politiker, Jurist, Rechtswissenschaftler, Hochschullehrer – Grablage: Mauer Rechts Platz 153 bei Gräberfeld 6 (48° 7′ 46″ N, 11° 33′ 55″ O)
- Friedrich Bruckbräu (1791–1874 – 83 Jahre) – Schriftsteller, Übersetzer - Grablage: Gräberfeld 19 - Reihe 13 - Platz 1 Standort
- Friedrich Brugger (1815–1870 – 55 Jahre) – Bildhauer vieler Denkmäler von Christoph Willibald Gluck, Friedrich Wilhelm Joseph Schelling, Leo von Klenze, u. a. - Grablage: Gräberfeld 16 – Reihe 10 – Platz 26 (48° 7′ 39″ N, 11° 33′ 55″ O)
- Franz Brulliot (1780–1836 – 55 Jahre) – Kupferstecher und Kunsthistoriker – Grablage: Mauer Links Platz 290 bei Gräberfeld 11 Standort
- Eduard Brummer (1850–1888 – 37 Jahre) – Schauspieler, Sänger, Komiker – Grablage: Neu Arkaden Platz 60 bei Gräberfeld 39 Standort
- Hans Brunner (1813–1888 – 75 Jahre) – Kunstmaler, Genremaler – Grablage: Gräberfeld 37 – Reihe 4 – Platz 9 Standort
- Anton von Bucher (1746–1817 – 70 Jahre) – Theologe, Schriftsteller und Schulreformer - Grablage: Mauer Links Platz 275 bei Gräberfeld 11 Standort
- Johann Nepomuk Buchinger (1781–1870 – 88 Jahre) – Archivar, Jurist, Historiker – Grablage: Gräberfeld 36 – Reihe 12 – Platz 22/23 Standort
- Andreas Buchner (1776–1854 – 78 Jahre) – Historiker, Priester, Theologe, Philologe – Grablage: Gräberfeld 36 – Reihe 12 – Platz 18/19 (48° 7′ 31″ N, 11° 33′ 49″ O)
- Max Joseph Buchner (1846–1921 – 75 Jahre) – Arzt, Ethnograph, Forschungsreisender und Direktor (1887–1907) des Völkerkundemuseums in München – Grablage: Gräberfeld 1 – Reihe 2 – Platz 10/11 (48° 7′ 50″ N, 11° 34′ 0″ O)
- Anton von Bucher (1746–1817 – 70 Jahre) – Theologe, Schriftsteller und Schulreformer – Grablage: ML-275 [bei GF 11] (48° 7′ 40″ N, 11° 33′ 59″ O)
- Hans Buchner (1850–1902 – 51 Jahre) – Arzt, Bakteriologe, Hygieniker, Lehrstuhl-Nachfolger Max von Pettenkofers – Grablage: Gräberfeld 1 – Reihe 2 – Platz 8/9
- Ludwig Andreas Buchner (1813–1897 – 84 Jahre) – Arzt, Pharmakologe - Grablage: Gräberfeld 6 - Reihe 16 - Platz 3 Standort
- Heinrich Bürkel (1802–1869 – 67 Jahre) – Landschaftsmaler – Grablage: Gräberfeld 38 – Reihe 1 – Platz 11/12 (48° 7′ 32″ N, 11° 33′ 47″ O); Vater von Ludwig von Bürkel
- Ludwig von Bürkel (1841–1903 – 62 Jahre) – Hofsekretär König Ludwigs II. – Grablage: Gräberfeld 38 – Reihe 1 – Platz 11/12 (48° 7′ 32″ N, 11° 33′ 47″ O); Sohn von Heinrich Bürkel
- Friedrich Bürklein (1813–1872 – 59 Jahre) – Architekt, baute viele Bahnhöfe wie die in München, Augsburg, Nürnberg aber auch das Maximilianeum, das Rathaus in Fürth und das Gebäude der Regierung von Oberbayern – Grablage: 13-1-7 (48° 7′ 43″ N, 11° 33′ 56″ O) – roter Punkt im Plan: Nr. 21
- Heinrich Büttgen (1821–1876 – 55 Jahre) – Schauspieler - Grablage: Gräberfeld 6 - Reihe 2 - Platz 32/33 Standort
- Ludwig Buhl (1816–1880 – 64 Jahre) – Mediziner, erster Direktor des Pathologischen Institutes der Universität München – Grablage: Mauer Links Platz 285/286 bei Gräberfeld 11 (48° 7′ 39″ N, 11° 33′ 59″ O)
- Karl Burger (1834–1905 – 71 Jahre) – Theologe (evangelisch-lutherisch), Oberkonsistorialrat – Grablage: Gräberfeld 5 – Reihe 15 – Platz 31 Standort

#### C
- Moriz Carrière (1817–1895 – 77 Jahre) – Philosoph, war mit Agnes einer Tochter Justus Liebigs verheiratet – Grablage: Gräberfeld 40 – Reihe 12 – Platz 10/11 (48° 7′ 30″ N, 11° 33′ 48″ O)
- Anton von Cetto (1756–1847 – 91 Jahre) – bayerischer Verwaltungsjurist und Diplomat - Grablage: Mauer Rechts Platz 345 bei Gräberfeld  Standort
- Adam Christ (1856–1881 – 24 Jahre) – Bildhauer (eines der Opfer der Brandkatastrophe am 18. Februar 1881 in Kil’s Colosseum) – Grablage: 20-8-14 (48° 7′ 37″ N, 11° 33′ 55″ O)
- Fritz Christ (1866–1906 – 40 Jahre) – Bildhauer, Medailleur und Alpinist – Grablage: 40-7-6 (48° 7′ 30″ N, 11° 33′ 48″ O)
- Adolf Christen (1811–1883 – 71 Jahre) – Hofschauspieler und Theaterdirektor – Grablage: NA-121 [bei GF 38] (48° 7′ 31″ N, 11° 33′ 45″ O)
- Josef Correggio (1810–1891 – 81 Jahre) – Maler – Grablage: 1-8-23 (48° 7′ 48″ N, 11° 33′ 59″ O), Vater des Max Correggio
- Max Correggio (1854–1908 – 53 Jahre) – Portraitmaler und Tiermaler – Grablage: Gräberfeld 1 – Reihe 8 – Platz 23 Standort, Sohn des Josef Correggio
- Angelo Graf von Courten (1848–1925 – 77 Jahre) – Maler - Grablage: Neue Arkaden Platz 171 bei Gräberfeld 29 Standort - Grabstätte von Leo von Klenze

#### D
- Constanze Dahn (1814–1894 – 79 Jahre) – Hofschauspielerin – Grablage: MR-SP 21 [bei GF 18] (48° 7′ 38″ N, 11° 33′ 51″ O)
- Andreas Michael Dall’Armi (1765–1842 – 76 Jahre) – Kaufmann und Bankier, organisierte 1810 ein Pferderennen auf der Theresienwiese, gilt damit als Begründer des Münchner Oktoberfests – Grablage: 14-12-55/56 (48° 7′ 40″ N, 11° 33′ 52″ O)
- Anna Dandler (1862–1930 – 68 Jahre) – Hof- und Kammerschauspielerin – Grablage: 31-9-4 (48° 7′ 32″ N, 11° 33′ 52″ O)
- Sebastian Daxenberger (1809–1878 – 68 Jahre) – Jurist und Politiker; als Dichter und Schriftsteller wurde er unter dem Pseudonym Karl Fernau bekannt - Grablage: Gräberfeld 1 - Reihe 1 - Platz 8/9 Standort
- Anna Deinet (1843–1919 – 76 Jahre) – Opernsängerin, Kammersängerin – Grablage: Gräberfeld 31 – Reihe 1 – Platz 30 Standort
- Thomas Dennerlein (1847–1903 – 55 Jahre) – Bildhauer – Grablage: Gräberfeld 31 – Reihe 1 – Platz 22 Standort
- Ernst von Destouches (1843–1916 – 73 Jahre) – Jurist und Archivar der Stadt München, gründete das Münchner Stadtmuseum, in dem er ab 1873 als Konservator arbeitete – Grablage: Gräberfeld 18 – Reihe 1 – Platz 16 (48° 7′ 40″ N, 11° 33′ 53″ O); Enkel des Musikers und Komponisten Franz Seraph Destouches (1772–1844) und Neffe des Dramatikers und Hofbeamten Joseph Anton von Destouches (1767–1832)
- Franz Seraph Destouches (1772–1844 – 72 Jahre) – Musiker, Hofkapellmeister, Komponist – Grablage: Gräberfeld 18 – Reihe 1 – Platz 16 (48° 7′ 40″ N, 11° 33′ 53″ O); Bruder von Joseph Anton von Destouches
- Josef Destouches (1767–1832 – 65 Jahre) – Dramatiker, Historiker – schrieb ein Dutzend Bühnenstücke – Grablage: Gräberfeld 21 – Reihe 5 – Platz 2 (48° 7′ 36″ N, 11° 33′ 55″ O); Bruder von Franz Seraph Destouches
- Ulrich von Destouches (1802–1863 – 60 Jahre) – Journalist, Historiker, Bibliothekar – Chronist der Stadt München, Autor zahlreicher Bühnenstücke
- Peter Ferdinand Deurer (1777–1844 – 67 Jahre) – Maler - Grablage: Gräberfeld ML-SP - Reihe 1 - Platz 30/31 Standort
- Martin von Deutinger (1789–1854 – 64 Jahre) – Katholischer Theologe, Historiker, Generalvikar, Onkel des Theologen Martin Deutinger – Grablage: AA-27 [bei GF 23] (48° 7′ 36″ N, 11° 33′ 51″ O)
- Martin Deutinger (1815–1864 – 49 Jahre) – katholischer Theologe, Philosoph, Universitätsprediger in St. Ludwig in München, Neffe von Martin von Deutinger – Grablage: 42-1-8 (48° 7′ 31″ N, 11° 33′ 46″ O) – roter Punkt im Plan: Nr. 53
- Johann Conrad Develey (1822–1886 – 65 Jahre) – Senffabrikant, Bayerischer Hoflieferant, Erfinder des süßen Senfs – Grablage: 20-4-3/4 (48° 7′ 37″ N, 11° 33′ 55″ O)
- Ernst Friedrich Diez (1805–1892 – 87 Jahre) – Musiker, Hofopernsänger, Schauspieler – Grablage: 4-8-57 (48° 7′ 44″ N, 11° 33′ 58″ O)
- Sophie Diez (1820–1887 – 66 Jahre) – Musikerin, Hofopernsängerin, Schauspielerin, Opernsängerin – Grablage: 4-8-57 (48° 7′ 44″ N, 11° 33′ 58″ O)
- Johann Georg von Dillis (1759–1841 – 81 Jahre) – Landschaftsmaler – Grablage: 13-2-23 (48° 7′ 41″ N, 11° 33′ 55″ O) – roter Punkt im Plan: Nr. 22
- Bernhard Docen (1782–1828 – 46 Jahre) – Germanist, Bibliothekar, Schriftsteller - Grablage: Gräberfeld 12 - Reihe 2 - Platz 39 Standort
- Ignaz Döllinger (1770–1841 – 70 Jahre) – Anatom und Physiologe, Vater des gleichnamigen Theologen – Grablage: ML-241 [bei GF 11] (48° 7′ 41″ N, 11° 33′ 59″ O) – roter Punkt im Plan: Nr. 14
- Ignaz von Döllinger (1799–1890 – 90 Jahre) – Theologe, Kirchenhistoriker, Sohn des gleichnamigen Anatomen – Grablage: ML-241 [bei GF 11] (48° 7′ 41″ N, 11° 33′ 59″ O) – roter Punkt im Plan: Nr. 14
- Johann Dorner (1775–1852 – 77 Jahre) – Landschaftsmaler, Lithograph, Galerieinspektor - Grablage: Gräberfeld 21 - Reihe 13 - Platz 31 Standort
- Georg Dollmann (1830–1895 – 64 Jahre) – Architekt, Assistent im Büro von Leo Klenze, vollendete die Befreiungshalle (nach Klenzes Tod). Architekt der Heilig-Kreuz-Kirche in München-Giesing, des Schlosses Linderhof, des Schlosses Herrenchiemsee. - Grablage: Neue Arkaden Platz 112 bei Gräberfeld 42 (48° 7′ 31″ N, 11° 33′ 44″ O)
- Karl Friedrich von Dollmann (1811–1867 – 55 Jahre) – Jurist, Professor der Rechte – Grablage: Gräberfeld 33 – Reihe 1 – Platz 31/32 Standort
- Wilhelm Düll (1835–1887 – 52 Jahre) – Bildhauer – Grablage: Gräberfeld 1 – Reihe 1 – Platz 6 Standort; Vater des Bildhauers Heinrich Düll
- Friedrich Dürck (1809–1884 – 75 Jahre) – Porträtmaler, Genremaler – Grablage: Gräberfeld 14 – Reihe 1 – Platz 32 Standort; Großvater des Pathologen Hermann Dürck
- Hermann Dürck (1869–1941 – 71 Jahre) – Pathologe und Bakteriologe, Leiter des Pathologischen Institutes am Krankenhaus rechts der Isar in München – Grablage: Gräberfeld 14 – Reihe 1 – Platz 32 Standort; Enkel des Malers Friedrich Dürck
- Hermann Dyck (1812–1874 – 61 Jahre) – Kunstmaler, Zeichner, Radierer, Architekturmaler - Grablage: Gräberfeld 12 - Reihe 11 - Platz 13 Standort

#### E
- Konrad Eberhard (1768–1859 – 90 Jahre) – Bildhauer, Kunstmaler - Grablage: Gräberfeld 11 - Reihe 1 - Platz 32 Standort
- Johann Georg Edlinger (1741–1819 – 78 Jahre) – Maler – Grablage: 12-11-46 (48° 7′ 42″ N, 11° 33′ 57″ O) – roter Punkt im Plan: Nr. 20
- Carl von Effner (1831–1884 – 53 Jahre) – Oberhofgärtner von König Ludwig II – Gartenarchitekt für Schloss Herrenchiemsee und Schloss Linderhof – Grablage: 13-1-34 (48° 7′ 40″ N, 11° 33′ 55″ O)
- Anton Eggstein (1780–1819 – 39 Jahre) – Brauer und Abgeordneter des ersten Bayerischen Landtags
- Anton Ehrengut (1840–1890 – 50 Jahre) – Zimmermeister Ludwigs II. – Grablage: 9-1-42 [bei GF 9] (48° 7′ 42″ N, 11° 33′ 56″ O)
- Alexander Eibner (1862–1935 – 72 Jahre) – Chemiker und Malereitechnologe; arbeitete mit Max Doerner an der chemischen Zusammensetzung der Farben. - Grablage: Gräberfeld 41 – Reihe 13 – Platz 24 (48° 7′ 31″ N, 11° 33′ 47″ O) Friedrich Eibner (1825–1877) ist sein Vater.
- Friedrich Eibner (1825–1877 – 52 Jahre) – Kunstmaler, Architekturmaler – Grablage: Gräberfeld 41 – Reihe 13 – Platz 24 (48° 7′ 31″ N, 11° 33′ 47″ O) Alexander Eibner (1862–1935) ist sein Sohn.
- Simon von Eichthal (1787–1854 – 67 Jahre) – Hofbankier, Mitbegründer der ersten Bank-Aktiengesellschaft Deutschlands, der Bayerischen Hypotheken und Wechselbank – Grablage: AA-4 [bei GF 25] (48° 7′ 38″ N, 11° 33′ 50″ O)
- Joseph Eilles (1809–1881 – 72 Jahre) – bayerischer Hoflieferant und Begründer des gleichnamigen Kaffee- und Tee-Unternehmens – Grablage: Gräberfeld 10 – Reihe 1 – Platz 54 (48° 7′ 42″ N, 11° 33′ 54″ O)
- August von Eisenhart (1826–1905 – 79 Jahre) – Jurist, Sekretär Ludwigs II. von Bayern - Grablage: Gräberfeld 11 - Reihe 12 - Platz 17 Standort - Ehemann von Luise von Kobell
- Lorenz Englmann (1811–1881 – 69 Jahre) – Philologe und Autor zahlreicher Schulbücher, Direktor des Ludwigsgymnasiums in München ab 1860 und Direktor des Wilhelmsgymnasiums ab 1872 - Grablage: Gräberfeld 14 - Reihe 1 - Platz 43 Standort
- Michael Pius Erdl (1815–1848 – 32 Jahre) – Anatom und Physiologe – entdeckte, dass das Tote Meer weit unter dem Niveau des Mittelmeers liegt – Grablage: Mauer Links Platz 312 bei Gräberfeld 15 (48° 7′ 38″ N, 11° 33′ 59″ O) – roter Punkt im Plan: Nr. 18
- Andreas Erhard (1791–1846 – 55 Jahre) – Philosoph und Schriftsteller
- Johann Baptist Erlacher (1808–1863 – 54 Jahre) – Architekt, Zimmerermeister, ging 1832 mit König Otto nach Griechenland, übernahm Bauausführung des Chinesischen Tums im Englischen Garten zu München – Grablage: Mauer Rechts Platz 19/21 bei Gräberfeld 2 (48° 7′ 50″ N, 11° 33′ 58″ O)
- Joseph Erlacher (1871–1937 – 66 Jahre) – Bildhauer, schnitzte das Karussell beim Chinesischen Turm im Englischen Garten – Grablage: Mauer Rechts Platz 19/21 bei Gräberfeld 2 (48° 7′ 50″ N, 11° 33′ 58″ O)
- Bernhard von Ernsdorfer (1767-1836 - 69 Jahre) - Taubstummenlehrer, Taubstummenpädagoge, Direktor und Aufklärer der Taubstummenpädagogik in Bayern, Grablage: Mauer Links Platz 286 (Aufgelöst)
- Jakob von Ermarth (1790–1865 – 74 Jahre) – bayerischer Generalleutnant, Kommandeur des Infanterie-Leib-Regiments – Grablage: Gräberfeld 21 – Reihe 12 – Platz 1 (48° 7′ 35″ N, 11° 33′ 56″ O)
- Traugott Ertel (1778–1858 – 79 Jahre) – Messinstrumentenbauer und Unternehmer - Grablage: Alte Arkaden Platz 2 bei Gräberfeld 25 Standort
- Caspar Ett (1788–1847 – 59 Jahre) – Komponist, Hoforganist an der Michaelskirche – Grablage: 21-1-18 (48° 7′ 36″ N, 11° 33′ 54″ O) – roter Punkt im Plan: Nr. 39

#### F
- Jakob Philipp Fallmerayer (1790–1861 – 70 Jahre) – Wissenschaftler, Historiker, Publizist, Orientalist – Grablage: 16-11-2 (48° 7′ 40″ N, 11° 33′ 55″ O)
- Gottfried von Feder (1806–1892 – 85 Jahre) – Politiker, Jurist, Regierungspräsident, Mitglied des Deutschen Reichstags, bayerischer Geheimrat - Grablage: Gräberfeld 25 - Reihe 6 - Platz 1 Standort
- Franz Xaver Fernbach (1793–1851 – 57 Jahre) – Maler und Erfinder der Maltechnik der neueren Enkaustik - Grablage: Gräberfeld 12 - Reihe 1 - Platz 17
- August Fink (1846–1916 – 70 Jahre) – Kunsthistoriker, Kunstmaler - Grablage: Gräberfeld 5 - Reihe 11 - Platz 5
- Franz Fischer (1849–1918 – 68 Jahre) – Musiker, Hofkapellmeister - Grablage: Gräberfeld 4 - Reihe 11 - Platz 3
- Josef Anton Fischer (1814–1859 – 45 Jahre) – Kunstmaler, Historienmaler, Nazarener – Grablage: Gräberfeld 14 – Reihe 2 – Platz 28 Standort
- Karl von Fischer (1782–1820 – 37 Jahre) – Architekt, Oberbaurat, Akademieprofessor, baute viel in München, u. a. das Nationaltheater und das Prinz-Carl-Palais – Grablage: 17-1-27/28 (48° 7′ 39″ N, 11° 33′ 54″ O) – roter Punkt im Plan: Nr. 33
- Gisbert Flüggen (1811–1859 – 48 Jahre) – Genremaler – Grablage: Gräberfeld 18 – Reihe 13 – Platz 32 (48° 7′ 39″ N, 11° 33′ 51″ O)
- Heinrich Konrad Föringer (1802–1880 – 77 Jahre) – Hofrat, Bibliothekar - Grablage: Gräberfeld 25 - Reihe 12 - Platz 21/22 Standort
- Ernst Förster (1800–1885 – 85 Jahre) – Kunstmaler, Kunsthistoriker, Kunstschriftsteller, Dichter - Grablage: Gräberfeld 12 - Reihe 4 - Platz 43 Standort
- Ludwig Foltz (1809–1867 – 58 Jahre) – Architekt, Bildhauer, Illustrator, arbeitete u. a. an der Wiederherstellung des königlichen Residenztheaters und der Restaurierung der Münchener Frauenkirche – Grablage: Gräberfeld 29 – Reihe 13 – Platz 10/11 Standort - Bruder von Philipp Foltz
- Philipp Foltz (1805–1877 – 72 Jahre) – Kunstmaler, Historienmaler – Grablage: Gräberfeld 29 – Reihe 13 – Platz 10/11 Standort - Bruder von Ludwig Foltz
- Andreas Fortner (1809–1862 – 52 Jahre) – Bildhauer, Silberschmied, Ziseleur – Grablage: Gräberfeld 29 – Reihe 2 – Platz 5 Standort
- Carl Fraas (1810–1875 – 65 Jahre) – Botaniker, Forstwirt, Landwirt – Grablage: Gräberfeld 33 – Reihe 5 – Platz 5/6 Standort
- Josef von Fraunhofer (1787–1826 – 39 Jahre) – Physiker, Optiker, Professor, Konservator, technischer Erfinder, das Fraunhofer-Objektiv wurde nach ihm benannt – Grablage: AA-12 [bei GF 25] (48° 7′ 37″ N, 11° 33′ 50″ O) – roter Punkt im Plan: Nr. 29
- August von Frays (1790–1863 – 73 Jahre) – Hoftheater-Intendant und Generalmajor – Grablage: 36-8-26/27 (48° 7′ 31″ N, 11° 33′ 50″ O)
- Electrina Freyberg (1797–1847 – 49 Jahre) – Historienmalerin, Landschaftsmalerin, Portraitmalerin - Grablage: Alte Arkaden Platz 24 bei Gräberfeld 25 Standort
- Ernst Fröhlich (1810–1882) – Kunstmaler, Illustrator, Xylograf – Grablage: Gräberfeld 5 – Reihe 15 – Platz 39 (48° 7′ 45″ N, 11° 33′ 58″ O)
- Johann Nepomuk Fuchs (1774–1856 – 81 Jahre) – Professor der Mineralogie, gilt als Erstbeschreiber für die Minerale Mesolith und Skolezit. Nach ihm ist die Muskovit-Varietät „Fuchsit“ benannt. Entdeckte u. a. das sogenannte Wasserglas (1818) und mit Josef Schlotthauer die Stereochromie (1846) – Grablage: Gräberfeld 41 – Reihe 1 – Platz 26/27 (48° 7′ 31″ N, 11° 33′ 48″ O)

#### G
- Franz Xaver Gabelsberger (1789–1849 – 59 Jahre) – Geheimer Ministerialsekretär, Erfinder der Kurzschrift – Grablage: 7-10-54 (48° 7′ 42″ N, 11° 33′ 58″ O) – roter Punkt im Plan: Nr. 13
- Friedrich von Gärtner (1791–1847 – 55 Jahre) – Architekt, einer der bedeutendsten Baumeister im Königreich Bayern unter Ludwig I. – Grablage: NA-175 [bei GF 29] (48° 7′ 35″ N, 11° 33′ 51″ O) – roter Punkt im Plan: Nr. 43
- Sebastian Gaigl (1797–1876 – 79 Jahre) – Pfandleiher, Stifter des städtischen Waisenhauses in München – Grablage: NA-137 [bei GF 34] (48° 7′ 34″ N, 11° 33′ 47″ O)
- Lorenz Gedon (1844–1883 – 39 Jahre) – Bildhauer, Architekt, Innenarchitekt, er war an der Ausschmückung der Schlösser Linderhof und Herrenchiemsee beteiligt – Grablage: ML-356-im Eck [bei GF 15] (48° 7′ 37″ N, 11° 33′ 58″ O)
- Emilia Giehrl (1837–1915 – 77 Jahre) – „Tante Emmy“, Jugend- und Volksautorin, Sie förderte den Münchner Pfennigverein, der sich für Arme einsetzte – Grablage: 4-1-45 (48° 7′ 47″ N, 11° 33′ 58″ O)
- Franz Xaver von Gietl (1803–1888 – 84 Jahre) – Leibarzt des Königs von Bayern Maximilian II., Direktor des Städtischen Krankenhauses links der Isar (1842–1851), Ehrenbürger von München – Grablage: Mauer Rechts Platz 135/136 bei Gräberfeld 6 (48° 7′ 46″ N, 11° 33′ 56″ O). Josua von Gietl ist der Sohn von Franz Xaver von Gietl
- Josua von Gietl (1847–1922 – 74 Jahre) – Landschafts- und Genremaler der Münchner Schule – Grablage: Mauer Rechts Platz 134/136 bei Gräberfeld 6 (48° 7′ 46″ N, 11° 33′ 56″ O). Franz Xaver von Gietl ist Josua von Gietls Vater
- Lorenz Gleich (1798–1865 – 66 Jahre) – Mediziner und früher Vertreter der Naturheilkunde – Grablage: Gräberfeld 29 – Reihe 12 – Platz 3 Standort
- Franz Xaver Glink (1795–1873 – 77 Jahre) – Historien- und Kirchenmaler - Grablage: Gräberfeld 15 - Reihe 11 - Platz 22 Standort
- Nikolaus Thaddäus von Gönner (1764–1827 – 62 Jahre) – Jurist und Staatsrat - Grablage: Gräberfeld 8 - Reihe 10 - Platz 41
- Guido Moritz Görres (1805–1852 – 47 Jahre) – Schriftsteller – Grablage: Mauer Rechts Platz 343 bei Gräberfeld 18 (48° 7′ 39″ N, 11° 33′ 51″ O). Sohn des katholischen Publizisten Joseph Görres
- Joseph Görres (1776–1848 – 72 Jahre) – Hochschullehrer, katholischer Publizist, Gründer des Rheinischen Merkur – Grablage: Mauer Rechts Platz 343 bei Gräberfeld 18 (48° 7′ 39″ N, 11° 33′ 51″ O) – roter Punkt im Plan: Nr. 27. Vater des Schriftstellers Guido Görres.
- Marie Görres (1808–1871 – 62 Jahre) – Herausgeberin, Autorin, Mitgründerin der Historisch-politischen Blätter für das katholische Deutschland – Grablage: Mauer Rechts Platz 343 bei Gräberfeld 18 (48° 7′ 39″ N, 11° 33′ 51″ O) – roter Punkt im Plan: Nr. 27. Schwester des Schriftstellers Guido Görres, Tochter des Publizisten Joseph Görres.
- Heinrich Göschl (1839–1896 – 57 Jahre) – Bildhauer - Grablage: Gräberfeld 13 - Reihe 2 - Platz 4 Standort
- Rudolf Gottgetreu (1821–1890 – 69 Jahre) – Architekt, Hochschullehrer, baute von 1854 bis 1857 das Hotel Vier Jahreszeiten in München – Grablage: Gräberfeld 10 – Reihe 2 – Platz 25 (48° 7′ 43″ N, 11° 33′ 55″ O)
- Carl Graf (1801–1883 – 82 Jahre) – Mediziner, Obermedizinalrat, Leibarzt von Königin Karoline von Baden - Grablage: Gräberfeld 28 - Reihe 1 - Platz 16 Standort
- Bernhard Michael von Grandauer (1776–1838 – 61 Jahre) – Staatsrat, Kabinettssekretär - Grablage: Alte Arkaden Platz 30 bei Gräberfeld 23 Standort
- Hermann von Grauert (1850–1924 – 73 Jahre) – Historiker – Grablage: Gräberfeld 42 – Reihe 12 – Platz 6 (48° 7′ 31″ N, 11° 33′ 45″ O)
- Franz Gruithuisen (1774–1852 – 78 Jahre) – Arzt und Astronom – Grablage: Gräberfeld 4 – Reihe 2 – Platz 47 (48° 7′ 47″ N, 11° 33′ 58″ O)
- Theodor Gsell Fels (1818–1898 – 80 Jahre) – Theodor Gsell-Fels - Grablage: Gräberfeld 37 - Reihe 6 - Platz 1 (Grab nicht mehr erhalten)
- Friedrich Güll (1812–1879 – 67 Jahre) – Dichter, Kinderlieddichter – Grablage: 33-10-34 (48° 7′ 34″ N, 11° 33′ 49″ O)
- Anton von Gumppenberg (1787–1855 – 68 Jahre) – bayerischer General und Kriegsminister – Grablage: ML-257/259 [bei GF 11] (48° 7′ 40″ N, 11° 33′ 59″ O)

#### H
- Sebastian Habenschaden (1813–1868 – 55 Jahre) – Kunstmaler, Radierer, Landschaftsmaler, Tiermaler – Grablage: 17-2-22/23(48° 7′ 39″ N, 11° 33′ 54″ O)
- Simon Häberl (1772–1831 – 58 Jahre) – Arzt, Reformer des bayerischen Gesundheitssystems, führte die gesetzliche Pockenimpfung ein – Grablage: Mauer Links Platz 232/233 bei Gräberfeld 7 (48° 7′ 42″ N, 11° 33′ 59″ O).
- Martin Härtinger (1815–1896 – 81 Jahre) – Mediziner, Opernsänger, Hofopernsänger, Tenor – Grablage: Gräberfeld 29 – Reihe 12 – Platz 23 Standort
- Christian Haeutle (1826–1893 – 67 Jahre) – Archivar, Historiker - Grablage: Gräberfeld 37 - Reihe 1 - Platz 20 Standort
- Charlotte von Hagn (1809–1891 – 82 Jahre) – Schauspielerin, auch in der Schönheitengalerie Ludwig I., 1848 heiratete sie Alexander von Oven, wurde als Charlotte von Oven beigesetzt – Grablage: 19-4-26 (48° 7′ 36″ N, 11° 33′ 56″ O)
- Johann von Halbig (1814–1882 – 68 Jahre) – Bildhauer, schuf viele Statuen und Plastiken wie die Grabmalstatuen auf diesem Friedhof von Ainmiller, Walther und Breslau sowie das Zentralkreuz im neuen Teil dieses Friedhofs – Grablage: NA-14 [bei GF 27] (48° 7′ 34″ N, 11° 33′ 54″ O)
- Ulrich Halbreiter (1812–1877 – 65 Jahre) – Kunstmaler, Historienmaler (Ausmalung der St. Bonifaz-Basilika und der Ludwigskirche), Komponist, Silberarbeiter – Grablage: 8-10-34/35 (48° 7′ 43″ N, 11° 33′ 56″ O)
- Karl Halm (1809–1882 – 73 Jahre) – Altphilologe, Direktor der Staatsbibliothek, erster Rektor des Maximiliansgymnasiums in München – Grablage: Gräberfeld 40 – Reihe 1 – Platz 24 Standort
- Edgar Hanfstaengl (1842–1910 – 67 Jahre) – Photograph, Hofrat, Handelskaufmann – Grablage: Gräberfeld 2 – Reihe 7 – Platz 37 (48° 7′ 49″ N, 11° 33′ 58″ O). Sohn von Franz Hanfstaengl.
- Franz Hanfstaengl (1804–1877 – 73 Jahre) – Maler, Lithograf, Hoffotograf, schuf Porträts berühmter Persönlichkeiten wie von König Ludwig II. von Bayern, Otto von Bismarck und der Kaiserin Elisabeth von Österreich – Grablage: 2-7-37 (48° 7′ 49″ N, 11° 33′ 58″ O). Vater von Edgar Hanfstaengl.
- Johann Michael Hauber (1778–1843 – 64 Jahre) – Stiftspropst und Hofkapelldirektor - Grablage: Mauer Links Platz 341 bei Gräberfeld 15 Standort
- Georg von Hauberrisser (1841–1922 – 81 Jahre) – Architekt, baute oft im Stil der Neugotik, wie das neue Münchner Rathaus und die Paulskirche in München – Grablage: 21-1-7-8 (48° 7′ 36″ N, 11° 33′ 55″ O) – roter Punkt im Plan: Nr. 38
- August Hauner (1811–1884 – 72 Jahre) – Kinderarzt und Hochschullehrer, Gründer des Dr. von Haunerschen Kinderspitals in München – Grablage: 11-8-57 (48° 7′ 39″ N, 11° 33′ 57″ O)
- Wilhelm Hauschild (1827–1887 – 59 Jahre) – Historienmaler – Grablage: Gräberfeld 17 – Reihe 12 – Platz 50 Standort
- Karl Haushofer (1839–1895 – 55 Jahre) – Geologe, Chemiker, Mineraloge – Mitgründer des Deutschen Alpenvereins; Sohn des Landschaftsmalers Max Haushofer – Grablage: Gräberfeld 33 – Reihe 13 – Platz 10 Standort; Sohn des Landschaftsmalers Max Haushofer
- Max Haushofer (1811–1866 – 54 Jahre) – Kunstmaler, Landschaftsmaler; Vater des Karl Haushofer (Mineraloge) – Grablage: Gräberfeld 33 – Reihe 13 – Platz 10 Standort
- Johann Nepomuk Hautmann (1820–1903 – 82 Jahre) – Bildhauer, Hofbildhauer - Grablage: Gräberfeld 23 - Reihe 6 - Platz 3/4 Standort
- August von Heckel (1824–1883 – 59 Jahre) – Genremaler, Historienmaler - Grablage: Gräberfeld 14 - Reihe 20 - Platz 30/31 Standort
- Maximilian von Heckel (1822–1896 – 73 Jahre) – Bayerischer General der Infanterie – Grablage: Gräberfeld 13 – Reihe 12 – Platz 44/45 Standort
- Jakob Heinrich von Hefner-Alteneck (1811–1903 – 82 Jahre) – Kunsthistoriker, Direktor des Bayerischen Nationalmuseums, Altertumsforscher, Zeichner und Radierer – Grablage: 38-13-2/3 (48° 7′ 32″ N, 11° 33′ 45″ O)
- Joseph Hefner (1799–1862 – 63 Jahre) – Historiker, Gymnasialprofessor – Grablage: Gräberfeld 15 – Reihe 7 – Platz 5 (48° 7′ 39″ N, 11° 33′ 58″ O)
- Otto Titan Hefner (1827–1870 – 42 Jahre) – Heraldiker, Genealoge, Literat – Grablage: Gräberfeld 15 – Reihe 7 – Platz 5 (48° 7′ 39″ N, 11° 33′ 58″ O)
- Karl Wilhelm von Heideck (1788–1861 – 72 Jahre) – Oberstleutnant im Generalstab, ging mit Prinz Otto von Bayern nach Griechenland – Grablage: AA-35 [bei GF 23] (48° 7′ 36″ N, 11° 33′ 51″ O)
- Johann Heilmann (1825–1888 – 63 Jahre) – Generalleutnant, Militärhistoriker – Grablage: Gräberfeld 32 – Reihe 11 – Platz 14 Standort
- Heinrich Heinlein (1803–1885 – 82 Jahre) – Maler – Grablage: Gräberfeld 15 – Reihe 1 – Platz 17/18
- Emanuel Herigoyen (1746–1817 – 70 Jahre) – Architekt, Baumeister und Kartograf – Grablage: Gräberfeld 9 – Reihe 1 – Platz 49 Standort
- Franz Herz (1817–1889 – 71 Jahre) – Schauspieler, Hofschauspieler - Grablage: Gräberfeld 6 - Reihe 2 - Platz 32/33 Standort
- Johann Georg Herzog (1822–1909 – 86 Jahre) – Musiker, Kirchenmusiker – Grablage: Gräberfeld 33 – Reihe 2 – Platz 32 Standort
- Heinrich Maria von Hess (1798–1863 – 64 Jahre) – Kunstmaler – entwarf die Glasgemälde für den Regensburger Dom – Bruder des Malers Peter von Hess – Grablage: 40-12-7/8 (48° 7′ 30″ N, 11° 33′ 48″ O)
- Peter von Hess (1792–1871 – 78 Jahre) – Maler, begleitete den bayerischen König Otto I. nach Griechenland – Bruder des Malers Heinrich Maria von Hess – Grablage: 13-1-51 (48° 7′ 40″ N, 11° 33′ 55″ O) – roter Punkt im Plan: Nr. 23
- Johann Georg Hiltensperger (1806–1890 – 84 Jahre) – Maler, übernahm Aufträge für Gemälde und Fresken von König Ludwig I. und König Maximilian II. Joseph beispielsweise den Odyssee-Zyklus im Festsaalbau der Münchner Residenz – Grablage: 15-13-17 (48° 7′ 38″ N, 11° 33′ 57″ O)
- Ulrich Himbsel (1787–1860 – 73 Jahre) – Architekt, Bauunternehmer, beteiligt am Bau der Eisenbahnstrecke von München nach Starnberg und der Dampfschifffahrt auf dem Starnberger See – Grablage: MR-241 [bei GF 14] (48° 7′ 42″ N, 11° 33′ 53″ O)
- Johann Christian Hirt (1836–1897 – 61 Jahre) – Bildhauer – Grablage: Neu Arkaden Platz 86 bei Gräberfeld 40 Standort
- Franz Hocheder (1783–1844 – 61 Jahre) – Schriftsteller und Gymnasialdirektor - Grablage: Gräberfeld 25 - Reihe 13 - Platz 23/24 Standort
- Anton Höchl (1820–1897 – 77 Jahre) – Kunstmaler, Architekturmaler – Grablage: Gräberfeld 2 – Reihe 7 – Platz 1/2 (48° 7′ 50″ N, 11° 33′ 59″ O). Sohn von Joseph Höchl
- Joseph Höchl (1777–1838 – 60 Jahre) – Baumeister und Ziegeleibesitzer, größter Bauunternehmer Münchens in seiner Zeit – Grablage: 2-7-1/2 (48° 7′ 50″ N, 11° 33′ 59″ O). Vater von Anton Höchl
- Julius Hofmann (1840–1896 – 55 Jahre) – Architekt – arbeitete an der Innenausstattung der Schlösser Neuschwanstein und Herrenchiemsee und entwarf die Stele am Todesort Ludwig II. im Starnberger See und die dortige Votivkapelle  – Grablage: Gräberfeld 7 – Reihe 10 – Platz 40/41 (48° 7′ 42″ N, 11° 33′ 58″ O)
- Karl Hofmann (1847–1870 – 22 Jahre) – Bergsteiger, Mitbegründer des Deutschen Alpenvereins – Grablage: Mauer Links Platz 212 bei Gräberfeld 7 (48° 7′ 42″ N, 11° 33′ 59″ O)
- Franziska von Hoffnaaß (1831–1892 – 61 Jahre) – Dichterin – siehe Josef Rheinberger
- Leonhard von Hohenhausen (1788–1872 – 83 Jahre) – General der Kavallerie und Kriegsminister
- Richard Hörnig (1841–1911 – 69 Jahre) – Königlicher 1. Stallmeister – Flügeladjutant von König Ludwig II. - Grablage: Gräberfeld 38 – Reihe 13 – Platz 22 (48° 7′ 33″ N, 11° 33′ 46″ O)
- Johann Nepomuk Hortig (1774–1847 – 72 Jahre) – Geistlicher, Philosoph - Grablage: Alte Arkaden Platz 26/28 bei Gräberfeld 25 Standort
- Josef Holzmaier (1809–1859 – 50 Jahre) – Historienmaler, Kirchenmaler – Grablage: Gräberfeld 17 – Reihe 12 – Platz 50 Standort
- Joseph Huber (1763–1829 – 66 Jahre) – „Finessensepperl“ – Liebesbriefausträger[6]
- Lorenz Huber (Priester) (1862–1910 – 48 Jahre) – Priester, Geistlicher, KAB-Präses – Grablage: Gräberfeld 27 – Reihe 8 – Platz 28 Standort
- Georg Adalbert Huhn (1839–1903 – 64 Jahre) – Stadtpfarrer, Prälat, Abgeordneter in der Bayerischen Abgeordnetenkammer – Grablage: 9-2-55/56 (48° 7′ 42″ N, 11° 33′ 56″ O)

#### I
- Maximus Imhof (1758–1817 – 58 Jahre) – Geistlicher, Augustiner-Eremit, Naturforscher, gehört zu den Begründern des Münchner Oktoberfests – Grablage: Mauer Links Platz 125 bei Gräberfeld 3/5 (48° 7′ 46″ N, 11° 34′ 0″ O)

#### J
- Friedrich Heinrich Jacobi (1743–1819 – 76 Jahre) – Dichter, Philosoph und Präsident der Bayerischen Akademie der Wissenschaften. - Grablage: Gräberfeld 12 - Reihe 2 - Platz 27 Standort
- Ferdinand Jodl (1805–1882 – 76 Jahre) – Architekt, Baurat und Landschaftsmaler – Grablage: Gräberfeld 1 – Reihe 1 – Platz 20
- Philipp von Jolly (1809–1884 – 75 Jahre) – Wissenschaftler, Physiker, Mathematiker – Grablage: Gräberfeld 30 – Reihe 13 – Platz 11 Standort
- Ignatia Jorth (1780–1845) – katholische Ordensgründerin
- Das indigene Kind Juri († 1821)

#### K
- Hermann Kaulbach (1846–1909 – 63 Jahre) – Maler, Sohn von Wilhelm von Kaulbach - Grablage: Mauer Links Platz 280 bei Gräberfeld 11 Standort
- Wilhelm von Kaulbach (1804–1874 – 69 Jahre) – Kunstmaler, Historienmaler, Hofmaler unter König Ludwig I. – Vater von Hermann Kaulbach - Grablage: Mauer Links Platz 280 bei Gräberfeld 11 (48° 7′ 40″ N, 11° 33′ 59″ O) – roter Punkt im Plan: Nr. 16
- Franz Xaver Kefer (1763–1802 – 39 Jahre) – Politiker, Pädagoge, Gründer und Initiator der Feiertagsschule in München – Grablage: Gräberfeld 3 – Reihe 1 – Platz 32 (48° 7′ 47″ N, 11° 34′ 0″ O)
- Albert von Keller (1844–1920 – 76 Jahre) – Kunstmaler, malte Intérieurs und Gesellschaften, Porträts und Akte – Grablage: NA-23 [bei GF 27] (48° 7′ 33″ N, 11° 33′ 54″ O)
- Josef von Kerschensteiner (1831–1896 – 65 Jahre) – Mediziner, Obermedizinalrat - Vater des Malers Josef Kerschensteiner - Grablage: Gräberfeld 11 - Reihe 2 - Platz 40/41 Standort
- Josef Kerschensteiner (1864–1936 – 72 Jahre) – Maler, Tiermaler - Sohn des Mediziners Josef von Kerschensteiner – Grablage: Gräberfeld 11 - Reihe 2 - Platz 40/41 Standort
- Engelbert Kiermaier (1821–1925 – 104 Jahre) − 25 Jahre Hausmeister im katholischen Zentralgesellenhaus (Kolping) – Grablage: 23-9-25 (48° 7′ 36″ N, 11° 33′ 52″ O)
- August Kindermann (1817–1891 – 74 Jahre) – Musiker, Kammersänger, Opernsänger – Grablage: 8-8-46 (48° 7′ 42″ N, 11° 33′ 57″ O)
- Theodor Kitt (1858–1941 – 82 Jahre) – Tierarzt - Grablage: Gräberfeld 8 - Reihe 7 - Platz 55/56 Standort
- Karl von Kleinschrod (1797–1866 – 69 Jahre) – bayerischer Jurist und Politiker – Grablage: Neu Arkaden Platz 6 bei Gräberfeld 28 Standort
- Leo von Klenze (1784–1864 – 79 Jahre) – Hofarchitekt von König Ludwig I. von Bayern – Grablage: NA-171 [bei GF 29] (48° 7′ 35″ N, 11° 33′ 50″ O) – roter Punkt im Plan: Nr. 44
- Joseph Klotz (1785–1830 – 44 Jahre) – Kunstmaler, Theatermaler, Hoftheatermaler, Sohn von Mathias Klotz – Grablage: Gräberfeld 17 – Reihe 12 – Platz 57 (48° 7′ 38″ N, 11° 33′ 53″ O)
- Matthias Klotz (1748–1821 – 73 Jahre) – Kurfürstlicher Hof- und Theatermaler in München, Vater von Joseph Klotz – Grablage: Gräberfeld 25 – Reihe 12 – Platz 29 (48° 7′ 37″ N, 11° 33′ 51″ O)
- Simon Klotz (1776–1824 – 47 Jahre) – Lithograph, Porträtmaler und Zeichner – Grablage: Gräberfeld 15 – Reihe 13 – Platz 50 (48° 7′ 37″ N, 11° 33′ 56″ O)
- Julius Knorr (1826–1881 – 55 Jahre) – Verleger der Münchner Neuesten Nachrichten – Grablage: MR-126/127 [bei GF 6] (48° 7′ 46″ N, 11° 33′ 56″ O)
- Ludwig Knorr (1859–1921 – 61 Jahre) – Chemiker, Entdeckung der Paal-Knorr-Synthese, bestätigte die Keto-Enol-Tautomerie experimentell – Grablage: NA-22 [bei GF 27] (48° 7′ 33″ N, 11° 33′ 54″ O)
- Franz von Kobell (1803–1882 – 79 Jahre) – Mineraloge, Schriftsteller, Dialektdichter (Gschicht vom Brandner Kasper), Sohn von Wilhelm von Kobell – Grablage: MR-215/216 [bei GF 10] (48° 7′ 43″ N, 11° 33′ 54″ O) – roter Punkt im Plan: Nr. 11
- Luise Eisenhart-Kobell (1827–1901 – 74 Jahre) – Schriftstellerin - Grablage: Gräberfeld 11 - Reihe 12 - Platz 17 Standort Tochter von Franz von Kobell und Ehefrau von August von Eisenhart
- Wilhelm von Kobell (1766–1853 – 87 Jahre) – Kunstmaler, Radierer, Vater von Franz von Kobell dem Mineralogen und Dialektdichter – Grablage: 23-13-20/21 (48° 7′ 36″ N, 11° 33′ 52″ O) – roter Punkt im Plan: Nr. 40
- Alexander von Kotzebue (1815–1889 – 74 Jahre) – Historienmaler, Schlachtenmaler, Sohn des Schriftstellers August von Kotzebue, dessen Ermordung als Rechtfertigung der Karlsbader Beschlüsse diente – Grablage: 36-12-10 (48° 7′ 31″ N, 11° 33′ 49″ O)
- Karl Christian Friedrich Krause (1771–1832 – 61 Jahre) – Schriftsteller, Philosoph – Grablage: Gräberfeld 23 – Reihe 13 – Platz 46 Standort
- August von Krempelhuber (1813–1882 – 69 Jahre) – Forstrat, Flechtenforscher – Grablage: 6-13-36/37 (48° 7′ 45″ N, 11° 33′ 56″ O)
- Joseph von Krempelhuber (1771–1827 – 55 Jahre) – Kaufmann und Inhaber des Geschäftes „Lorcy & von Krempelhuber“ (jetzt „Dallmayr“) – Grablage: 6-13-35 (48° 7′ 45″ N, 11° 33′ 56″ O)
- Franz Xaver Krenkl (1780–1860 – 79 Jahre) – Lohnkutscher, Rennstallbesitzer, Pferdehändler – Grablage: 17-9-57 (48° 7′ 38″ N, 11° 33′ 53″ O) – roter Punkt im Plan: Nr. 31
- Otto von Kühlmann (1834–1915 – 80 Jahre) – Advokat, Staatsanwalt, Politiker, Generaldirektor der orientalischen Eisenbahn – Grablage: Neu Arkaden Platz 97 bei Gräberfeld 41 (48° 7′ 30″ N, 11° 33′ 46″ O)
- Konrad Max Kunz (1812–1875 – 63 Jahre) – Musiker, Chordirektor, Komponist der Bayernhymne – Grablage: Gräberfeld 40 – Reihe 2 – Platz 27 Standort
- Johann Nepomuk von Kurz (1783–1865 – 81 Jahre) – Staatsbeamter und Behindertenpädagoge – Begründer der Bayerischen Landesschule für Körperbehinderte in München – Grablage: Gräberfeld 27 – Reihe 11 – Platz 16 Standort

#### L
- Franz Lachner (1803–1890 – 86 Jahre) – Musiker, Komponist, Dirigent – Grablage: 10-6-55 (48° 7′ 42″ N, 11° 33′ 54″ O) – roter Punkt im Plan: Nr. 12
- Ferdinand Lang (1810–1882 – 72 Jahre) – Hofschauspieler
- Julius Lange (1817–1878 – 60 Jahre) – Kunstmaler, Landschaftsmaler – Grablage: Gräberfeld 32 – Reihe 4 – Platz 4 (48° 7′ 32″ N, 11° 33′ 51″ O)
- Ferdinand von Lamezan (1843–1896 – 53 Jahre) – Nationalökonom und deutscher Diplomat – Grablage: Gräberfeld 8 – Reihe 9 – Platz 52 Standort
- Ludwig Lange (1808–1868 – 60 Jahre) – Architekt, Architektur- und Landschaftszeichner – Grablage: 38-13-24 (48° 7′ 32″ N, 11° 33′ 46″ O)
- Ernst von Lasaulx (1805–1861 – 56 Jahre) – Philosoph, Geschichtsphilosoph, Philologe, Politiker – Grablage: 18-7-1 (48° 7′ 40″ N, 11° 33′ 52″ O)
- Johannes Leeb (1790–1863 – 72 Jahre) – Bildhauer und Steinmetz – Grablage: 7-10-15 (48° 7′ 43″ N, 11° 33′ 58″ O)
- Georg Leib (1846–1910 – 63 Jahre) – Zimmermeister – baute erste Thalkirchner Brücke über die Isar – Grablage: 31-1-1/2 (48° 7′ 31″ N, 11° 33′ 52″ O)
- Gregor Lesmüller (1791–1841 – 50 Jahre) – Apotheker, Magistratsrat, Besitzer der Engel-Apotheke in München – Grablage: Gräberfeld 1 – Reihe 1 – Platz 1 (48° 7′ 50″ N, 11° 34′ 0″ O). Großvater von Max Lesmüller
- Joseph Liebherr (1767–1840 – 73 Jahre) – Instrumentenmacher, Uhrmacher, Maschinenbauer, Schriftgießer, gründete Firma mit Reichenbach und Utzschneider – Grablage: Gräberfeld 11 – Reihe 12 – Platz 53 (48° 7′ 40″ N, 11° 33′ 57″ O)
- Justus von Liebig (1803–1873 – 69 Jahre) – Chemiker und Naturforscher, entwickelte die so genannten Superphosphate, die noch weltweit meist verwendeten Phosphatdünger – Grablage: 40-12-11 (48° 7′ 30″ N, 11° 33′ 48″ O) – roter Punkt im Plan: Nr. 51
- Joseph von Lindwurm (1824–1874 – 50 Jahre) – Arzt, Universitätsprofessor, Direktor des städtischen Krankenhauses links der Isar in München – Grablage: 5-1-38 (48° 7′ 44″ N, 11° 33′ 59″ O)
- Karl von Lobenhoffer (1843–1901 – 58 Jahre) – Generalleutnant und Chef des Generalstabes der bayerischen Armee – Grablage: Gräberfeld 34 – Reihe 13 – Platz 22 Standort
- August Löffler (1822–1866 – 43 Jahre) – Kunstmaler-Landschaftsmaler – Grablage: 16-14-1/2 (48° 7′ 38″ N, 11° 33′ 54″ O)

#### M
- Joseph Anton von Maffei (1790–1870 – 79 Jahre) – Fabrikant, Gründer des gleichnamigen Eisenbahnunternehmens, gilt als einer der wichtigen Wegbereiter der Eisenbahn in Bayern – Grablage: AA-36 [bei GF 23] (48° 7′ 36″ N, 11° 33′ 51″ O)
- Nikolaus von Maillot de la Treille (1774–1834 – 59 Jahre) – Staatsminister der Armee (Kriegsminister) von Bayern – Grablage: ML-202/203 [bei GF 7] (48° 7′ 43″ N, 11° 33′ 59″ O)
- Konrad Mannert (1756–1834 – 78 Jahre) – Professor für Geschichte und Geographie - Grablage: Mauer Links Platz 212 bei Gräberfeld 7 Standort
- Johann Mannhardt (1798–1878 – 79 Jahre) – Turmuhrmacher (z. B. Turmuhr der Frauenkirche in München), und Hersteller mechanischer Geräte (u. a. Guillotine zur Vollstreckung der Todesstrafe im Münchener Gefängnis Stadelheim) – Grablage: Mauer Rechts Platz 185 bei Gräberfeld 6 (48° 7′ 44″ N, 11° 33′ 54″ O)
- Johann Christian von Mannlich (1741–1822 – 80 Jahre) – Kunstmaler, Architekt, Galeriedirektor, bildete den Grundstock der Alten Pinakothek in München – Grablage: AA-10 [bei GF 25] (48° 7′ 37″ N, 11° 33′ 50″ O)
- Carl Friedrich Philipp von Martius (1794–1868 – 74 Jahre) – Botaniker, Universitätsprofessor, Direktor des Münchner Botanischen Gartens, unternahm Brasilienreise im Auftrag von König Maximilian I. zusammen mit Johann Baptist von Spix – Grablage: ML-312 [bei GF 15] (48° 7′ 38″ N, 11° 33′ 59″ O) – roter Punkt im Plan: Nr. 18
- Georg Ludwig von Maurer (1790–1872 – 81 Jahre) – Jurist, Rechtshistoriker, Bayerischer Staats- und Reichsrat, schrieb eine bedeutende Verfassungsgeschichte des deutschen Gemeinwesens – Grablage: ML-86 [bei GF 3] (48° 7′ 47″ N, 11° 34′ 0″ O)
- Konrad Maurer (1823–1902 – 79 Jahre) – Rechtshistoriker, Geheimrat, Universitätsprofessor, gilt als einer der bedeutendsten Erforscher der altnordischen Rechts- und Verfassungsgeschichte; Sohn von Georg Ludwig von Maurer – Grablage: 30-13-16 (48° 7′ 35″ N, 11° 33′ 48″ O)
- Ludwig Maurer (1859–1927 – 67 Jahre) – Mathematiker und Hochschullehrer; Sohn von Konrad Maurer – Grablage: Mauer Links Platz 86 bei Gräberfeld 3 Standort
- Ilias Mavromichalis[7] (1800–1836 – 36 Jahre) – Adjutant von König Otto von Griechenland, auf dessen Reise nach Bayern, starb an der Cholera (Cholera-Epidemie 1836) – Grablage: Gräberfeld 16 – Reihe 1 – Platz 1/2 Standort
- Andreas May (1817–1899 – 81 Jahre) – Jurist, Schwurgerichtspräsident, Dramatiker – Grablage: Neu Arkaden Platz 99 bei Gräberfeld 42 Standort
- Ernst Mayer (1796–1844 – 47 Jahre) – Bildhauer, Professor an der polytechnischen Schule, Mayers Nachfolger an der polytechnischen Schule wurde im Jahre 1846 sein Schüler Johann von Halbig – Grablage: 5-15-56/57 (48° 7′ 44″ N, 11° 33′ 57″ O)
- Franz Anton Mayer (1773–1854 – 80 Jahre) – Geistlicher, Heimatforscher, Limesforscher, Pfarrer – Grablage: Gräberfeld 15 – Reihe 2 – Platz 16 (48° 7′ 38″ N, 11° 33′ 58″ O)
- Friedrich Carl Mayer (1824–1903 – 79 Jahre) – Kunstmaler, Professor für Ornamentzeichnen an der Kunstgewerbeschule in Nürnberg – Grablage: Gräberfeld 39 – Reihe 2 – Platz 11 (48° 7′ 29″ N, 11° 33′ 51″ O)
- Wilhelm Mayer (1863–1925 – 61 Jahre) – Pseudonym Wilhelm Herbert, Jurist, Präsident des Landgerichts München, Schriftsteller – Grablage: 29-10-2[8]
- Gabriel Max (1840–1915 – 75 Jahre) – Historienmaler, Akademieprofessor – Grablage: Gräberfeld 23 – Reihe 1 – Platz 20 (48° 7′ 37″ N, 11° 33′ 52″ O)
- Georg Meisenbach (1841–1912 – 71 Jahre) – Kupferstecher, Grafiker und Erfinder des Glasgravurrasters und der Autotypie (Druckverfahren mit Zinkplatten) – Grablage: Gräberfeld 14 – Reihe 2 – Platz 42 Standort
- Lina Meittinger (1856–1928 – 71 Jahre) – Schauspielerin und Soubrette
- Sophie Menter (1846–1918 – 71 Jahre) – Pianistin und Musikpädagogin, Professorin in Sankt Petersburg, hatte dort enge Kontakte zu Tschaikowski, Rubinstein und Rimski-Korsakow – Grablage: 5-2-35 (48° 7′ 44″ N, 11° 33′ 59″ O)
- Georg Merz (1793–1867 – 73 Jahre) – Optiker, vollendete das von Joseph Fraunhofer begonnene Königsberger Heliometer und wurde Nachfolger als Leiter in dessen Optischen Institut – Grablage: Kirche-St. Stefan-Nordwand (48° 7′ 50″ N, 11° 34′ 0″ O)
- Ludwig Merz (1817–1858) – Optiker, Geograph und Publizist
- Jean Baptiste Métivier (1781–1853 – 72 Jahre) – Architekt, Baumeister, Aquarellist, war an der Innenausstattung des Prinz-Carl-Palais in München beteiligt – Grablage: 9-1-19 (48° 7′ 43″ N, 11° 33′ 56″ O)
- Moritz Mettingh (1827–1907 – 80 Jahre) – Wohltäter, königl. Kämmerer (Kammerherr) – Grablage: Neu Arkaden Platz 165 bei Gräberfeld 30 (48° 7′ 35″ N, 11° 33′ 49″ O)
- Eduard Metzger (1807–1894 – 87 Jahre) – Architekt, Maler, Oberbaurat, Schüler von Leo von Klenze von Friedrich von Gärtner, vollendete für Gärtner 1850 das Siegestor in München
- Melchior Meyr (1810–1871 – 60 Jahre) – Philosoph und Dichter, Mitglied des Münchner Dichterkreises Die Krokodile sowie der Zwanglosen Gesellschaft – Grablage: Gräberfeld 38 – Reihe 2 – Platz 3 (48° 7′ 31″ N, 11° 33′ 47″ O)
- Johann Balthasar Michel (1755–1818 – 63 Jahre) – Weinwirt, Handelsmann; erster Protestant, der das Münchner Bürgerrecht erhielt – Grablage: 3-12-24/25 (48° 7′ 47″ N, 11° 33′ 59″ O) – roter Punkt im Plan: Nr. 5
- Ferdinand von Miller (1813–1887 – 73 Jahre) – Erzgießer, er goss die Bavaria-Statue, er ist der Vater des Elektroingenieurs und Gründers des Deutschen Museums, Oskar von Miller – Grablage: MR-79/80 [bei GF 4] (48° 7′ 48″ N, 11° 33′ 57″ O) – roter Punkt im Plan: Nr. 4
- Helene Miller (1813–1898 – 85 Jahre) – besser bekannt als Helene Sedlmayr, Tochter eines Schusters aus dem Chiemgau. Ihr Bild hängt im Nymphenburger Schloss in der Schönheitengalerie. Grabfeld 38, Reihe 3, Platz 25.
- Hermann Mitterer (1762–1829 – 66 Jahre) – Kunstmaler, Zeichenlehrer, Lithograf, Mitbegründer der Feiertagsschule München (mit Franz Xaver Kefer) – Grablage: Mauer Links Platz 97 bei Gräberfeld 3 (48° 7′ 47″ N, 11° 34′ 0″ O)
- Johann Adam Möhler (1796–1838 – 41 Jahre) – katholischer Theologe – Grablage: ML-288 [bei GF 11] (48° 7′ 39″ N, 11° 33′ 59″ O) – roter Punkt im Plan: Nr. 17
- Christian Morgenstern (1805–1867 – 61 Jahre) – Kunstmaler, Radierer – Grablage: Gräberfeld 16 – Reihe 1 – Platz 5 Standort
- Joseph Moritz (1769–1834 – 65 Jahre) – Historiker und Hochschullehrer – Grablage: Gräberfeld 5 – Reihe 1 – Platz 7 Standort
- Karl August Muffat (1804–1878 – 73 Jahre) – Archivar (Reichsarchivrat) und Historiker - Bruder des Architekten Karl Muffat - Grablage: Gräberfeld 25 - Reihe 13 - Platz 8/9 Standort
- Karl Muffat (1797–1868 – 71 Jahre) – Architekt, Stadtbaurat, Stadtplaner, baute das Elektrizitätswerk Muffatwerk und die Schrannenhalle an der Blumenstrasse in München - Bruder des Archivars Karl August Muffat – Grablage: 25-13-8/9 (48° 7′ 37″ N, 11° 33′ 51″ O)
- Arthur Müller (1828–1873) – Theaterdichter und Lyriker des bürgerlichen Realismus, z. B. Gute Nacht, Hänschen! (Lustspiel, 1862),[9] Ein Haberfeldtreiben (Volksschauspiel, 1866)[10] kritische Briefwechsel mit Wilhelm Emmanuel von Ketteler, Bischof von Mainz, wie[11][12], Grabrede von Ernst Possart – Grablage: 33-8-27
- Moritz Müller (1807–1865 – 58 Jahre) – Kunstmaler, Genremaler - Grablage: Gräberfeld 13 - Reihe 8 - Platz 56 Standort
- Joseph Munsch (1832–1896 – 63 Jahre) – Genremaler, Historienmaler, Hofmaler unter Ludwig II., arbeitete unter anderem für die Schlösser Linderhof und Herrenchiemsee. – Grablage: Mauer Rechts Platz 167 bei Gräberfeld 6 (48° 7′ 45″ N, 11° 33′ 55″ O)
- Das indigene Kind Miranha († 1822)

#### N
- Marija Antonowna Naryschkina (1779–1854 – 75 Jahre) – Polnische Fürstin und die Mätresse des russischen Zaren Alexander I. – Grablage: AA-73 (48° 7′ 35″ N, 11° 33′ 56″ O)
- Michael Neher (1798–1876 – 78 Jahre) – Architekturmaler und Genremaler – Grablage: Gräberfeld 5 – Reihe 1 – Platz 19 (48° 7′ 45″ N, 11° 33′ 59″ O)
- Karl Friedrich Neumann (1793–1870 – 76 Jahre) – Sinologe, brachte 6000 Bücher aus China mit
- Max von Neumayr (1808–1881 – 72 Jahre) –  - Grablage: Mauer Rechts Platz 242/243 bei Gräberfeld 14 Standort
- Eugen Napoleon Neureuther (1806–1882 – 76 Jahre) – Historienmaler, Zeichner, Professor, Urgroßvater des Skirennfahrers Christian Neureuther – Grablage: 25-8-35 (48° 7′ 38″ N, 11° 33′ 51″ O) – roter Punkt im Plan: Nr. 30
- Friedrich Immanuel Niethammer (1766–1848 – 82 Jahre) – Theologe, Oberkonsistorialrat, Pädagoge, Religionsphilosoph, Schulreformer, Begründer des Begriffs des humanistischen Gymnasiums – Grablage: 12-2-31/32 (48° 7′ 40″ N, 11° 33′ 56″ O) – roter Punkt im Plan: Nr. 19
- Johann Nepomuk von Nußbaum (1829–1890 – 61 Jahre) – Chirurg und Hochschullehrer für Chirurgie und Augenheilkunde, Ordinarius an der heutigen Universitätsklinik links der Isar in München – Grablage: MR-SP 15 [bei GF 18] (48° 7′ 39″ N, 11° 33′ 51″ O) – roter Punkt im Plan: Nr. 26

#### O
- Adolf Oberländer (1845–1923 – 77 Jahre) – Kunstmaler, Illustrator, Graphiker – Grablage: Gräberfeld 32 – Reihe 4 – Platz 2 Standort
- Michael Öchsner (1816–1893 – 77 Jahre) – Lehrer, Publizist, Schriftsteller – Dichter der Bayernhymne – Grablage: 35-1-30 (48° 7′ 31″ N, 11° 33′ 52″ O)
- Edmund von Oefele (1843–1902 – 58 Jahre) – Historiker, Archivar - Grablage: Mauer Rechts Platz 204/205 bei Gräberfeld 10 Standort
- Daniel Ohlmüller (1791–1839 – 48 Jahre) – Architekt, Schüler von Karl von Fischer, baute die Mariahilfkirche in München, führte Aufsicht beim Bau der Glyptothek in München – Grablage: 18-14-22 (48° 7′ 39″ N, 11° 33′ 51″ O)
- Georg Simon Ohm (1789–1854 – 65 Jahre) – Physiker, nach ihm wird der elektrische Widerstand in Ohm (Ω) gemessen – Grablage: 15-1-41 (48° 7′ 37″ N, 11° 33′ 58″ O) – roter Punkt im Plan: Nr. 35
- Johann Oischinger (1817–1876 – 59 Jahre) – Geistlicher, Philosoph - Grablage: Gräberfeld 6 - Reihe 12 - Platz 7 Standort

#### P
- Heinrich von Pechmann (1774–1861 – 87 Jahre) – Oberbaurat, Wasserbauingenieur, plante 1826–1830 den Ludwig-Donau-Main-Kanals für König Ludwig I. - Grablage: Gräberfeld 14 – Reihe 11 – Platz 18/19 (48° 7′ 42″ N, 11° 33′ 53″ O)
- Karl von Perfall (1824–1907 – 82 Jahre) – Intendant des königlich bayerischen Hof- und Residenztheaters in München – Grablage: 31-1-28 (48° 7′ 32″ N, 11° 33′ 53″ O)
- Ignaz Perner (1796–1867 – 70 Jahre) – Rechtsanwalt, gründete 1842 in München den ersten Tierschutzverein der Welt – Grablage: 37-13-34 (48° 7′ 32″ N, 11° 33′ 48″ O) – roter Punkt im Plan: Nr. 46
- Philipp Perron (1840–1907 – 66 Jahre) – bayerischer Hofbildhauer und Ornamentschnitzer; beteiligt am Bau von Neuschwanstein, Linderhof und Herrenchiemsee – Grablage: Neu Arkaden Platz 119 bei Gräberfeld 42 Standort
- Franz Xaver Pettenkofer (1783–1850 – 66 Jahre) – Hofapotheker - Grablage: Gräberfeld 12 - Reihe 1 - Platz 22 Standort; Franz Xaver Pettenkofer ist der Onkel von Max von Pettenkofer.
- Max von Pettenkofer (1818–1901 – 82 Jahre) – Chemiker, Hygieniker, Initiator der Münchner Kanalisation und der zentralen Trinkwasserversorgung – Grablage: 31-1-33/34 (48° 7′ 32″ N, 11° 33′ 53″ O) – roter Punkt im Plan: Nr. 49
- Friedrich Wilhelm Pfeiffer (1822–1891 – 69 Jahre) – Maler, malte die Reitpferde König Ludwigs II – Grablage: 8-9-56 (48° 7′ 42″ N, 11° 33′ 56″ O)
- Benno Pfeufer (1804–1871 – 66 Jahre) – Politiker, Bayerischer Staatsminister der Finanzen (1859–1866) – Grablage: Gräberfeld 25 – Reihe 12 – Platz 6 Standort
- Karl von Pfeufer (1806–1869 – 62 Jahre) – Mediziner, Leiter der zweiten medizinischen Klinik in München, setzte Lehrstuhl für Hygiene durch (besetzt mit Max von Pettenkofer) – Grablage: Gräberfeld 34 – Reihe 1 – Platz 13/16 (48° 7′ 33″ N, 11° 33′ 48″ O). Der bayerische Innenminister Sigmund von Pfeufer (1824–1894) war sein jüngerer Halbbruder.
- Sigmund Pfeufer (1824–1894 – 70 Jahre) – Jurist, Staatsbeamter, bayerischer Innenminister – Grablage: Gräberfeld 3 – Reihe 12 – Platz 52 (48° 7′ 46″ N, 11° 33′ 58″ O). Der Mediziner Karl von Pfeufer (1806–1869) ist sein älterer Halbbruder.
- Ludwig von der Pfordten (1811–1880 – 68 Jahre) – Juraprofessor, Bayerischer Außenminister, Bayerischer Ministerpräsident – Grablage: 33-5-9 (48° 7′ 32″ N, 11° 33′ 49″ O) – roter Punkt im Plan: Nr. 47
- Bruno Piglhein (1848–1894 – 46 Jahre) – Bildhauer und Maler, entwarf 1886 das Panorama: Jerusalem am Tag der Kreuzigung Christi (1892 verbrannt) – Grablage: 9-10-29 (48° 7′ 43″ N, 11° 33′ 55″ O)
- Carl Theodor von Piloty (1826–1886 – 59 Jahre) – Maler, 1879 malte er das Monumentalgemälde „Allegorie Monachia“ für den Großen Rathaussaal des Münchner Rathauses, mit 15,30 mal 4,60 Meter gilt es als „Bayerns größtes Gemälde“, Vater ist Ferdinand Piloty d. Ä., Bruder ist Ferdinand Piloty d. J. – Grablage: 27-1-17 (48° 7′ 33″ N, 11° 33′ 54″ O)
- Ferdinand Piloty (1828–1895 – 67 Jahre) – Kunstmaler, Vater ist Ferdinand Piloty d. Ä., Bruder ist Carl Theodor von Piloty – Grablage: 13-2-1 (48° 7′ 42″ N, 11° 33′ 56″ O)
- Ferdinand Piloty d. Ä. (1786–1844 – 57 Jahre) – Kunstmaler, Lithograf, Vater der Maler Carl Theodor von Piloty und Bruder der Maler Ferdinand Piloty d. J. – Grablage: 13-2-1 (48° 7′ 42″ N, 11° 33′ 56″ O)
- Johann Nepomuk Poißl (1783–1865 – 82 Jahre) – Komponist, Hoftheater-Intendant im Königlichen Hof- und Nationaltheater – Grablage: Gräberfeld 8 – Reihe 10 – Platz 24/25 (48° 7′ 43″ N, 11° 33′ 57″ O)
- Theodor Pixis (Maler) (1831–1907 – 76 Jahre) – Historienmaler – Grablage: Gräberfeld 26 – Reihe 10 – Platz 17
- Wolfgang Plötz (1836–1896 – 60 Jahre) – Brauermeister bei der Augustinerbrauerei - Grablage: Neue Arkaden Nummer 54 gegenüber Gräberfeld 35 Standort
- Ernst von Possart (1841–1921 – 79 Jahre) – maßgeblich an der Realisierung des mit dem Architekten Max Littmann konzipierten Baus des Prinzregententheaters beteiligt – Grablage: 31-1-30 (48° 7′ 32″ N, 11° 33′ 53″ O) – roter Punkt im Plan: Nr. 50
- Christian Pram-Henningsen (1846–1892 – 45 Jahre) – Maler
- Siegmund Pranckh (1821–1888 – 66 Jahre) – bayerischer General der Infanterie und Kriegsminister – Grablage: 38-13-34 (48° 7′ 33″ N, 11° 33′ 46″ O)
- Carl von Prantl (1820–1888 – 68 Jahre) – Philosoph, Historiker – Grablage: Gräberfeld 10 – Reihe 10 – Platz 13/14 (48° 7′ 44″ N, 11° 33′ 55″ O)
- Georg Pranger (1745–1820 – ? Jahre) – genannt „Prangerl“, Musiker, Münchner Original, letzter Münchner Hofnarr – Grablage: Gräberfeld 15 – Reihe 1 – Platz 19 (48° 7′ 38″ N, 11° 33′ 58″ O)
- Joseph Pschorr (1770–1841 – 71 Jahre) – Brauereigründer, Joseph Pschorr und Maria Theresia Hacker verbanden Hacker und Pschorr und machten sie zur führenden Münchner Großbrauerei – Grablage: 9-1-6/9 (48° 7′ 44″ N, 11° 33′ 56″ O)
- Matthias Pschorr senior (1800–1879 – 79 Jahre) – Brauereibesitzer, führte die Hacker-Brauerei, sein Bruder Georg Pschorr senior führte die Brauerei zum Pschorr, Vater Joseph Pschorr und Mutter Maria Theresia Hacker hatten Hacker-Pschorr aufgeteilt – Grablage: NA-37 [bei GF 31] (48° 7′ 31″ N, 11° 33′ 53″ O)
- Matthias Pschorr junior (1834–1900 – 65 Jahre) – Brauereibesitzer, führte nach seinem Vater Matthias Pschorr senior die Hacker-Brauerei weiter – Grablage: NA-37 [bei GF 31] (48° 7′ 31″ N, 11° 33′ 53″ O)

#### Q
- Angelo Quaglio (1829–1890 – 60 Jahre) – Theaterdekorationsmaler und Innenarchitekt, Sohn des Malers Simon Quaglio – Grablage: 9-5-40/41 (48° 7′ 43″ N, 11° 33′ 56″ O)
- Giuseppe Quaglio (1747–1828 – 80 Jahre) – Maler, Bühnenbildner, Vater von Simon Quaglio (1795–1878) und Michael Angelo dem Älteren (1778–1815) – Grablage: 9-5-40/41 (48° 7′ 43″ N, 11° 33′ 56″ O)
- Simon Quaglio (1795–1878 – 82 Jahre) – Landschafts-, Architekturmaler, Hoftheatermaler, Bühnenbilder für die Zauberflöte (1818), den Tannhäuser (1855) und den Lohengrin (1858), Vater von Angelo Quaglio – Grablage: 9-5-40/41 (48° 7′ 43″ N, 11° 33′ 56″ O)

#### R
- Joseph Radspieler (1819–1904 – 84 Jahre) – Vergolder, Königlich Bayerischer Hoflieferant für Raumausstattungen, sowie Kommunalpolitiker – Grablage: Mauer Links Platz 125 bei Gräberfeld 3/5 (48° 7′ 46″ N, 11° 34′ 0″ O)
- Georg Ramberg (1819–1875 – 55 Jahre) – Maler, Historienmaler, Genremaler, Zeichner - Grablage: Gräberfeld 22 - Reihe 4 - Platz 5 Standort
- Friedrich Heinrich Ranke (1798–1876 – 77 Jahre) – Evangelisch-lutherischer Theologe - Grablage: Gräberfeld 33 - Reihe 2 - Platz 24 Standort
- Josef Rathgeber (1810–1865 – 55 Jahre) – Unternehmer, Wagenfabrikant, baute Kutschen und Eisenbahnwagen – Grablage: AA-82 [bei GF 19] (48° 7′ 35″ N, 11° 33′ 56″ O)
- Oskar von Redwitz (1823–1891 – 68 Jahre) – Dichter, schuf u. a. die Redewendung „Husch, husch – die Waldfee!“ – Grablage: Neu Arkaden Platz 97 bei Gräberfeld 41 (48° 7′ 30″ N, 11° 33′ 46″ O)
- Georg Friedrich von Reichenbach (1771–1826 – 54 Jahre) – Erfinder und Ingenieur, gilt als Wegbereiter der Dampfmaschine in Bayern – Grablage: AA-11 [bei GF 25] (48° 7′ 37″ N, 11° 33′ 50″ O) – roter Punkt im Plan: Nr. 28
- Franz Michael Reiffenstuel (1804–1871 – 67 Jahre) – Zimmermeister und Baumeister - Grablage: Mauer Rechts Platz 36/37 bei Gräberfeld 2 Standort
- Konrad Reinherz (1835–1892 – 56 Jahre) – Kunstmaler, Landschaftsmaler - Grablage: Gräberfeld 18 - Reihe 13 - Platz 46 Standort
- Christian Reithmann (1818–1909 – 91 Jahre) – Uhrmacher, gilt als Erfinder des Viertaktmotors – Grablage: 35-1-14 (48° 7′ 30″ N, 11° 33′ 52″ O)
- Franziska von Reitzenstein (1834–1896 – 61 Jahre) – Romanschriftstellerin – Grablage: NA-105 [bei GF 42] (48° 7′ 30″ N, 11° 33′ 45″ O)
- Rudolf Reschreiter (1868–1938 – 69 Jahre) – Alpinist, Maler, Gletscher-Maler  - Grablage: Gräberfeld 33 - Reihe 1 - Platz 27/28 Standort
- Josef Rheinberger (1839–1901 – 62 Jahre) – Komponist und Musikpädagoge – Grablage: NA-101 [bei GF 42] (48° 7′ 30″ N, 11° 33′ 45″ O) (Heute ist dort nur noch eine Gedenktafel vorhanden. Das originale Grabmal von Heinrich Jobst wurde im Zweiten Weltkrieg durch Fliegerbomben zerstört. Die Gebeine von Josef und Fanny Rheinberger wurden 1949 nach Vaduz überführt. Die vom alten Grabmal übrig gebliebene Büste Rheinbergers wurde später am neuen Grab angebracht.)[13]
- Joseph Anton Rhomberg (1786–1853 – 67 Jahre) – Kunstmaler, Historienmaler (u. a. „Anbetung der Hirten“ in der Münchner Frauenkirche) – Grablage: 12-1-1 (48° 7′ 44″ N, 11° 33′ 58″ O)
- Heinrich Richter (1820–1896 - 75 Jahre), Schauspieler, Theaterregisseur und Hochschullehrer
- Friedrich von Ringelmann (1803–1870 – 66 Jahre) – Politiker, Justizminister, Kultusminister - Grablage: Gräberfeld 29 - Reihe 13 - Platz 16/17 Standort
- Thaddäus Robl (1877–1910 – 32 Jahre) – Radrennfahrer, Flieger, einer der größten Sportstars Deutschlands nach der Jahrhundertwende – Grablage: 41-10-8 (48° 7′ 30″ N, 11° 33′ 47″ O)
- Ludwig von Rockinger (1824–1914 – 89 Jahre) – Rechtshistoriker, Reichsarchivdirektor - Grablage: Gräberfeld 14 - Reihe 8 - Platz 57 Standort
- Jakob Röckl (1808–1874 – 66 Jahre) – Handschuhfabrikant – Grablage: Gräberfeld 34 – Reihe 1 – Platz 29/30 (48° 7′ 33″ N, 11° 33′ 48″ O)
- Carl Oswald Rostosky (1839–1868 – 29 Jahre) – Kunstmaler, Tiermaler - Grablage: Gräberfeld 40 - Reihe 11 - Platz 30 Standort
- August von Rothmund (1830–1906 – 76 Jahre) – Mediziner, Augenarzt, Sohn des Chirurgen Franz Christoph von Rothmund – Grablage: Gräberfeld 36 – Reihe 1 – Platz 33/34 Standort
- Franz Christoph von Rothmund (1801–1891 – 89 Jahre) – Mediziner, Chirurg, Vater des Augenarztes August von Rothmund – Grablage: Gräberfeld 36 – Reihe 1 – Platz 33/34 Standort
- Carl Rottmann (1797–1850 – 53 Jahre) – Landschaftsmaler, Hauptwerk Griechenlandzyklus: in (alten) Neuen Pinakothek mit einzigartigem Beleuchtungskonzept realisiert, älterer Bruder von Leopold Rottmann – Grablage: 6-7-33/34 (48° 7′ 43″ N, 11° 33′ 55″ O) – roter Punkt im Plan: Nr. 8
- Leopold Rottmann (1812–1881 – 68 Jahre) – Landschaftsmaler, Zeichenlehrer von Kronprinz Ludwig (später König Ludwig II. von Bayern), jüngerer Bruder von Carl Rottmann – Grablage: 36-11-18 (48° 7′ 37″ N, 11° 33′ 54″ O)
- Eduard Rüber (1804–1874 – 70 Jahre) – Architekt, Erbauer zahlreicher Bahnhofsgebäude in Bayern (Augsburg, Bamberg, Erlangen, Fürth, Kaufbeuren, Lindau und Rosenheim), wirkte in Lindau beim Bau der Hafenanlage mit Leuchtturm und Löwen mit – Grablage: Gräberfeld 7 – Reihe 3 – Platz 37 (48° 7′ 43″ N, 11° 33′ 59″ O)
- Nikolaus Rüdinger (1832–1896 – 64 Jahre) – Anatom, Universitätsprofessor, obduzierte König Ludwig II. – Grablage: 17-13-38/39 (48° 7′ 39″ N, 11° 33′ 53″ O)
- Georg Rudhart (1792–1860 – 68 Jahre) – Historiker, Archivar - Grablage: Gräberfeld 29 - Reihe 13 - Platz 14 Standort

#### S
- Karl Emil von Schafhäutl (1803–1890 – 87 Jahre) – Musiktheoretiker, Physiker, Geologe, Erfinder des Phonometers (Schallpegelmesser) ein Messgerät zur Bestimmung von Schalldruckpegeln. Sie zeigen Pegelwerte in Dezibel (dB) an – Grablage: 21-13-14 (48° 7′ 35″ N, 11° 33′ 55″ O)
- Ludwig Schaller (1804–1865 – 60 Jahre) – Bildhauer – Grablage: Gräberfeld 30 – Reihe 2 – Platz 14 Standort
- Anton von Schauß (1800–1876) – Jurist und Mitglied der Frankfurter Nationalversammlung
- Nanette Schechner (1806–1860 – 54 Jahre) – Sopranistin, Opernsängerin – Grablage: Gräberfeld 33 – Reihe 7 – Platz 34 Standort
- Josef Schertel (1810–1869 – 59 Jahre) – Kunstmaler, Landschaftsmaler - Grablage: Gräberfeld 9 - Reihe 10 - Platz 13 Standort
- Adolf Schlagintweit (1829–1857 – 28 Jahre) – Reisender, Entdecker, Geologe, erforschte die Hochgebirgswelt des Himalaya, 1855 erreichte er dort eine Höhe von 6.785 m, ein damaliger Höhenrekord – Grablage: 2-7-16/17 (48° 7′ 50″ N, 11° 33′ 58″ O)
- Eduard Schleich der Ältere (1812–1874 – 61 Jahre) – Kunstmaler, Vorreiter der Künstlerkolonie Dachau – Grablage: 14-11-51 (48° 7′ 41″ N, 11° 33′ 52″ O) – roter Punkt im Plan: Nr. 25
- Max Joseph Schleiß von Löwenfeld (1809–1897 – 87 Jahre) – Leibarzt der bayerischen Könige Ludwig I., Maximilian II. und Ludwig II. – Grablage: 23-13-26/27 (48° 7′ 36″ N, 11° 33′ 51″ O)
- Friedrich Schlichtegroll (1765–1822 – 56 Jahre) – Bibliothekar, Philologe, Numismatiker, Archäologe - Grablage: Mauer Rechts Platz 213 bei Gräberfeld 10 Standort
- Josef Schlotthauer (1789–1869 – 80 Jahre) – Historien-Kirchenmaler, Miterfinder der Stereochromie (mit Johann Nepomuk von Fuchs) – Grablage: 38-1-16 [bei GF 38] (48° 7′ 32″ N, 11° 33′ 47″ O)
- Max Schmederer (1854–1917 – 63 Jahre) – Brauereimiteigentümer (Paulaner Brauerei), Bankier, Krippensammler, übergab seine einzigartige Sammlung dem Bayerischen Nationalmuseum als Schenkung – Grablage: Neu Arkaden Platz 93 bei Gräberfeld 41 Standort
- Johann Andreas Schmeller (1785–1852 – 66 Jahre) – Germanist, bayerischer Sprachforscher, Herausgeber des Bayrisches Wörterbuchs – Grablage: 2-7-40 (48° 7′ 49″ N, 11° 33′ 58″ O) – roter Punkt im Plan: Nr. 2
- Josef Leonhard Schmid (1822–1912 – 90 Jahre) – Direktor des Münchner Marionettentheaters (Papa Schmid) – Grablage: 33-3-15 (48° 7′ 33″ N, 11° 33′ 49″ O)
- Maximilian Schmidt (Schriftsteller) (1832–1919 – 87 Jahre) – genannt Waldschmidt, bayerischer Heimatschriftsteller, Gründer des Bayerischen Fremdenverkehrsverbands und Organisator des Einzug der Wiesnwirte beim Oktoberfest – Grablage: 3-1-45 [bei GF 3]
- Amalie Schönchen (1836–1905 – 68 Jahre) – Sängerin und Volksschauspielerin - Grablage: Gräberfeld 5 - Reihe 15 - Platz 53 (Grab ist nicht mehr erhalten)
- Franz von Schrank (1747–1835 – 88 Jahre) – Jesuit, Botaniker, Insektenforscher - Grablage: Mauer Links Platz 180 bei Gräberfeld 5 Standort – erster Direktor des ersten Botanischen Gartens in München.
- Johann von Schraudolph (1808–1879 – 70 Jahre) – Kirchen- und Historienmaler, malte den Speyrer Dom mit 40 große Fresken im Auftrag König Ludwig I. aus – Grablage: 15-1-50 (48° 7′ 37″ N, 11° 33′ 57″ O)
- Sebastian Schrenk (1774–1848 – 73 Jahre) – Justizminister, Oberappellationsgerichtsrat - Grablage: Alte Arkaden Platz 33 bei Gräberfeld 23 Standort
- Sophie Schröder (1781–1868 – 87 Jahre) – Schauspielerin, Hofschauspielerin – Grablage: 39-13-21 (48° 7′ 29″ N, 11° 33′ 50″ O)
- Friedrich Karl Schubert (1832–1892 – 59 Jahre) – Offizier und Schriftsteller - Grablage: Gräberfeld 40 - Reihe 12 - Platz 12 Standort
- Gotthilf Heinrich von Schubert (1780–1860 – 80 Jahre) – Arzt, Naturforscher, Mystiker, Naturphilosoph - Grablage: Gräberfeld 33 - Reihe 2 - Platz 24 Standort
- Franz Jakob Schwanthaler (1760–1820 – 60 Jahre) – Bildhauer, Vater von Ludwig Schwanthaler und Onkel von Franz Xaver Schwanthaler – Grablage: 15-13-53/54 (48° 7′ 37″ N, 11° 33′ 56″ O)
- Franz Xaver Schwanthaler (1799–1854 – 54 Jahre) – Bildhauer, Zeichner, Vetter und Mitarbeiter von Ludwig von Schwanthaler – Grablage: NA-1 [bei GF 27] (48° 7′ 34″ N, 11° 33′ 52″ O)
- Ludwig Schwanthaler (1802–1848 – 46 Jahre) – Bildhauer, entwarf die Münchner Bavaria vor der Ruhmeshalle über der Theresienwiese – Grablage: NA-1 [bei GF 28] (48° 7′ 34″ N, 11° 33′ 52″ O) – roter Punkt im Plan: Nr. 42
- Moritz von Schwind (1804–1871 – 67 Jahre) – Maler, sein Hauptwerk ist die Ausmalung der restaurierten Wartburg bei Eisenach – Grablage: 16-9-43/44 (48° 7′ 38″ N, 11° 33′ 55″ O) – roter Punkt im Plan: Nr. 34
- Friedrich Ludwig von Sckell (1750–1823 – 72 Jahre) – Gartengestalter bedeutender Gartenanlagen im englischen Stil, unter anderem der Englische Garten und der Schlosspark Nymphenburg in München und den alten Teil dieses Friedhofs unter der Leitung von Gustav Vorherr – Grablage: 6-7-33/34 (48° 7′ 43″ N, 11° 33′ 55″ O) – roter Punkt im Plan: Nr. 9
- Anton Sedlmayr (1849–1920 – 70 Jahre) – Brauereibesitzer der Spatenbrauerei – Grablage: NA-49 [bei GF 31] (48° 7′ 30″ N, 11° 33′ 52″ O)
- Carl Sedlmayr (1844–1915 – 70 Jahre) – Unternehmer, Mitbesitzer der Brauerei zum Spaten – Grablage: 5-17-27/28 (48° 7′ 45″ N, 11° 33′ 57″ O)
- Helene Sedlmayr (1813–1898 – 85 Jahre) – verheiratete Helene Miller, Hoflakaienwitwe, Porträt in der Schönheitengalerie König Ludwigs I. in Schloss Nymphenburg – Grablage: 38-3-25 [bei GF 38] (48° 7′ 32″ N, 11° 33′ 47″ O)
- Johann Sedlmayr (1846–1900 – 54 Jahre) – Brauereibesitzer, Teilhaber der Spaten-Brauerei in München, Mitglied des Deutschen Reichstags, Sohn von Gabriel Sedlmayr dem Jüngeren,  – Grablage: NA-49 (48° 7′ 31″ N, 11° 33′ 53″ O)
- Gabriel Sedlmayr d. Ä. (1772–1839 – 67 Jahre) – Bierbrauer in München, erwarb 1807 die Brauerei Spaten – Grablage: 5-17-27/28 (48° 7′ 45″ N, 11° 33′ 57″ O)
- Gabriel Sedlmayr d. J. (1811–1891 – 80 Jahre) – Bierbrauer, Brauereibesitzer der Brauerei Spaten, Sohn Gabriel Sedlmayrs d. Ä. – Grablage: 5-17-27/28 (48° 7′ 45″ N, 11° 33′ 57″ O)
- Anton Seidl (1844–1898 – 53 Jahre) – Hofbäckermeister, Bruder der Architekten Gabriel und Emanuel Seidl – Grablage: 9-2-23 (48° 7′ 43″ N, 11° 33′ 56″ O)
- Gabriel von Seidl (1848–1913 – 64 Jahre) – Baumeister, Akademieprofessor, Architekt des Deutschen Museums und des Bayerischen Nationalmuseums in München, gründete den Isartalverein, Bruder von Emanuel von Seidl – Grablage: ML-SP2-21 [bei GF 15] (48° 7′ 37″ N, 11° 33′ 58″ O) – roter Punkt im Plan: Nr. 36
- Franz von Seitz (1817–1883 – 65 Jahre) – Maler, Lithograf und Kostümbildner – Leiter der Bühnenausstattung des Hof- und Residenztheaters – Vater von Rudolf von Seitz – Grablage: 25-13-36 (48° 7′ 37″ N, 11° 33′ 51″ O)
- Franz von Seitz (1811–1892 – 80 Jahre) – Mediziner und Hochschullehrer – Grablage: Gräberfeld 13 – Reihe 12 – Platz 57 Standort
- Rudolf von Seitz (1842–1910 – 68 Jahre) – Maler, Zeichner und Kunstgewerbler, verzierte Prachtausgabe von Schillers Glocke und Goethes Faust – Sohn von Franz von Seitz – Grablage: Gräberfeld 25 – Reihe 13 – Platz 36 Standort
- Otto Seitz (1846–1912 – 65 Jahre) – Kunstmaler-Hochschullehrer an der Münchner Kunstakademie – Grablage: 7-5-56 (48° 7′ 42″ N, 11° 33′ 58″ O)
- Alois Senefelder (1771–1834 – 62 Jahre) – Erfinder des Steindrucks (Lithografie) – Grablage: 5-2-1 (48° 7′ 46″ N, 11° 33′ 59″ O) – roter Punkt im Plan: Nr. 6
- Johann Nepomuk Sepp (1816–1909 – 92 Jahre) – Historiker, Abgeordneter, kaufte Kloster Wessobrunn um es der Nachwelt zu erhalten – Grablage: MR-195 [bei GF 10] (48° 7′ 44″ N, 11° 33′ 54″ O)
- Johann Seuffert (1794–1857 – 63 Jahre) – Rechtsprofessor in Würzburg, 1831 in die Ständeversammlung entsandt; begründete 1847 das „Archiv für die Entscheidungen der obersten Gerichte in den deutschen Staaten“ – Grablage: Gräberfeld 30 – Reihe 1 – Platz 21/22 (48° 7′ 34″ N, 11° 33′ 49″ O)
- Friedrich Seyboth (1844–1910 – 66 Jahre) – Magistratsrat, Fabrikbesitzer, Abgeordneter – Grablage: Gräberfeld 34 – Reihe 13 – Platz 4/5 Standort
- Philipp Franz von Siebold (1796–1866 – 70 Jahre) – Wegbereiter der Japanologie, seine umfangreiche Sammlung aus Japan bewahrt das Museum Fünf Kontinente in München auf – Grablage: 33-13-5 (48° 7′ 33″ N, 11° 33′ 48″ O) – roter Punkt im Plan: Nr. 45
- Carl Theodor von Siebold (1804–1885 – 81 Jahre) – Arzt, Zoologe – Grablage: Gräberfeld 37 – Reihe 1 – Platz 1 Standort
- Johann Michael von Soeltl (1797–1888 – 91 Jahre) – Archivar, Historiker, Bücher über die Geschichte Bayerns – Grablage: 42-3-1/2 (48° 7′ 30″ N, 11° 33′ 46″ O)
- Leonhard Spengel (1803–1880 – 77 Jahre) – Kenner der griechisch-römischen Rhetorik, Professor für Klassische Philologie – Grablage: 17-2-3 (48° 7′ 40″ N, 11° 33′ 55″ O)
- Adele Spitzeder (1832–1895 – 62 Jahre) – Schauspielerin, Hochstaplerin, Bankbesitzerin – Grablage: 18-14-26 (48° 7′ 39″ N, 11° 33′ 51″ O)
- Carl Spitzweg (1808–1885 – 77 Jahre) – Maler und Apotheker – Grablage: 5-17-10/11 (48° 7′ 46″ N, 11° 33′ 58″ O) – roter Punkt im Plan: Nr. 7
- Johann Baptist Spix (1781–1826 – 45 Jahre) – Naturwissenschaftler, Forschungsreisender, Hofrat, Konservator des zoologischen Museums, unternahm Brasilienreise im Auftrag von König Maximilian I. zusammen mit Carl Friedrich Philipp von Martius – Grablage: 5-1-21 [bei GF 5] (48° 7′ 45″ N, 11° 33′ 59″ O)
- Carl August von Steinheil (1801–1870 – 68 Jahre) – Physiker, Astronom, Optiker, Unternehmer, Metrologe, Instrumentenbauer, Erfinder des Steinheil-Verfahrens – Grablage: 34-1-20/21 (48° 7′ 33″ N, 11° 33′ 48″ O)
- Kaspar von Steinsdorf (1797–1879 – 82 Jahre) – Jurist, Münchner Bürgermeister und bayerischer Landtagsabgeordneter – Grablage: NA-2 [bei GF 28] (48° 7′ 34″ N, 11° 33′ 52″ O)
- Joseph Karl Stieler (1781–1858 – 77 Jahre) – Kunstmaler, Hofmaler – Grablage: ML-248/249 [bei GF 11] (48° 7′ 41″ N, 11° 33′ 59″ O) – roter Punkt im Plan: Nr. 15
- Johann Baptist Straub (1704–1784 – 80 Jahre) – Bildhauer, Straubs Werkstatt war zu seiner Zeit die bedeutendste in München, seine wichtigsten Schüler war Ignaz Günther und Roman Anton Boos – Grablage: Kirche-St. Stefan-Nordwand-2 [bei GF 2] (48° 7′ 50″ N, 11° 33′ 59″ O)
- Franz Strauss (1822–1905 – 83 Jahre) – Hornist, Komponist, einer der angesehensten Waldhornvirtuosen seiner Zeit und Vater von Richard Strauss – Grablage: 21-3-21 (48° 7′ 36″ N, 11° 33′ 54″ O)
- Franz Ignaz von Streber (1758–1841 – 83 Jahre) – Weihbischof, Titularbischof, Numismatiker, und Leiter des Bayerischen Münzkabinetts – Grablage: Mauer Rechts Platz 321/322 bei Gräberfeld 18 (48° 7′ 39″ N, 11° 33′ 51″ O). Franz Streber (1806–1864) war ein Neffe von Weihbischof Franz Ignaz Streber.
- Franz Streber (1806–1864 – 58 Jahre) – Numismatiker, Professor für Archäologie an der Universität München und Leiter des Königlichen Münzkabinetts in München – Grablage: Mauer Rechts Platz 321/322 bei Gräberfeld 18 (48° 7′ 39″ N, 11° 33′ 51″ O). Franz Ignaz von Streber (1758–1841) war ein Onkel von Franz Streber.
- Georg Jakob Strunz (1781–1852 – 70 Jahre) – Flötist, Komponist, Kapellmeister – Grablage: Mauer Links Platz 25 bei Gräberfeld 1 (48° 7′ 50″ N, 11° 34′ 1″ O)
- Joseph Hartmann Stuntz (1793–1859 – 65 Jahre) – Musiker, Hofkapellmeister, Komponist – Grablage: Gräberfeld 14 – Reihe 1 – Platz 50 Standort

#### T
- Julius Thäter (1804–1870 – 66 Jahre) – Kunstmaler, Kupferstecher - Grablage: Gräberfeld 8 - Reihe 3 - Platz 10 Standort
- Friedrich von Thiersch (1784–1860 – 75 Jahre) – Philologe, gilt als Vater der humanistischen Bildung in Bayern – Vater von Ludwig Thiersch (1825–1909) - Grablage: 41-1-16 (48° 7′ 30″ N, 11° 33′ 48″ O) – roter Punkt im Plan: Nr. 52
- Ludwig Thiersch (1825–1909 – 84 Jahre) – Maler - Sohn von Friedrich von Thiersch (1784–1860) - Grablage: Gräberfeld 41 - Reihe 1 - Platz 16 Standort - roter Punkt im Plan: Nr. 52
- Friederike Thoma (1837–1916 – 79 Jahre) – Forstmeistertochter, Vorbild für die Tante Frieda in den Lausbubengeschichten von Ludwig Thoma – Grablage: 17-5-1/2
- Friedrich Tiedemann (1781–1861 – 79 Jahre) – Anatom und Physiologe – Grablage: 42-13-14 (48° 7′ 31″ N, 11° 33′ 45″ O)
- Viktor Tobler (1846–1915 – 69 Jahre) – Kunstmaler – Grablage: Gräberfeld 34 – Reihe 11 – Platz 6 Standort
- Johann Baptist Trappentreu (1805–1883 – 78 Jahre) – Bierbrauer und Wirt der Gaststätte „Zum Sternecker“ im Tal in München, wurde für seine großzügigen Armenspenden bekannt – Grablage: 8-4-55 (48° 7′ 42″ N, 11° 33′ 57″ O)
- Johann Nepomuk von Triva (1755–1836 – 80 Jahre) – Kriegsminister, General - Grablage: Gräberfeld 9 - Reihe 1 - Platz 15/16 Standort

#### U
- Wilhelm Urban (1793–1833 – 39 Jahre) – Schauspieler, Hofschauspieler – Grablage: Gräberfeld 25 – Reihe 10 – Platz 40 (48° 7′ 38″ N, 11° 33′ 51″ O)
- Georg Johann Christian Urlaub (1845–1914 – 69 Jahre) – Illustrator, Maler, Radierer - Grablage: Mauer Rechts Platz 216 bei Gräberfeld 10 Standort
- Joseph von Utzschneider (1763–1840 – 76 Jahre) – Unternehmer, Techniker, hatte zusammen mit Fraunhofer und Reichenbach eine Optischen Fabrik, 1818 bis 1821 zweiter Bürgermeister Münchens – Grablage: AA-32 [bei GF 23] (48° 7′ 36″ N, 11° 33′ 51″ O) – roter Punkt im Plan: Nr. 41

#### V
- August Voit (1801–1870 – 69 Jahre) – Architekt baute u. a. Neue Pinakothek in München, Glaspalast in München, Wintergarten auf der Münchner Residenz – Grablage: Gräberfeld 17 – Reihe 12 – Platz 1/2 (48° 7′ 40″ N, 11° 33′ 54″ O). Vater des Ernährungswissenschaftler Carl Voit.
- Carl Voit (1831–1908 – 76 Jahre) – Physiologe und Ernährungswissenschaftler, gilt als Begründer der modernen Ernährungslehre – Grablage: Gräberfeld 17 – Reihe 12 – Platz 1/2 (48° 7′ 40″ N, 11° 33′ 54″ O). Sohn des Architekten August von Voit.
- Hermann Volkhardt (1851–1909 – 58 Jahre) – Zuckerbäcker, Konditor, erwarb 1897 den Bayerischen Hof in der Münchner Altstadt und ließ das Gebäude zu einem Grand Hotel umgestalten – Grablage: Gräberfeld 16 – Reihe 3 – Platz 46 (48° 7′ 38″ N, 11° 33′ 56″ O)
- Johann Friedrich Voltz (1817–1886 – 68 Jahre) – Kunstmaler, Tiermaler, Landschaftsmaler – Grablage: Mauer Rechts Platz 129 bei Gräberfeld 6 (48° 7′ 46″ N, 11° 33′ 56″ O)
- Gustav Vorherr (1778–1847 – 68 Jahre) – Architekt, Oberbaurat, Planer des alten Teils des Alten Südlichen Friedhofs 1818/1821 unter Mitwirkung von Friedrich Ludwig von Sckell für den gärtnerischen Teil – Grablage: 23-13-27 (48° 7′ 36″ N, 11° 33′ 52″ O)

#### W
- Carl Waagen (1800–1873) – Maler und Lithograf – Grablage: Gräberfeld 33 – Reihe 7 – Platz 33/34 Standort
- Max Wagenbauer (1775–1829 – 53 Jahre) – Kunstmaler, Lithograf, Inspektor der Zentralgemäldesammlung – Grablage: Gräberfeld 6 – Reihe 16 – Platz 36/37 (48° 7′ 45″ N, 11° 33′ 55″ O)
- Philipp Franz von Walther (1782–1849 – 67 Jahre) – Augenarzt, Chirurg, Leibarzt von Ludwig I. (Bayern) – Grablage: Neu Arkaden Platz 167 bei Gräberfeld 29 (48° 7′ 35″ N, 11° 33′ 50″ O)
- Nikolaus Wecklein (1843–1926 – 83 Jahre) – Altphilologe, Rektor des Maximiliansgymnasiums München – Grablage: Gräberfeld 1 – Reihe 5 – Platz 16 Standort
- Kajetan Weiller (1762–1826 – 63 Jahre) – Geistlicher, Philosoph, Theologe, Pädagoge (Direktor des Münchner Wilhelms-Gymnasiums) – Grablage: Alte Arkaden Platz 94 bei Gräberfeld 19 (48° 7′ 37″ N, 11° 33′ 58″ O)
- Lorenz von Westenrieder (1748–1829 – 80 Jahre) – Historiker, Schriftsteller – Grablage: AA-92 [bei GF 19] (48° 7′ 36″ N, 11° 33′ 58″ O) – roter Punkt im Plan: Nr. 37
- Johannes Widenmayer (1838–1893 – 54 Jahre) – Jurist und Erster Bürgermeister von München (1888–1893) – Grablage: Neu Arkaden Platz 88 bei Gräberfeld 41 (48° 7′ 29″ N, 11° 33′ 47″ O)
- Max von Widnmann – Bildhauer und Akademieprofessor, 1812–1894
- Peter Winter (1754–1825 – 71 Jahre) – Musiker, Hofkapellmeister – Grablage: Mauer Rechts Platz 309 bei Gräberfeld 18 (48° 7′ 40″ N, 11° 33′ 51″ O)
- Friedrich Windischmann (1811–1961 – 49 Jahre) – katholischer Theologe und Hochschullehrer
- Franz Michael Wittmann (1804–1857 – 52 Jahre) – Historiker und Archivar - Grablage: Gräberfeld 24 - Reihe 4 - Platz 8 Standort
- Gotthard Wölzl (1851–1932 – 80 Jahre) – Jurist, Magistratsrat der Stadt München und Mitglied des Deutschen Reichstags – Grablage: 38-11-1 (48° 7′ 32″ N, 11° 33′ 45″ O)
- Joseph Wopfner (1843–1927 – 84 Jahre) – Kunstmaler – Grablage: Gräberfeld 18 – Reihe 10 – Platz 15 Standort

#### Z
- Ignaz Zaubzer (1801–1866 – 65 Jahre) – Stadtapotheker, Vorstand des Gemeindecollegiums – Grablage: Neu Arkaden Platz 155 bei Gräberfeld 30 (48° 7′ 35″ N, 11° 33′ 48″ O)
- Adolf Zeising (1810–1876 – 65 Jahre) – Philosoph und Schriftsteller, bekannt als Begründer und Verbreiter der Lehre vom Goldenen Schnitt. – Grablage: Gräberfeld 1 – Reihe 5 – Platz 16 (48° 7′ 49″ N, 11° 34′ 0″ O)
- Arnold Zenetti (1824–1891 – 67 Jahre) – Architekt, Münchner Stadtbaurat, schuf den Alten Nördlichen Friedhof in München und den Münchner Schlacht- und Viehhof; Sohn von Johann Baptist von Zenetti und Bruder von Julius von Zenetti - Grablage: Gräberfeld 4 - Reihe 11 - Platz 1/2 Standort - roter Punkt im Plan: Nr. 3
- Johann Baptist von Zenetti (1785–1856 – 71 Jahre) – Staatsminister - Vater von Arnold Zenetti und Julius von Zenetti; Grablage: Mauer Rechts Platz 206/207 bei Gräberfeld 10 Standort
- Julius von Zenetti (1822–1905 – 82 Jahre) – Regierungspräsident von Mittelfranken in Ansbach - Sohn Johann Baptist von Zenetti und Bruder von Arnold Zenetti; Grablage: Mauer Rechts Platz 206/207 bei Gräberfeld 10 Standort
- Max Zenger (1837–1911 – 74 Jahre) – Komponist, Dirigent und Schriftsteller – Grablage: Gräberfeld 12 – Reihe 2 – Platz 55 (48° 7′ 40″ N, 11° 33′ 57″ O)
- Alois Zettler (1854–1942 – 88 Jahre) – Elektrotechniker, Erfinder, Firmengründer – Grablage: Gräberfeld 31 – Reihe 1 – Platz 3/4 Standort
- Franz Xaver Zettler (1841–1916 – 74 Jahre) – Zeichner und Glasmaler – begründete in München die „Königliche Hofglasmalerei“ – Grablage: 14-12-38/39 (48° 7′ 41″ N, 11° 33′ 52″ O)
- Hermann Ziebland (1853–1896 – 43 Jahre) – Kunstmaler – Grablage: Mauer Links Platz 178/179 bei Gräberfeld 5 Standort
- Klara Ziegler (1844–1909 – 65 Jahre) – Hofschauspielerin, die Klara-Ziegler-Stiftung war die Grundlage für das 1979 eröffnete Deutsche Theatermuseum im Hofgarten in München – Grablage: NA-121 [bei GF 38] (48° 7′ 31″ N, 11° 33′ 45″ O) – roter Punkt im Plan: Nr. 54
- Hugo von Ziemssen (1829–1902 – 72 Jahre) – Internist, Direktor des Städtischen Krankenhauses in München (Krankenhaus links der Isar) – gründete 1877 das erste deutsche klinische Institut – Grablage: 9-80-51/53 (48° 7′ 42″ N, 11° 33′ 55″ O)
- Clemens von Zimmermann (1788–1869 – 80 Jahre) – Historienmaler, Kunstmaler, Direktor der Königlich Bayerischen Zentralgalerie – Grablage: 6-7-33/34 (48° 7′ 43″ N, 11° 33′ 55″ O) – roter Punkt im Plan: Nr. 10
- Max Zimmermann (1811–1878 – 67 Jahre) – Kunstmaler, Landschaftsmaler – Grablage: Gräberfeld 39 – Reihe 8 – Platz 27 Standort
- Reinhard Sebastian Zimmermann (1815–1893 – 78 Jahre) – Kunstmaler, Genremaler – Grablage: Gräberfeld 29 – Reihe 12 – Platz 12 Standort
- Friedrich von Zoller (1843–1900 – 57 Jahre) – Bayerischer Generalleutnant – Grablage: Gräberfeld 30 – Reihe 13 – Platz 7 Standort
- Oskar von Zoller (1809–1866 – 56 Jahre) – Bayerischer Generalleutnant – Grablage: Gräberfeld 30 – Reihe 13 – Platz 7 Standort
- Joseph Gerhard Zuccarini (1797–1848 – 50 Jahre) – Botaniker, begann mit der  Bearbeitung der  Pflanzensammlungen von Carl Friedrich Philipp von Martius (Brasilien) sowie der von Philipp Franz von Siebold (Japan) - Grablage: Gräberfeld 1 - Reihe 1 - Platz 18 Standort
- Anton Zwengauer (1810–1884 – 73 Jahre) – Kunstmaler, Landschaftsmaler, Leiter der Alten Pinakothek in München – Grablage: 5-13-51 (48° 7′ 44″ N, 11° 33′ 58″ O)

### Bilder

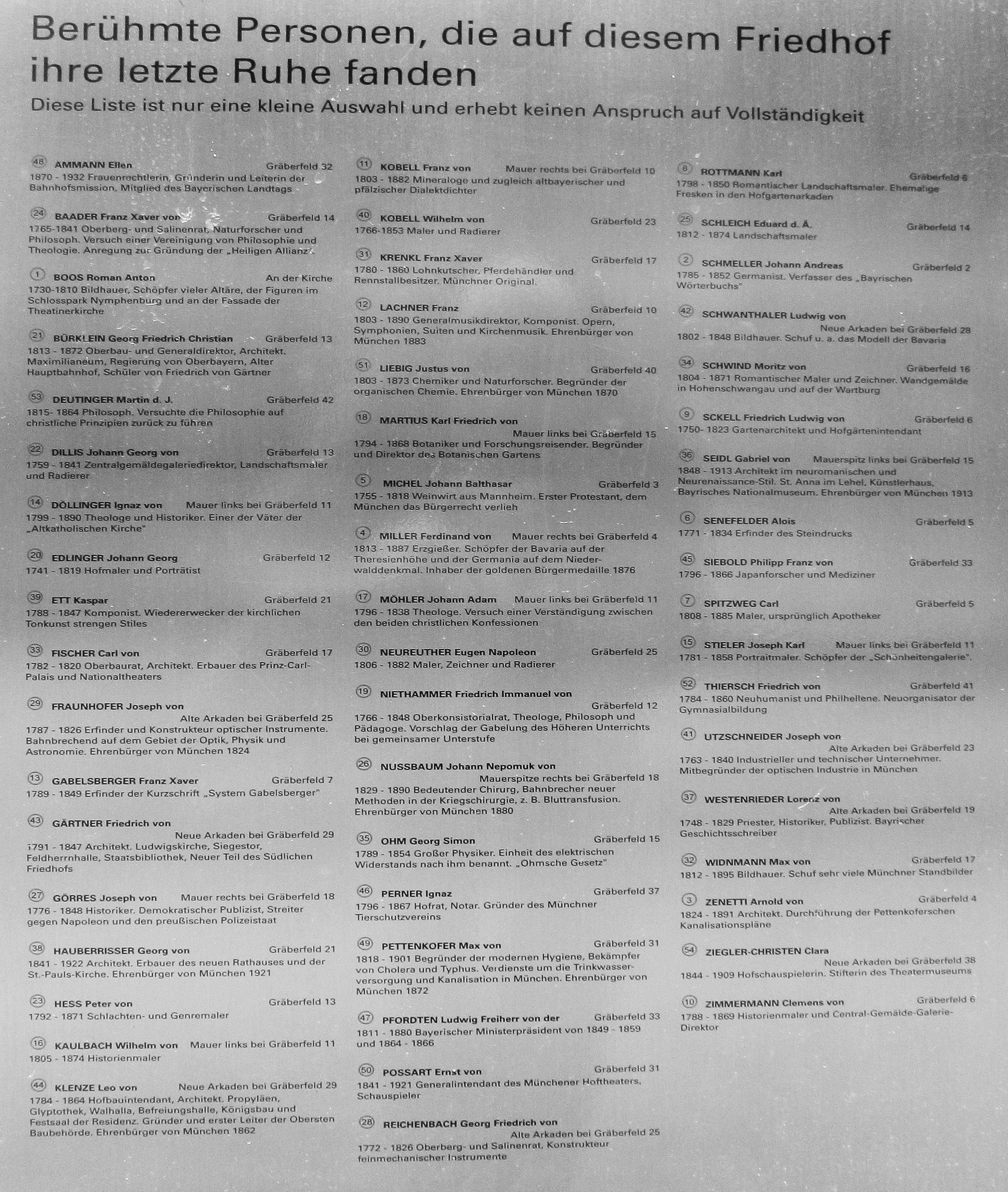
Tafel mit Namen berühmter Personen mit Nummernangabe zur Lage der Gräber (siehe Lageplan über diesem Bild)

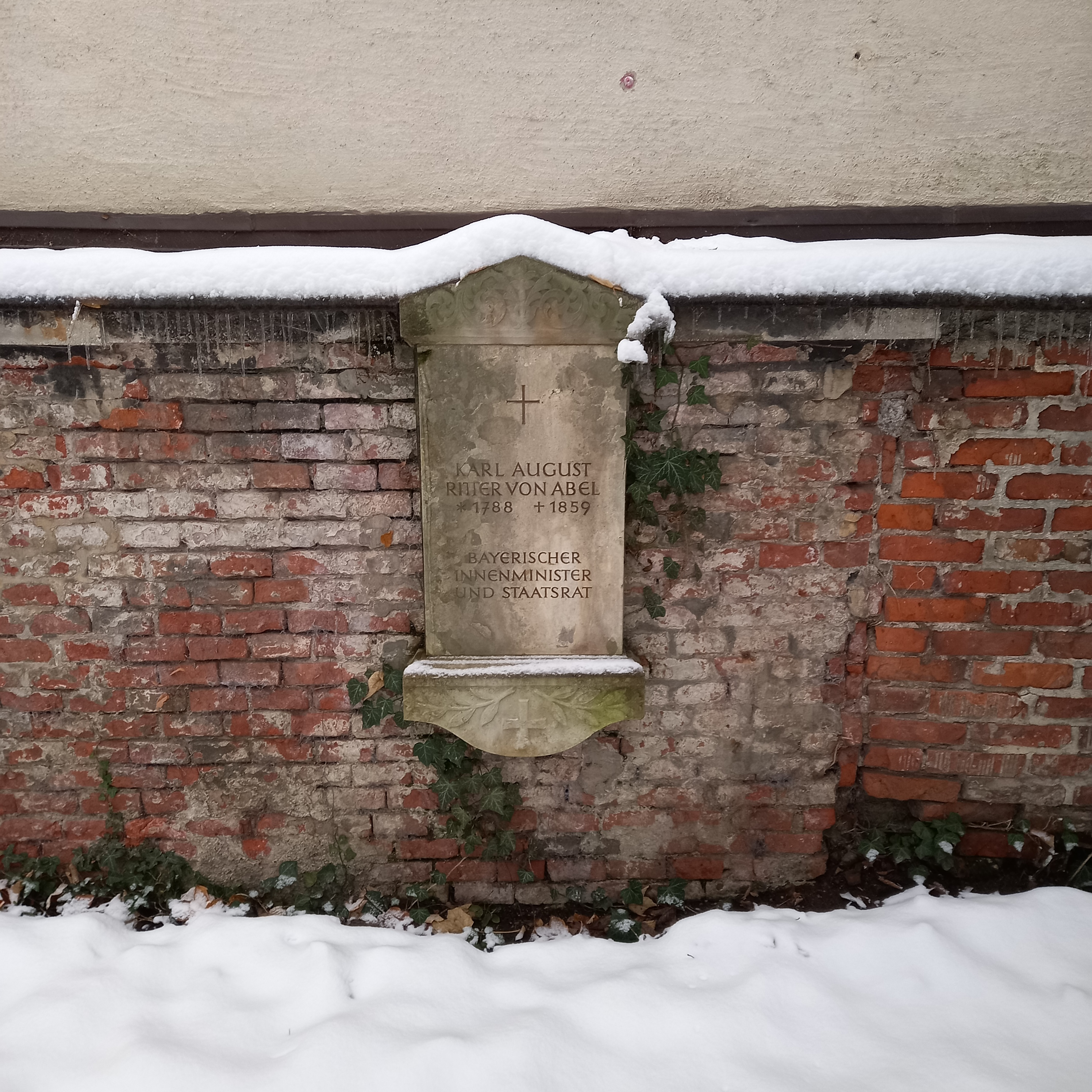
Grab von Karl von Abel
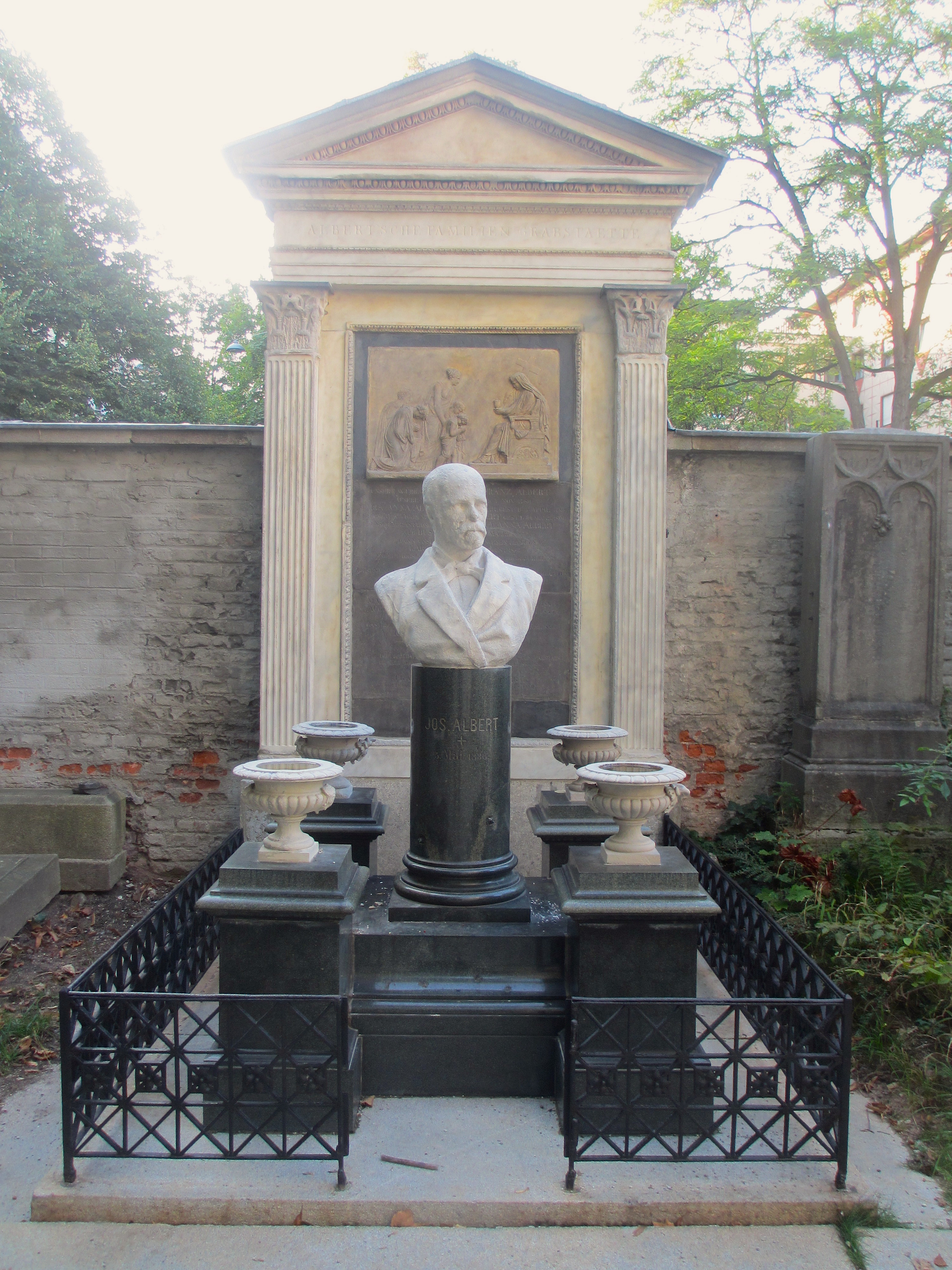
Grab von Eugen Albert
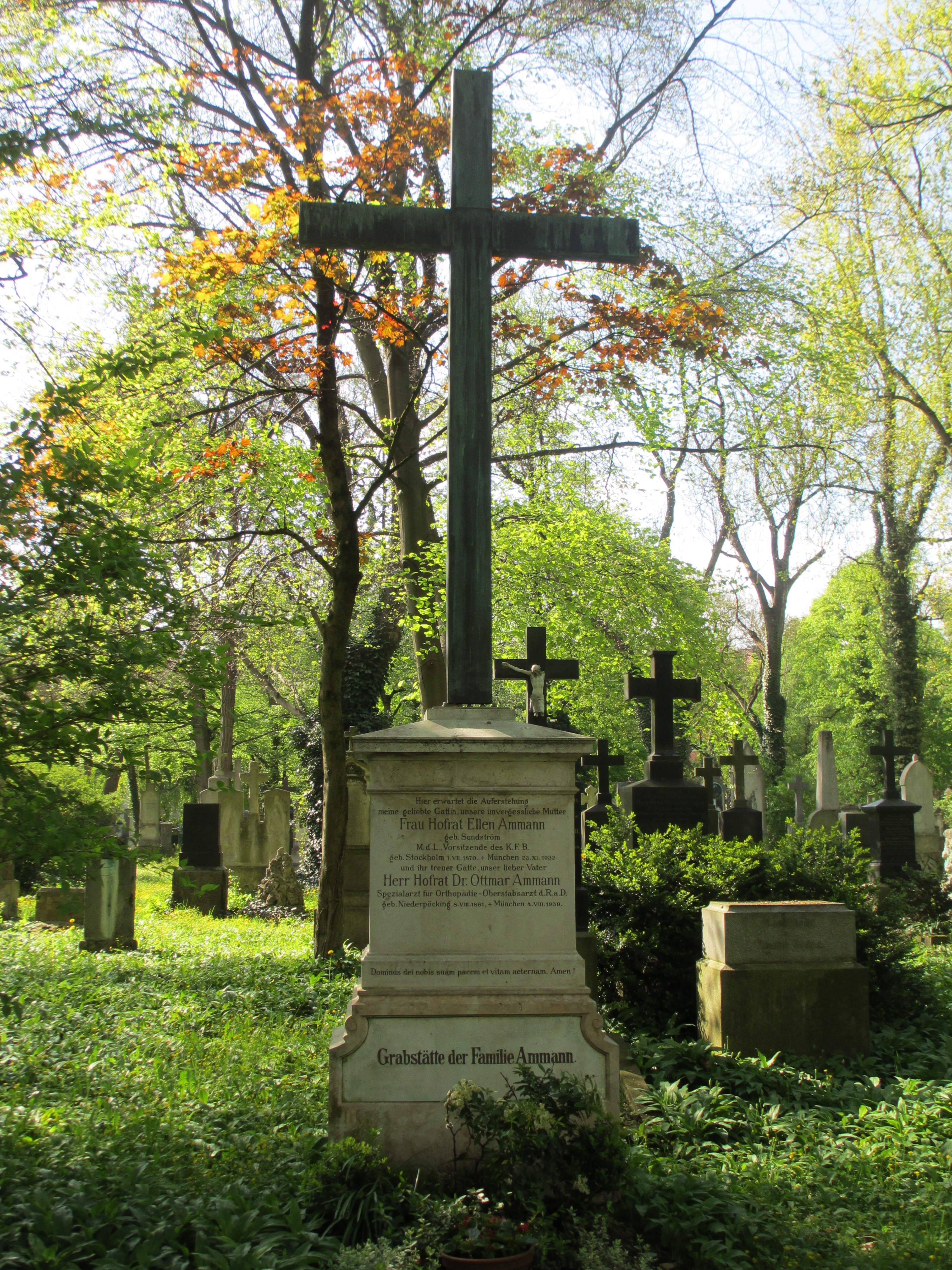
Grab von Ellen Ammann
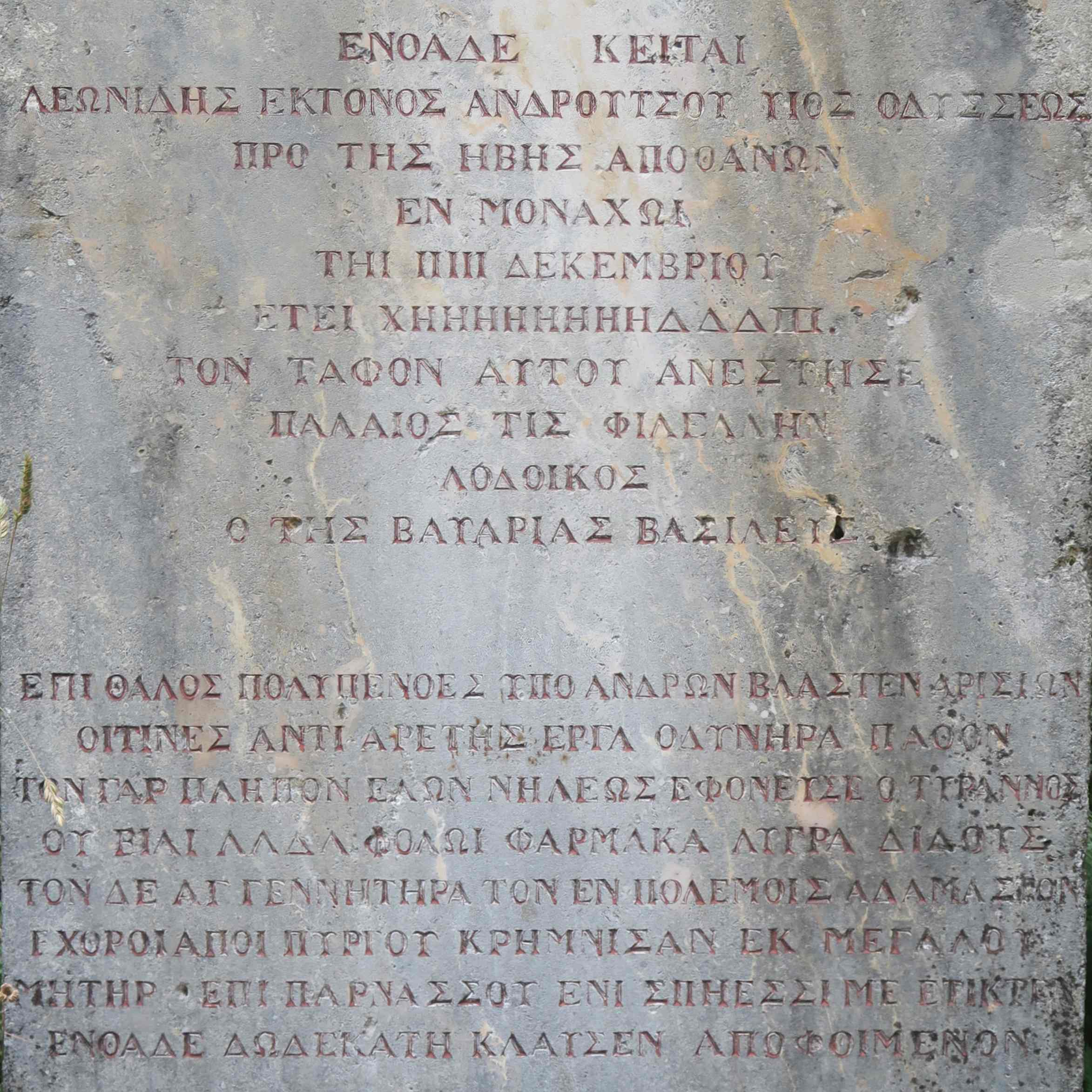
Grabinschrift von Leonidas Androutsos
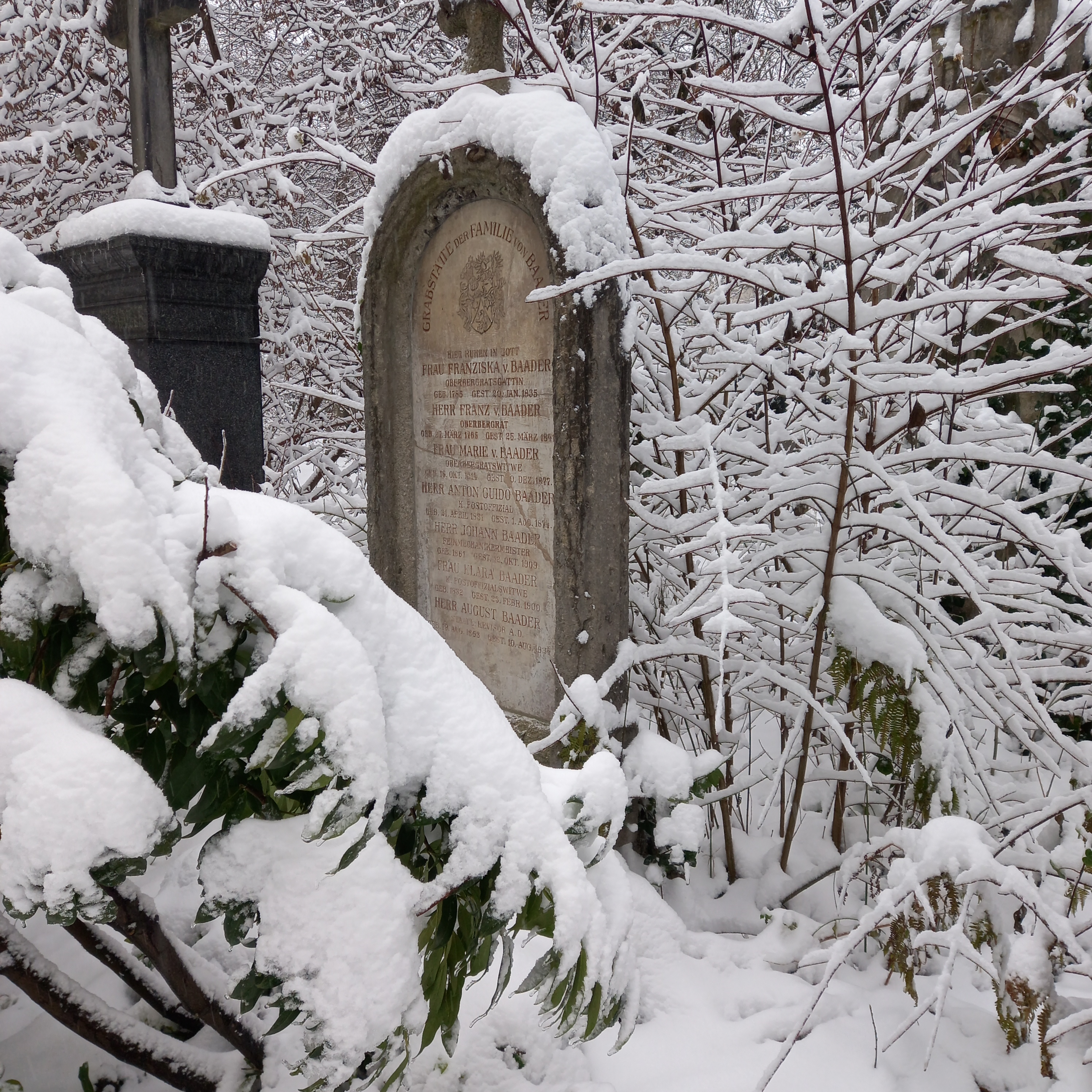
Grab von Franz von Baader
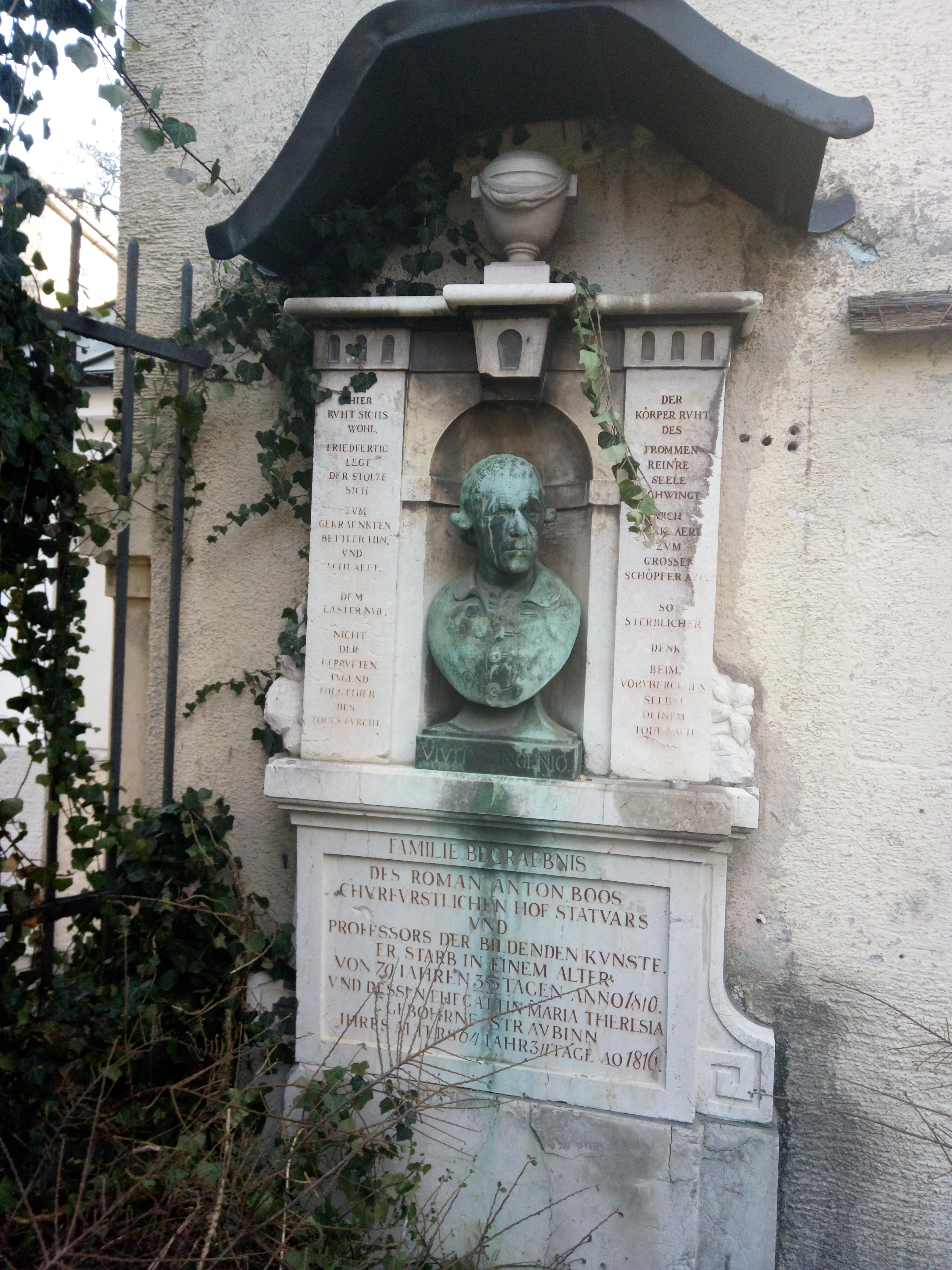
Grab von Roman Anton Boos
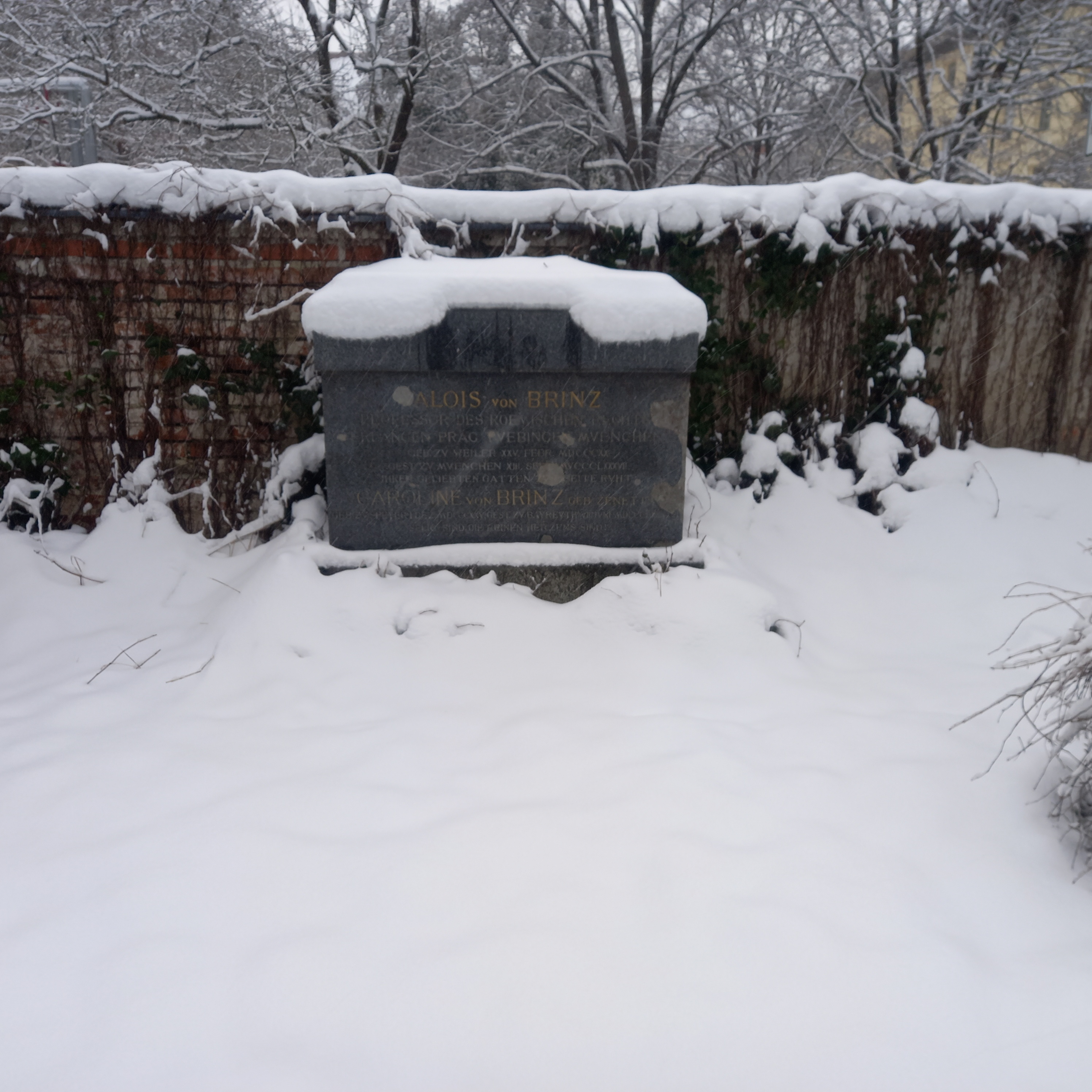
Grab von Alois von Brinz
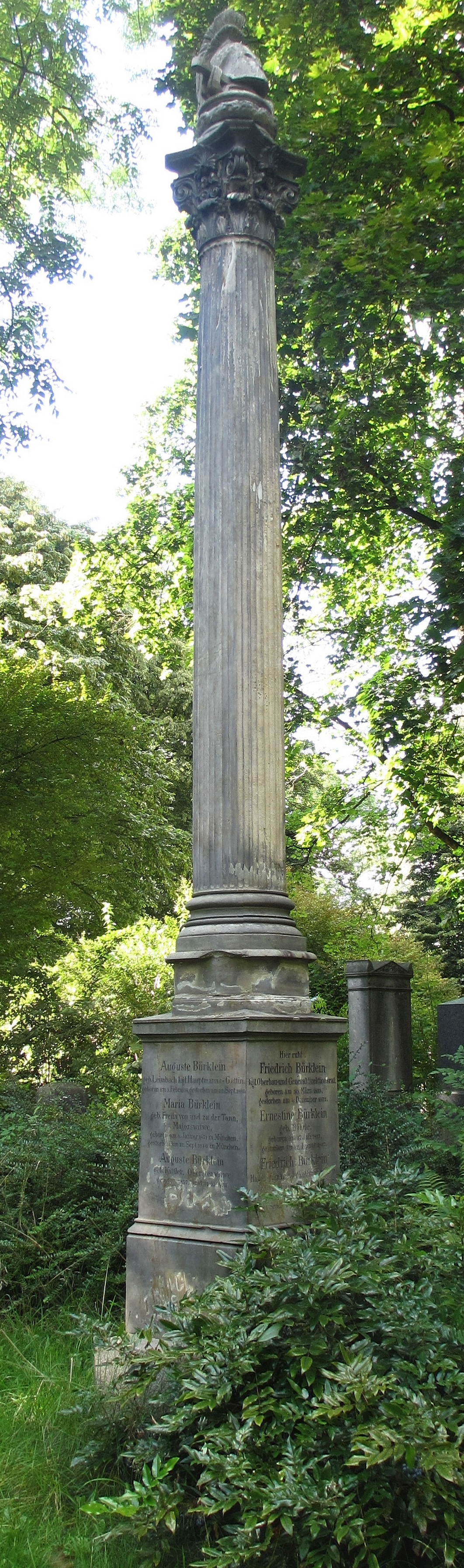
Grab von Georg Friedrich Christian Bürklein
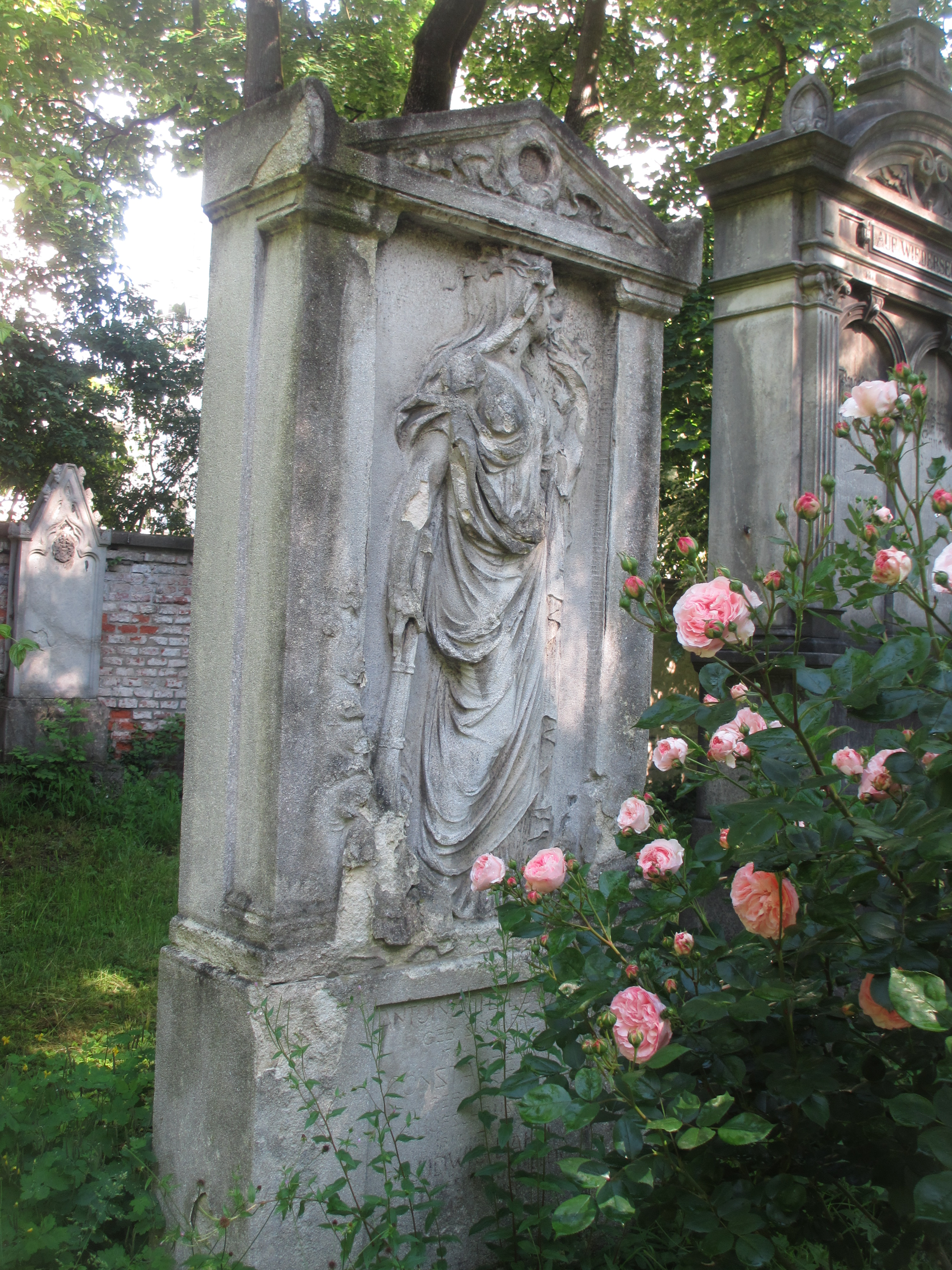
Grab von Constanze Dahn
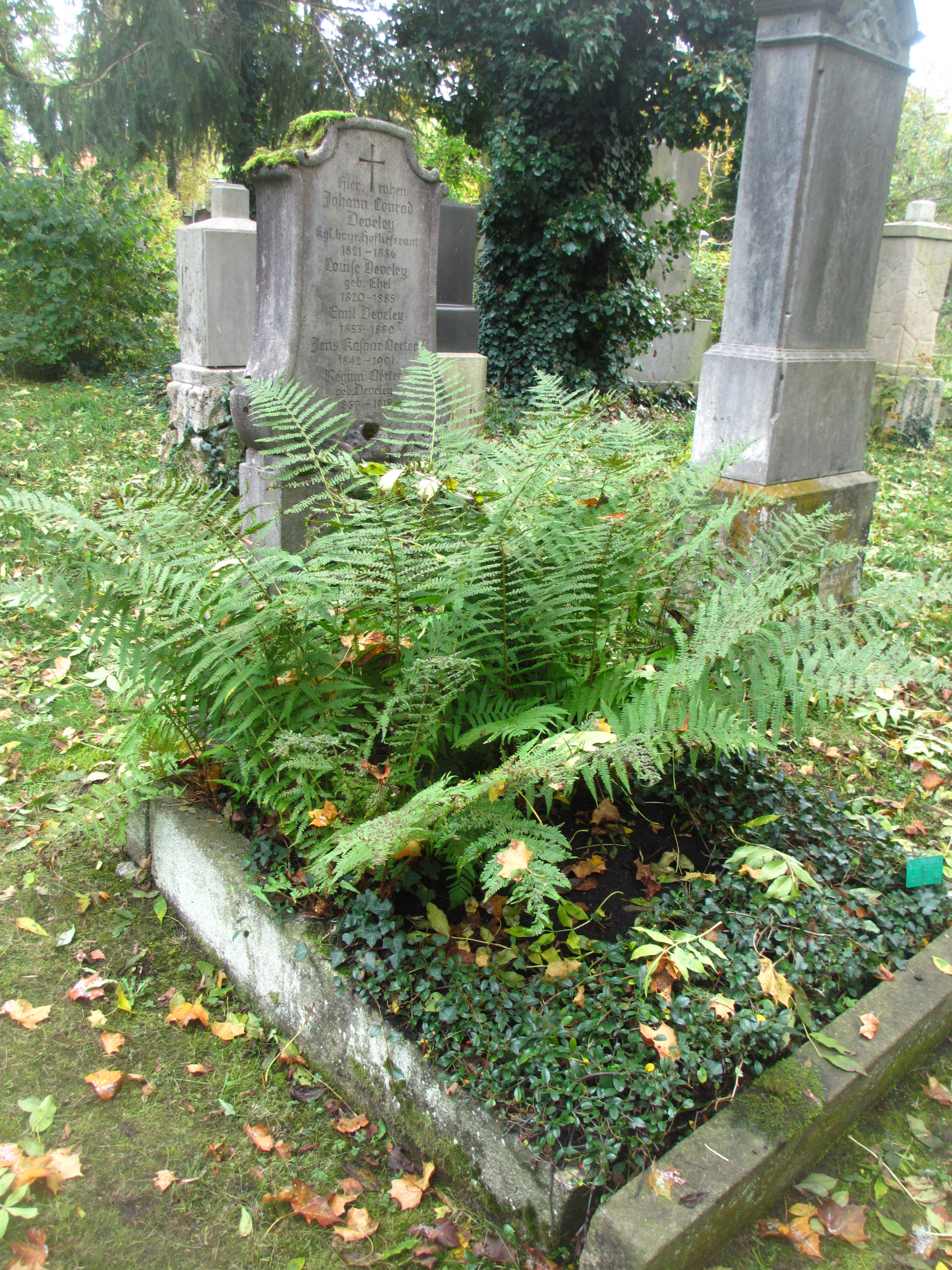
Grab von Johann Conrad Develey
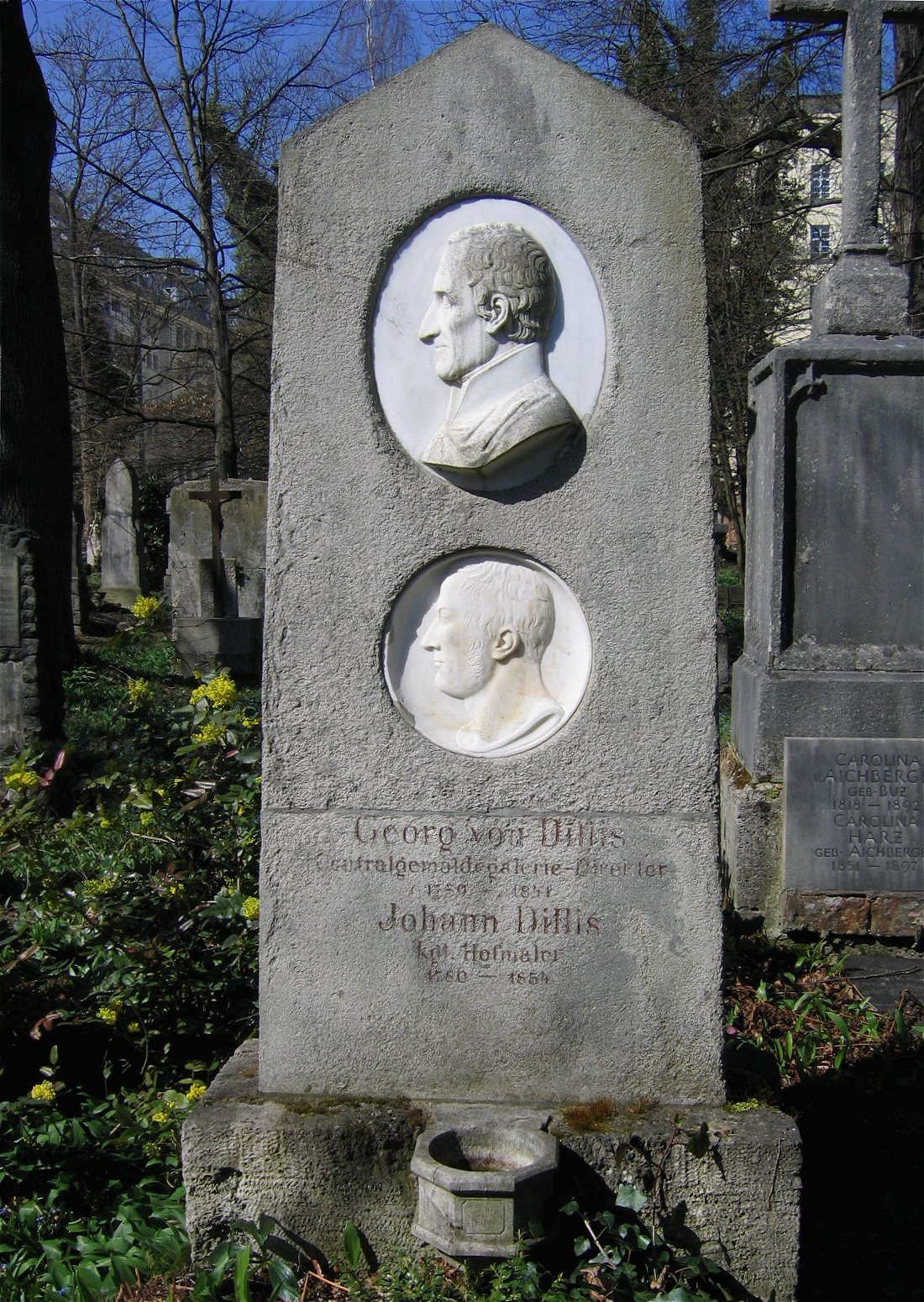
Grab von Johann Georg von Dillis
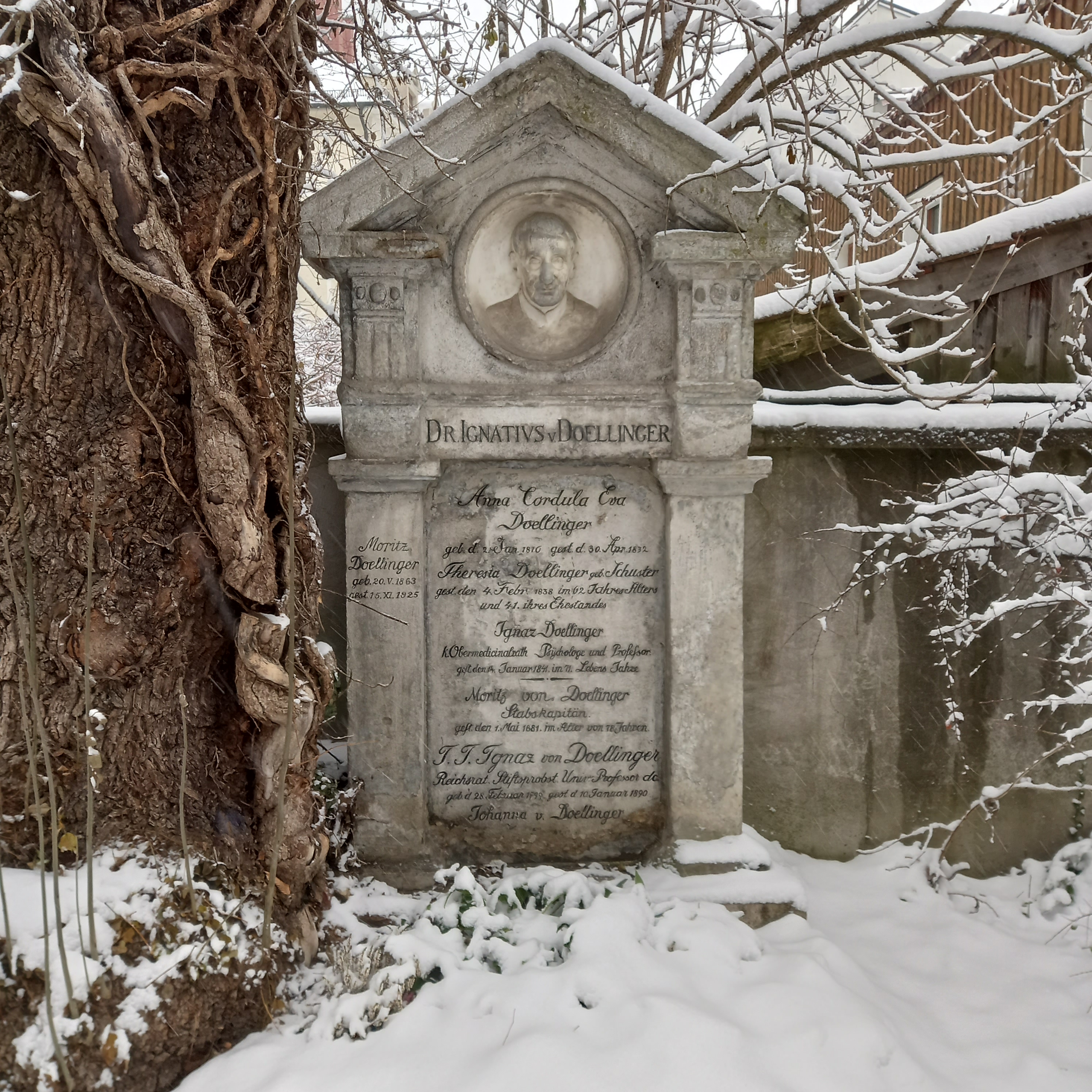
Grab von Ignaz von Döllinger
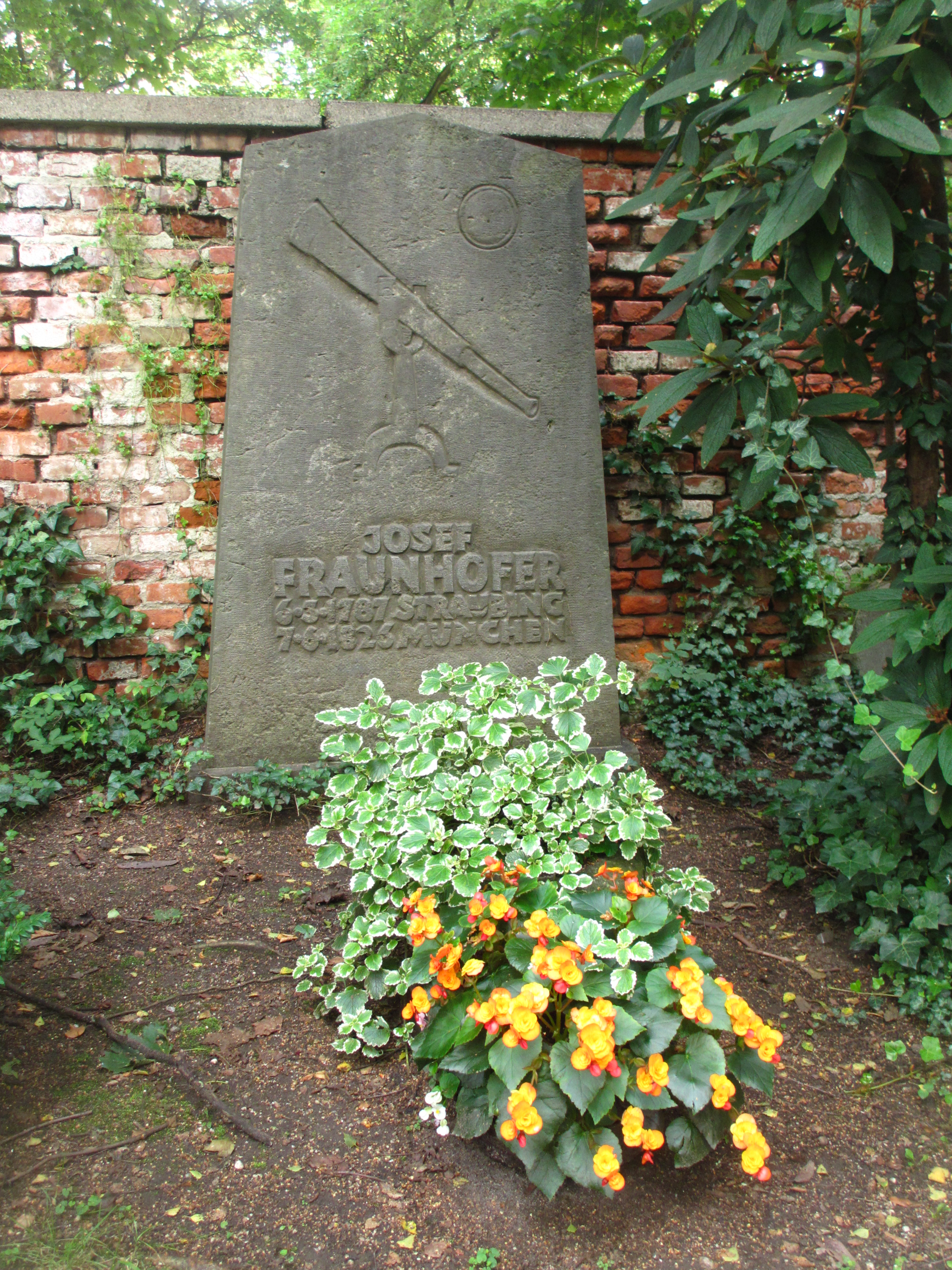
Grab von Josef von Fraunhofer
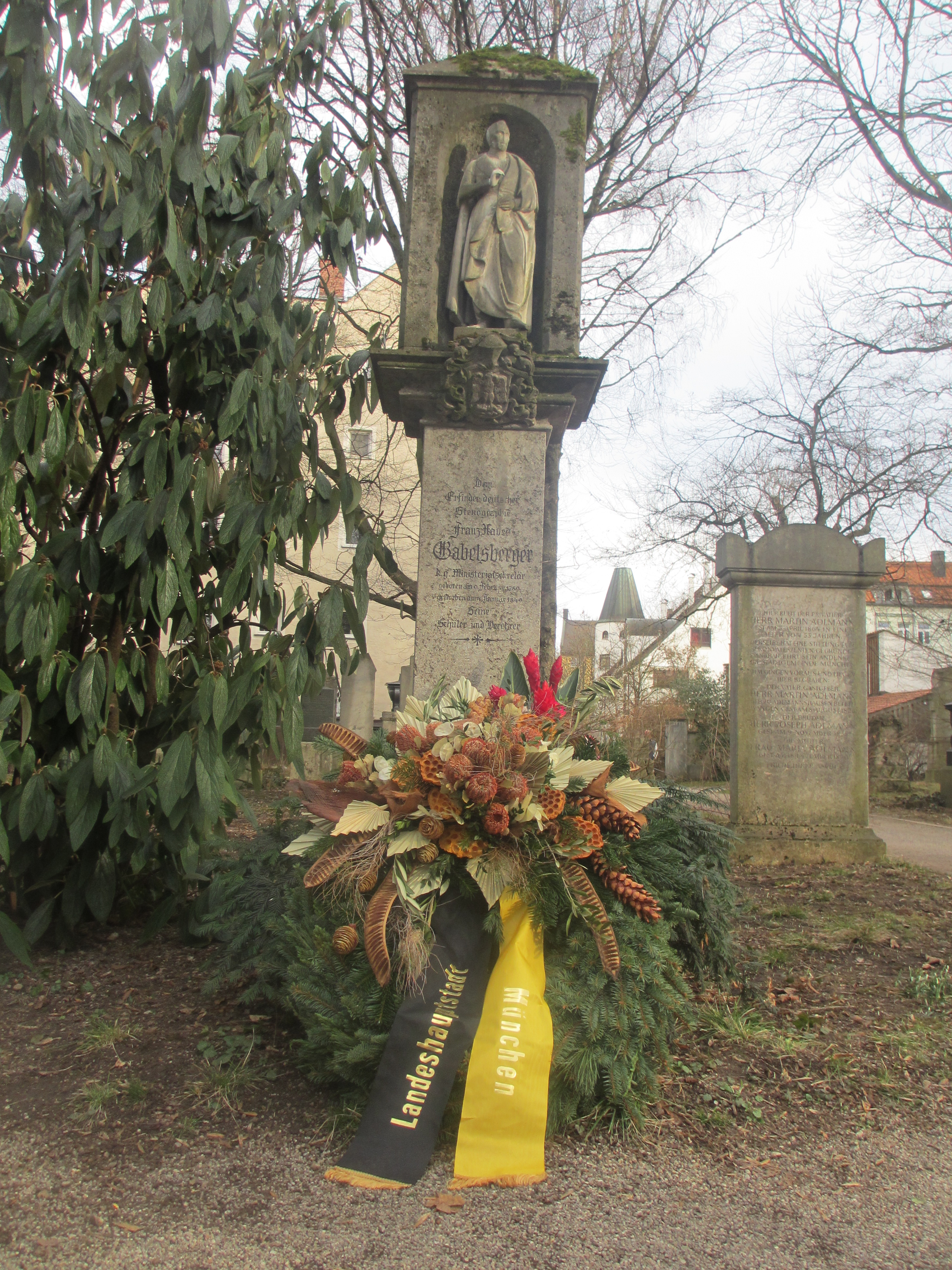
Grab von Franz Xaver Gabelsberger
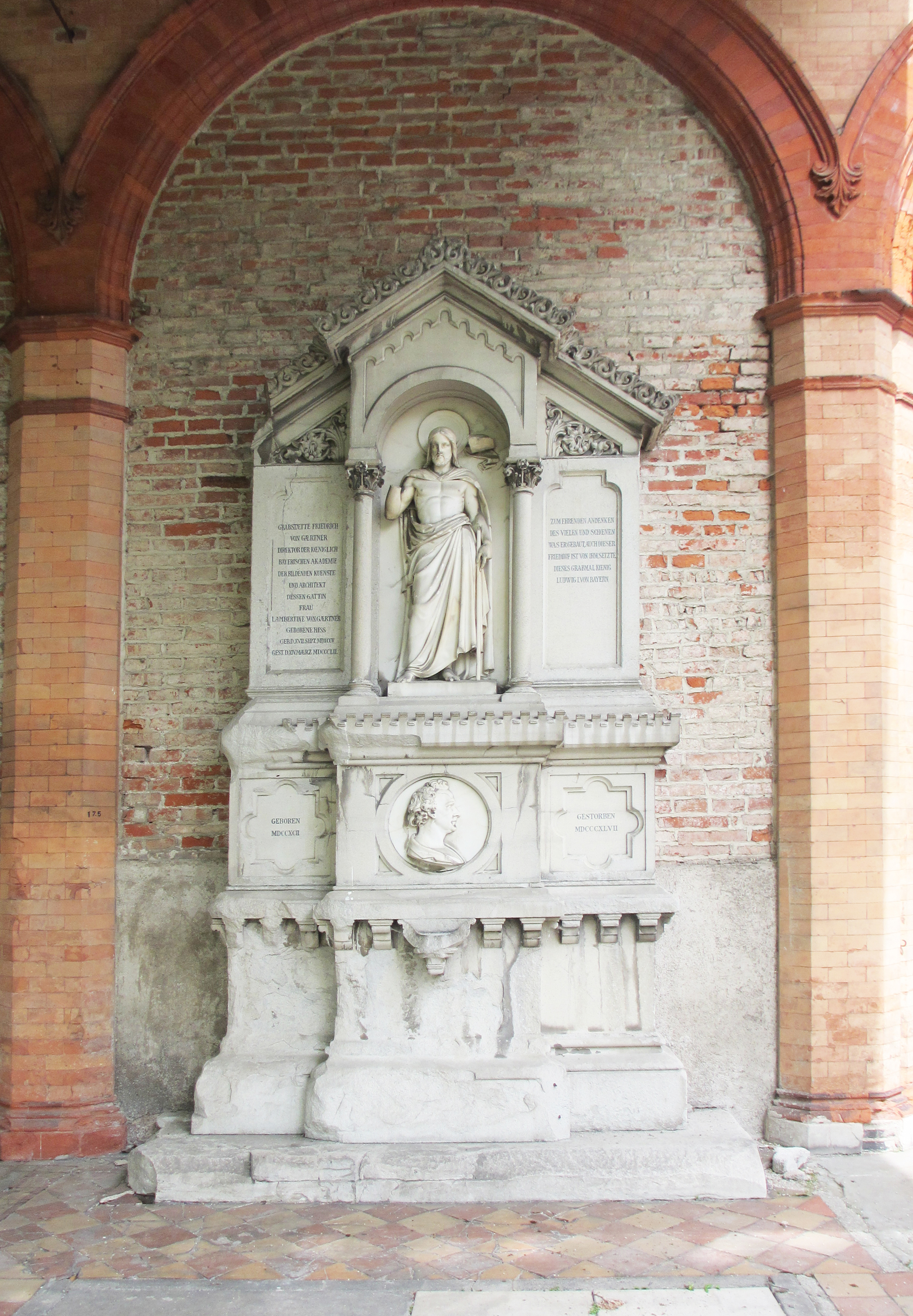
Grab von Friedrich von Gärtner
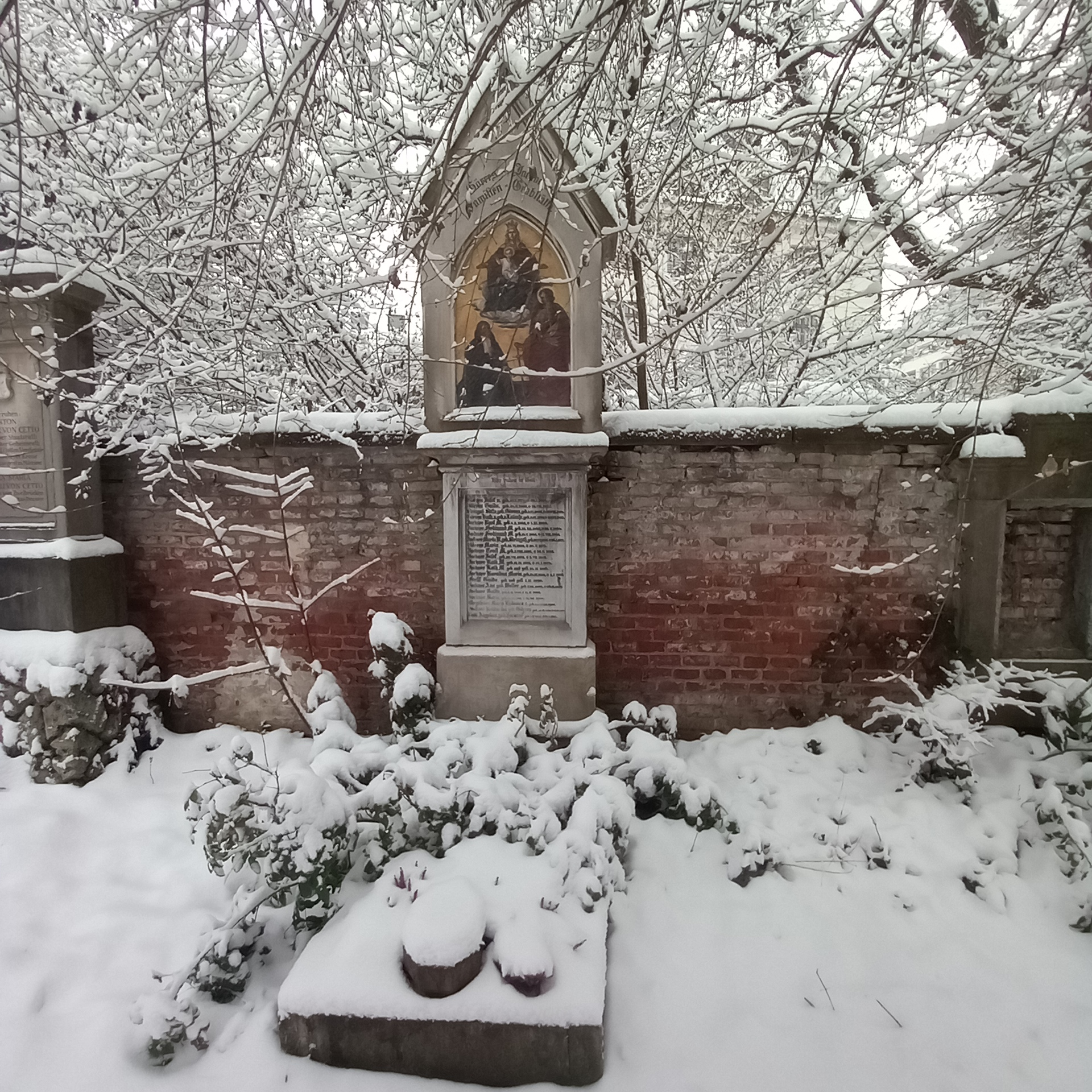
Grab von Joseph Görres
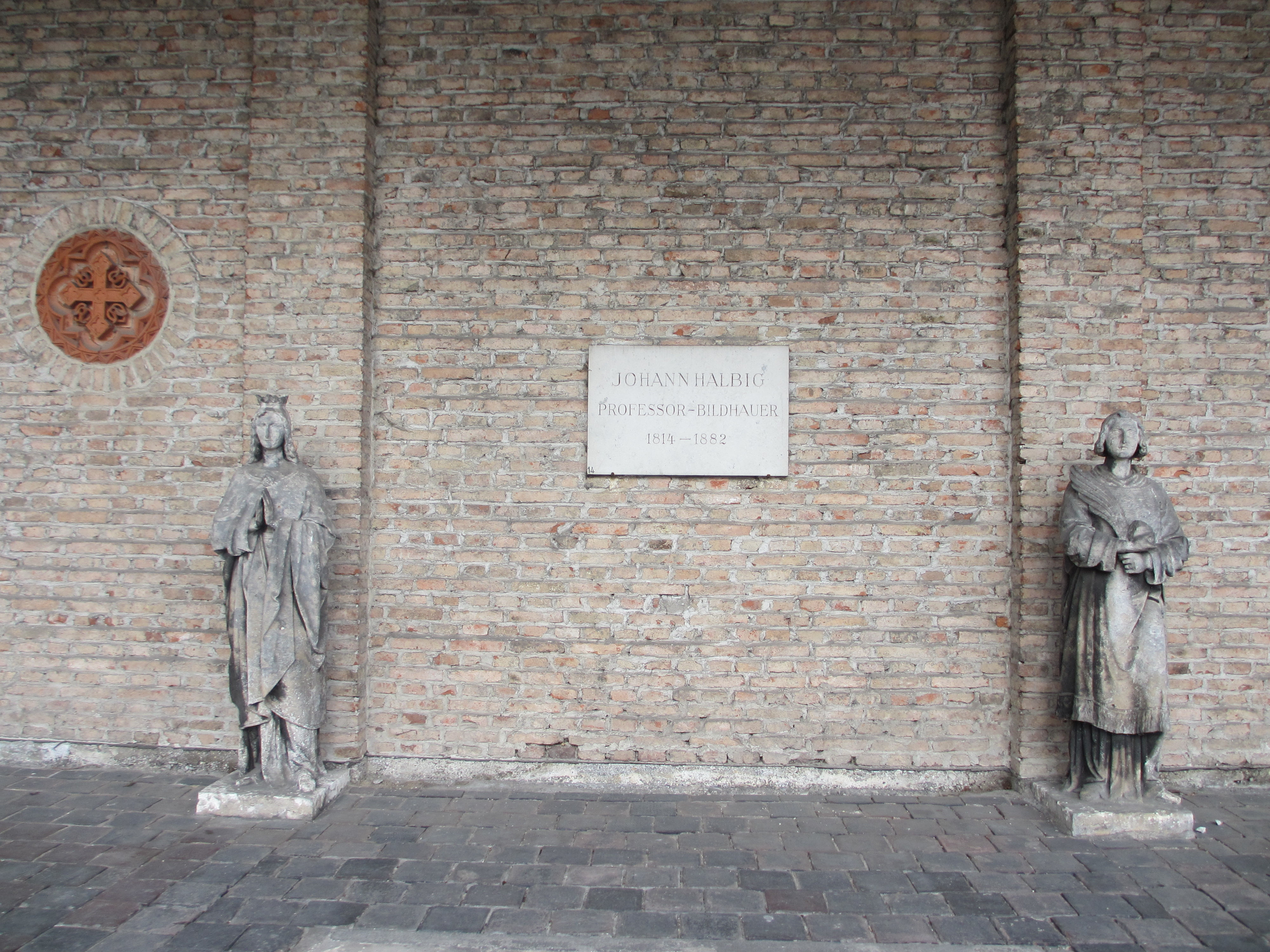
Grab von Johann von Halbig
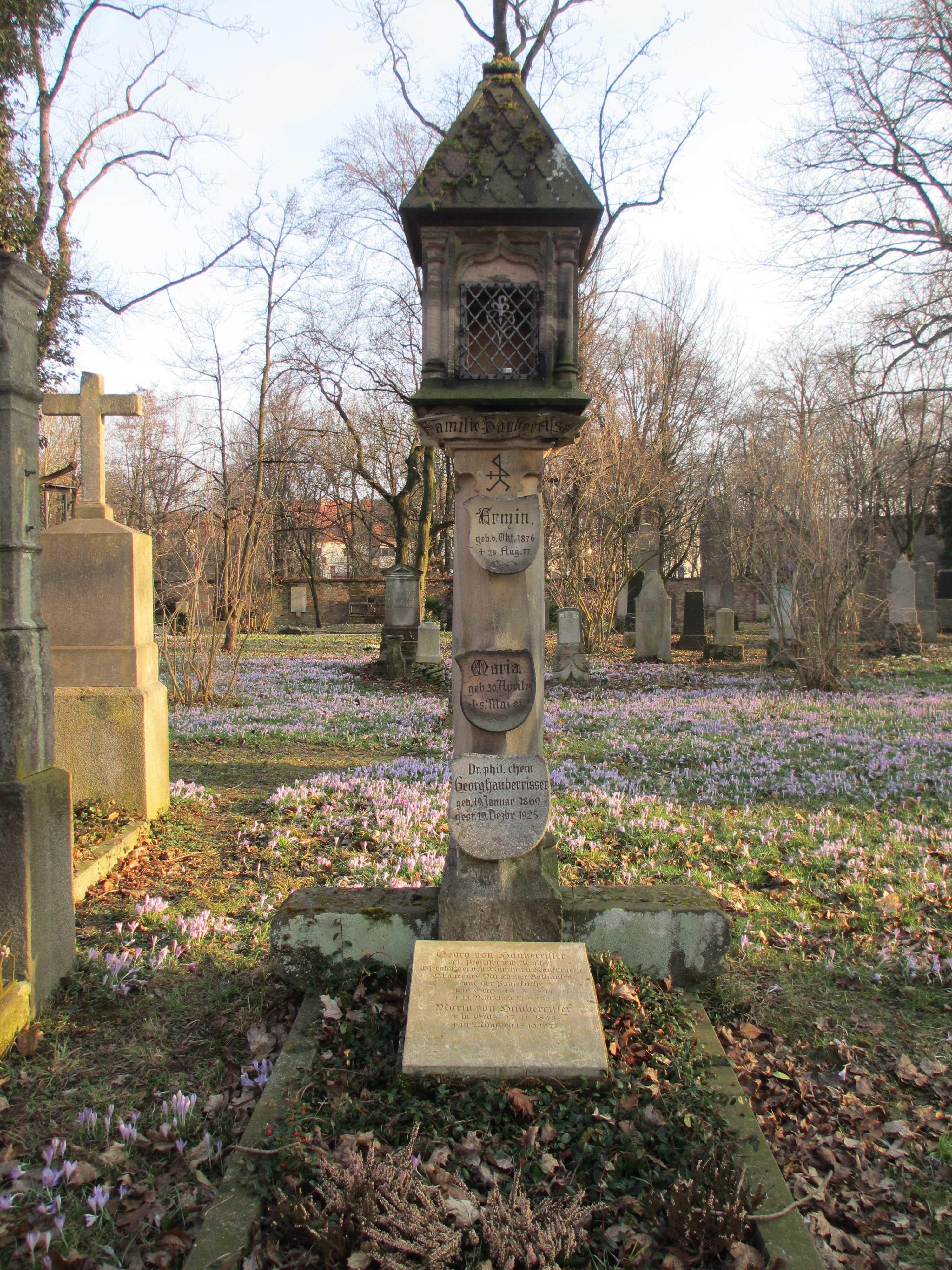
Grab von Georg von Hauberrisser
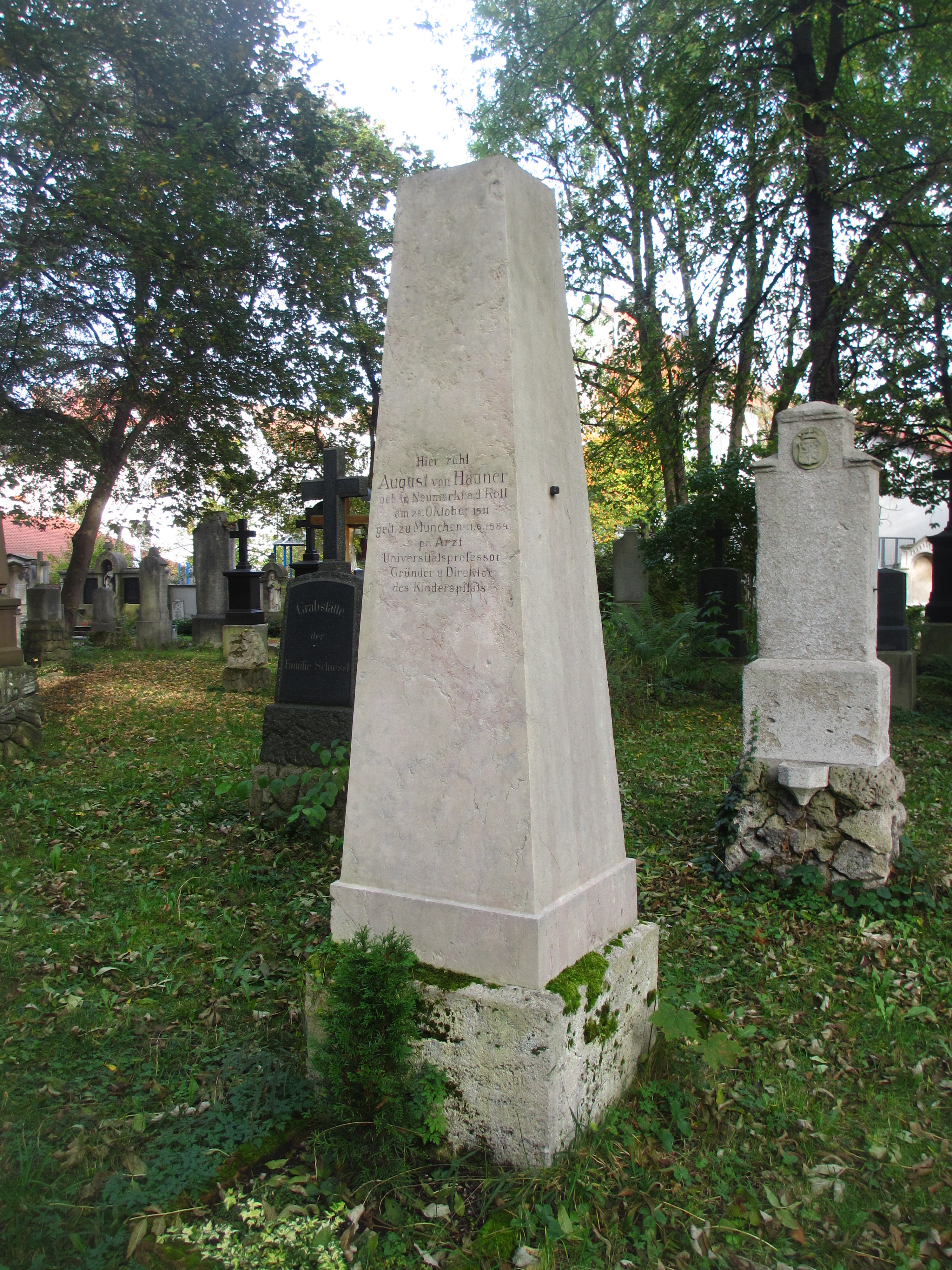
Grab von August Hauner
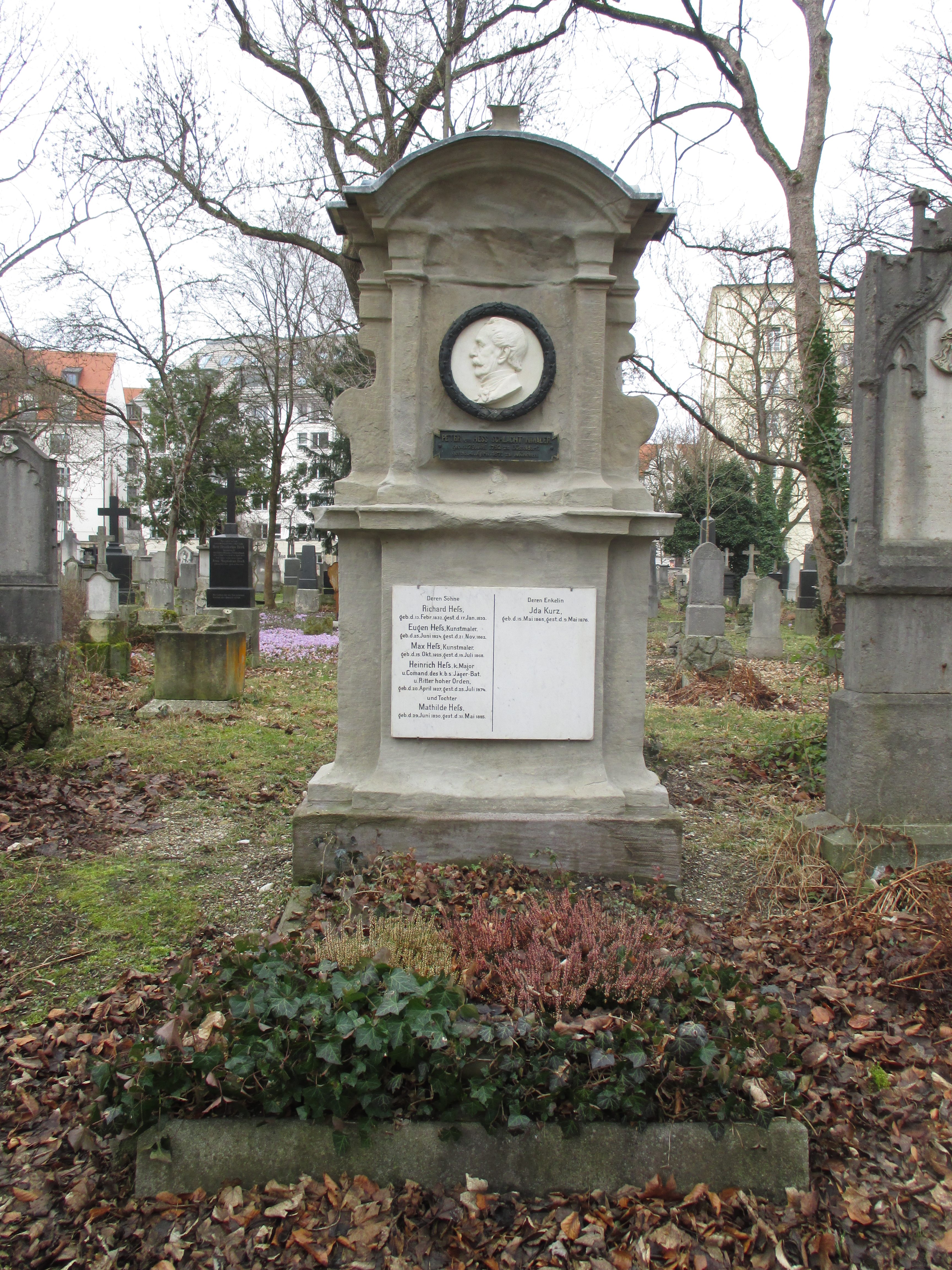
Grab von Peter von Hess
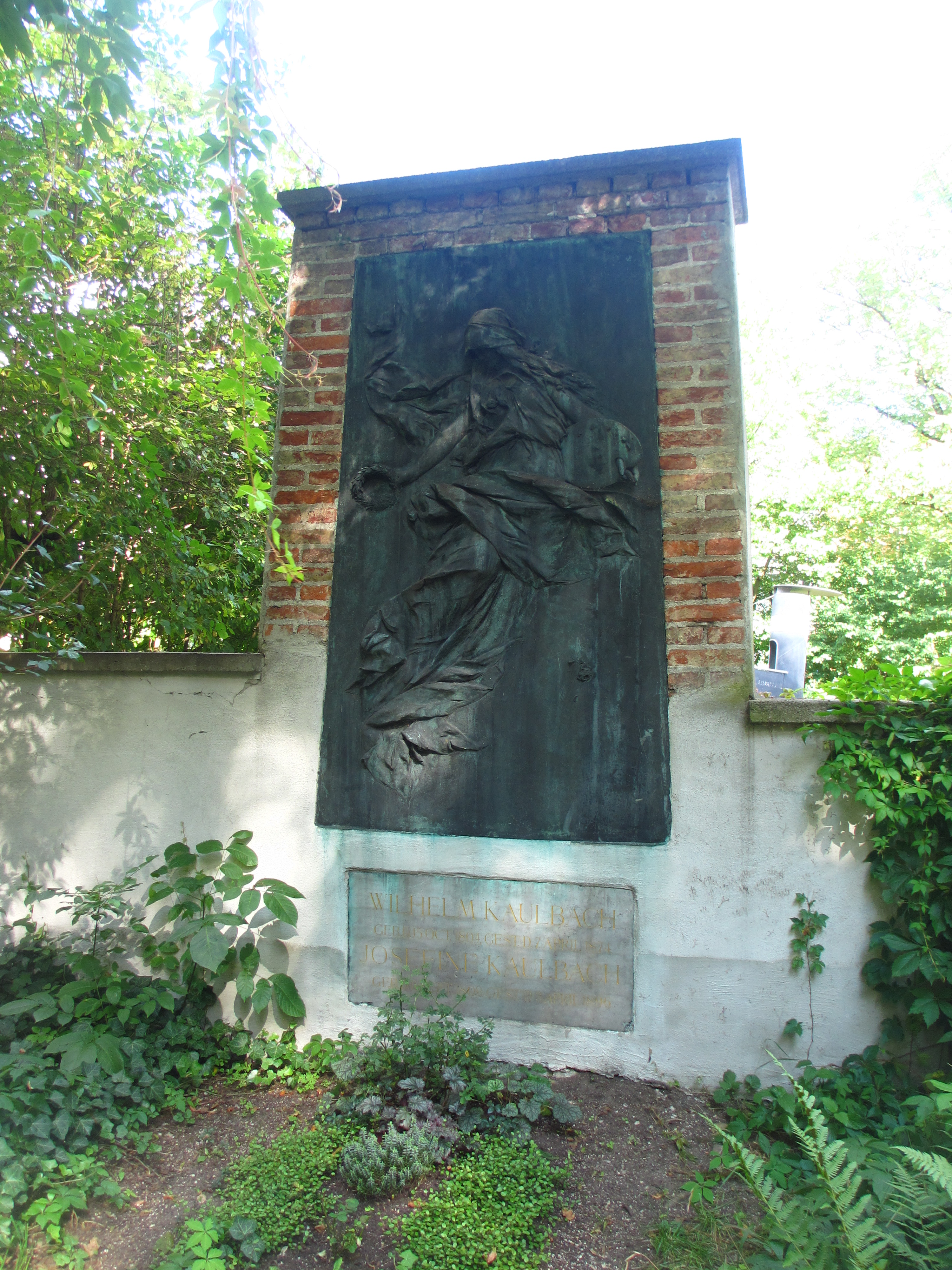
Grab von Wilhelm von Kaulbach
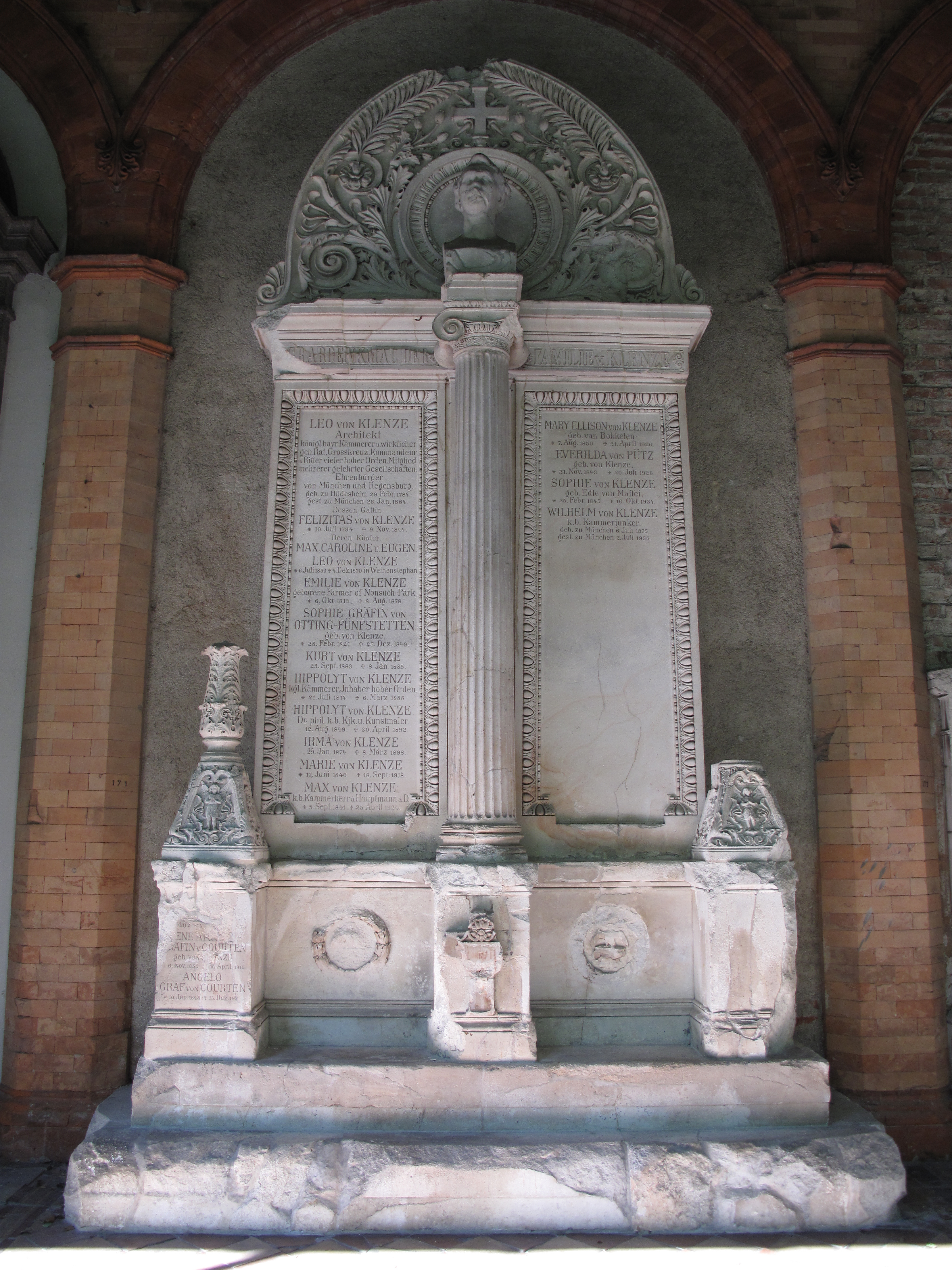
Grab von Leo von Klenze
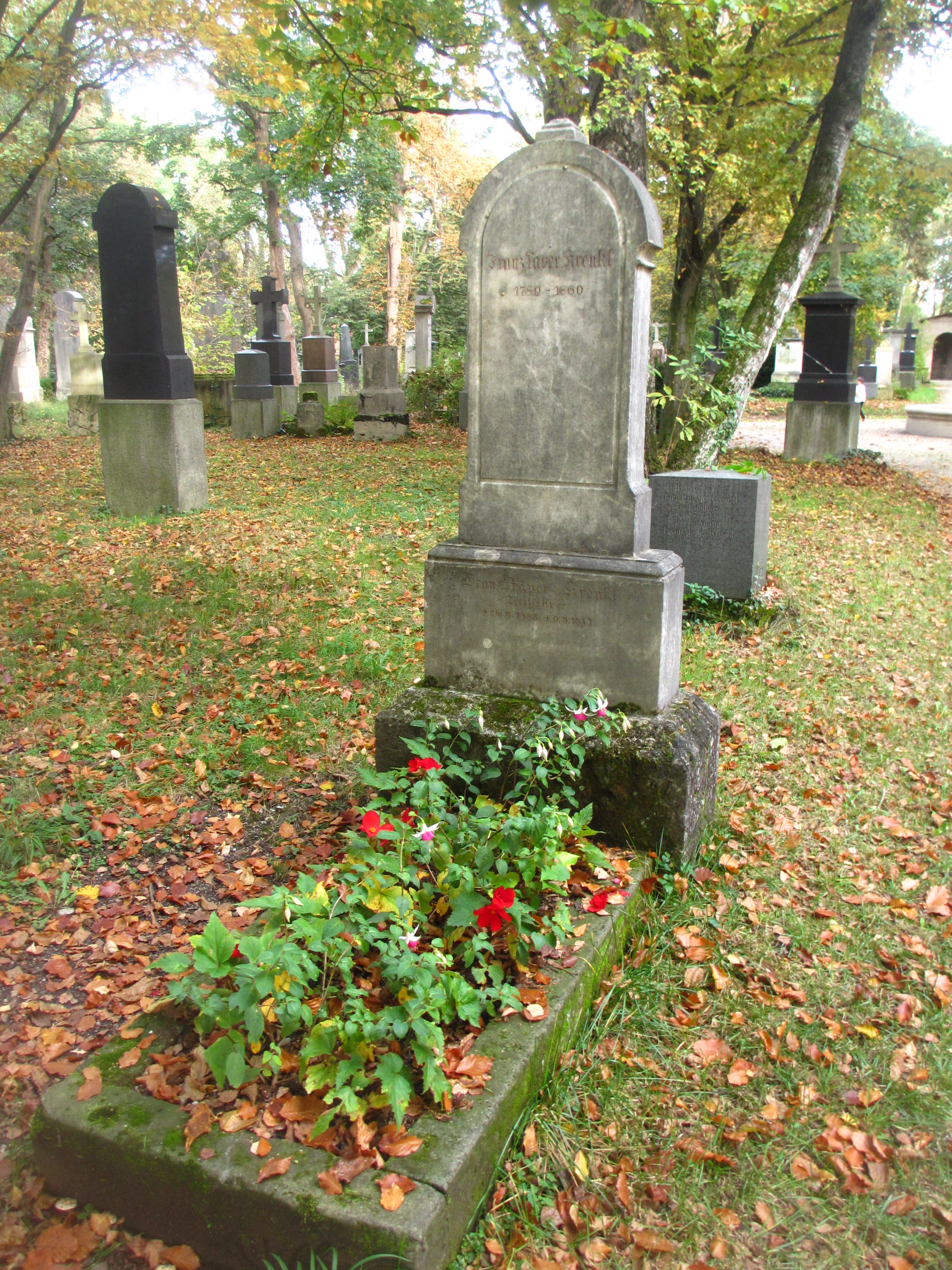
Grab von Franz Xaver Krenkl
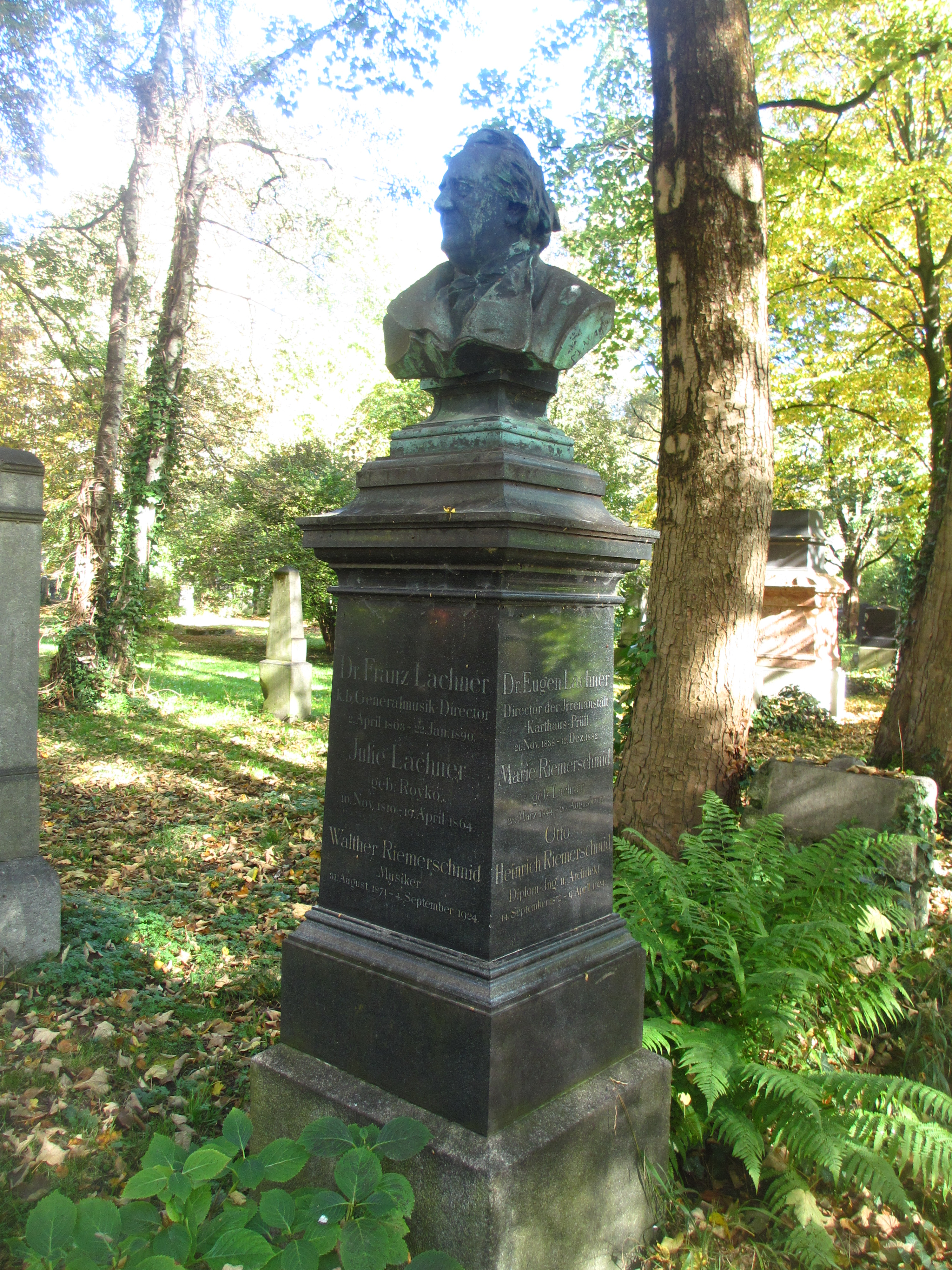
Grab von Franz Lachner
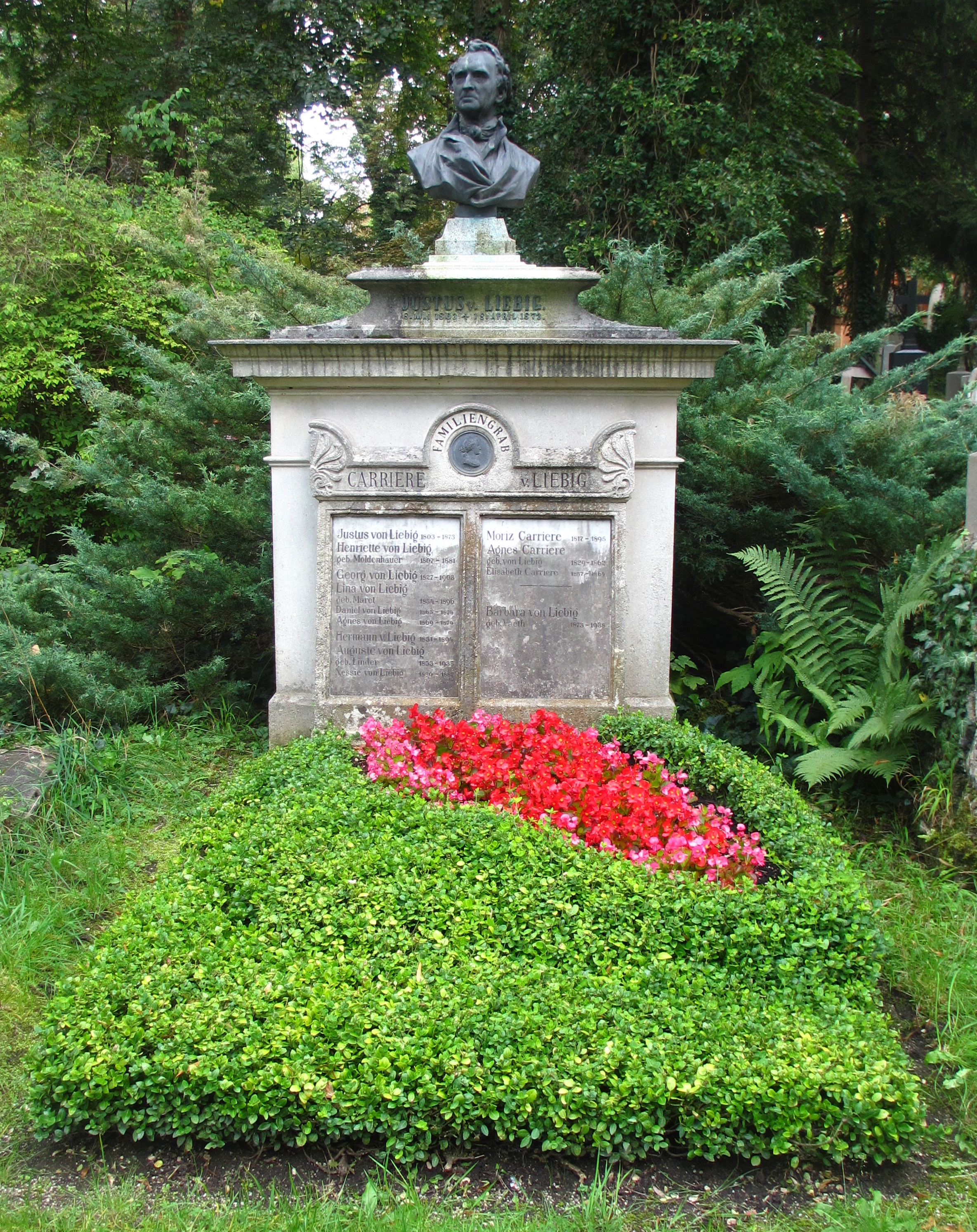
Grab von Justus von Liebig
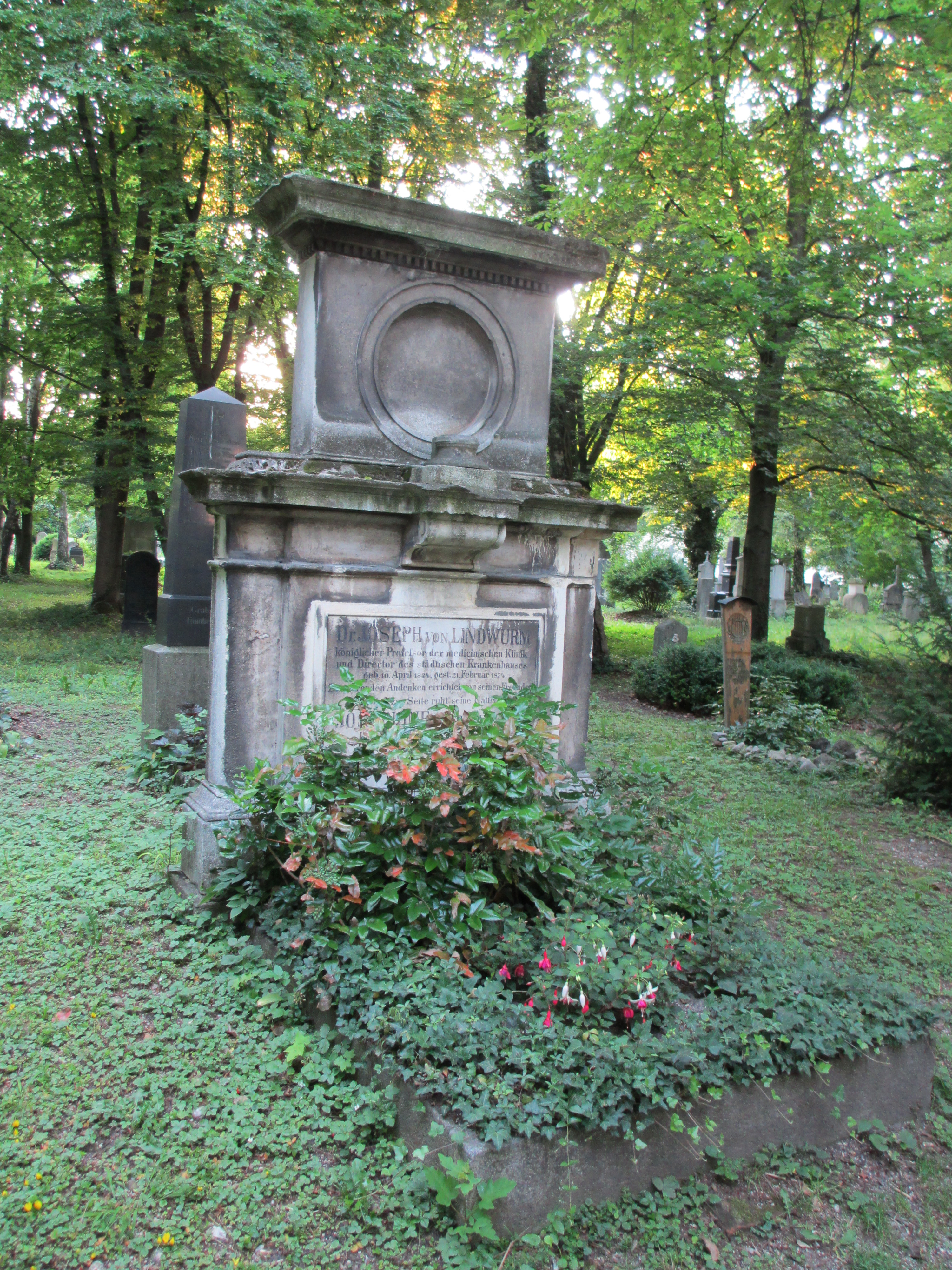
Grab von Joseph von Lindwurm
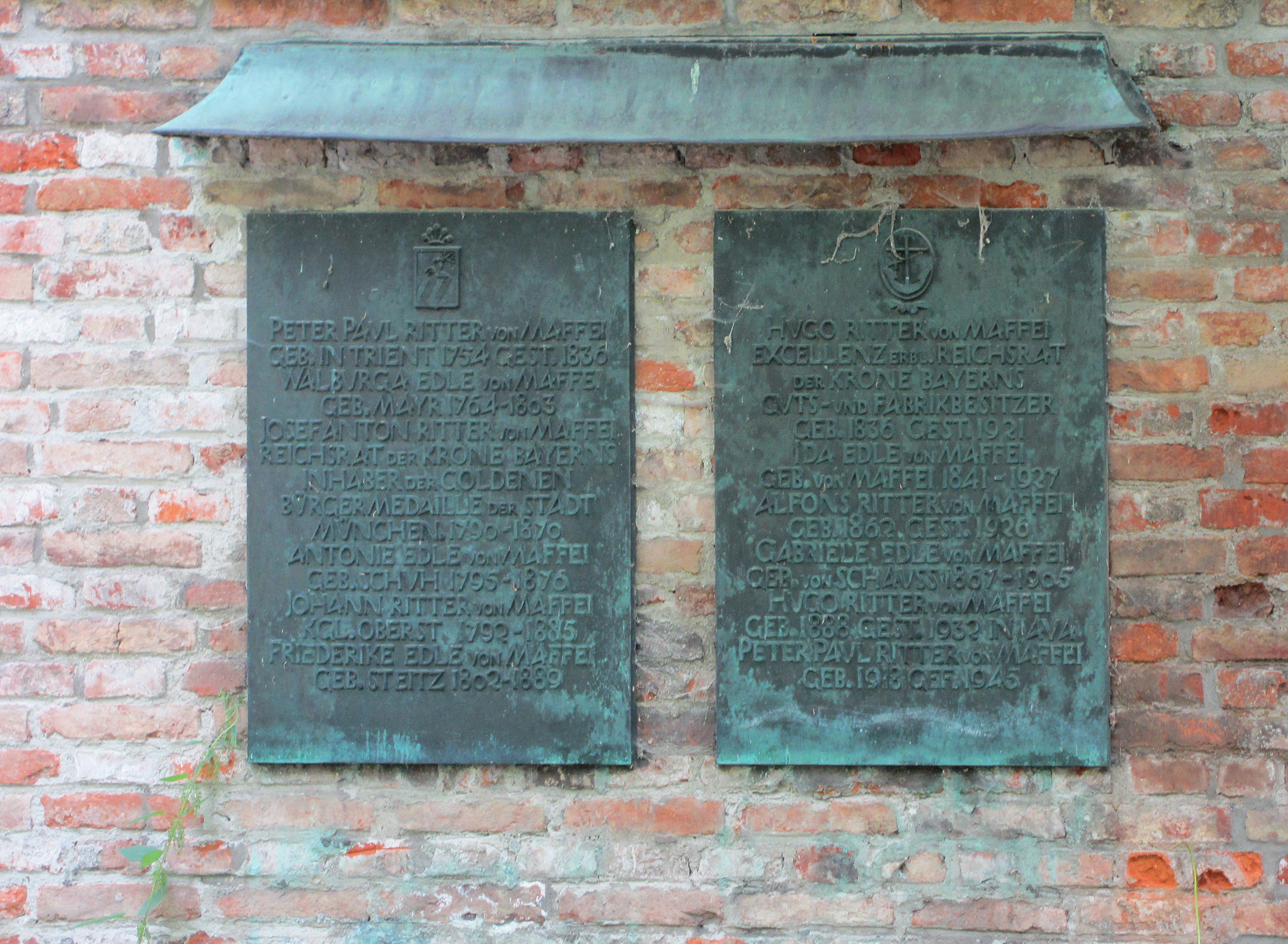
Grab von Joseph Anton von Maffei
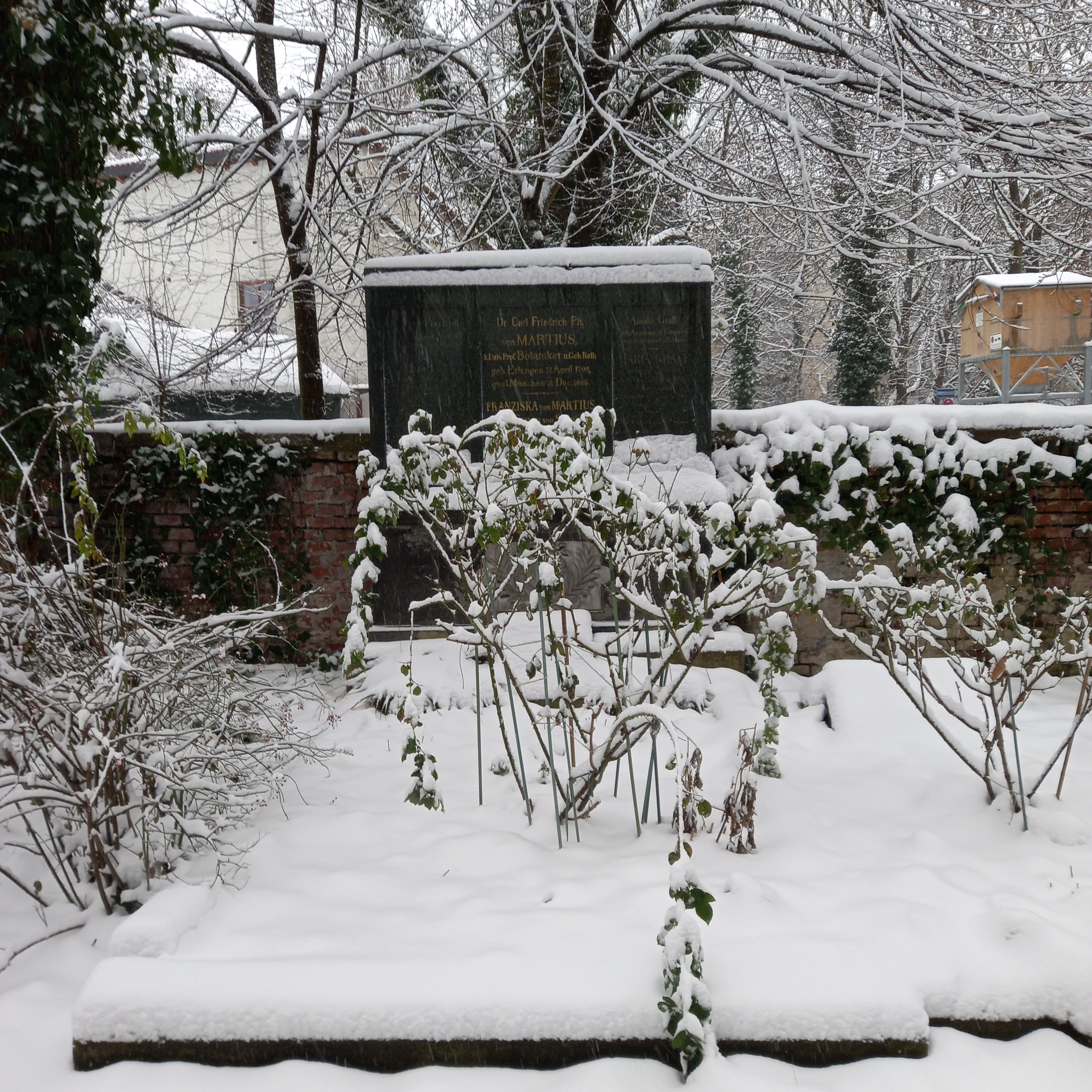
Grab von Carl Friedrich Philipp von Martius
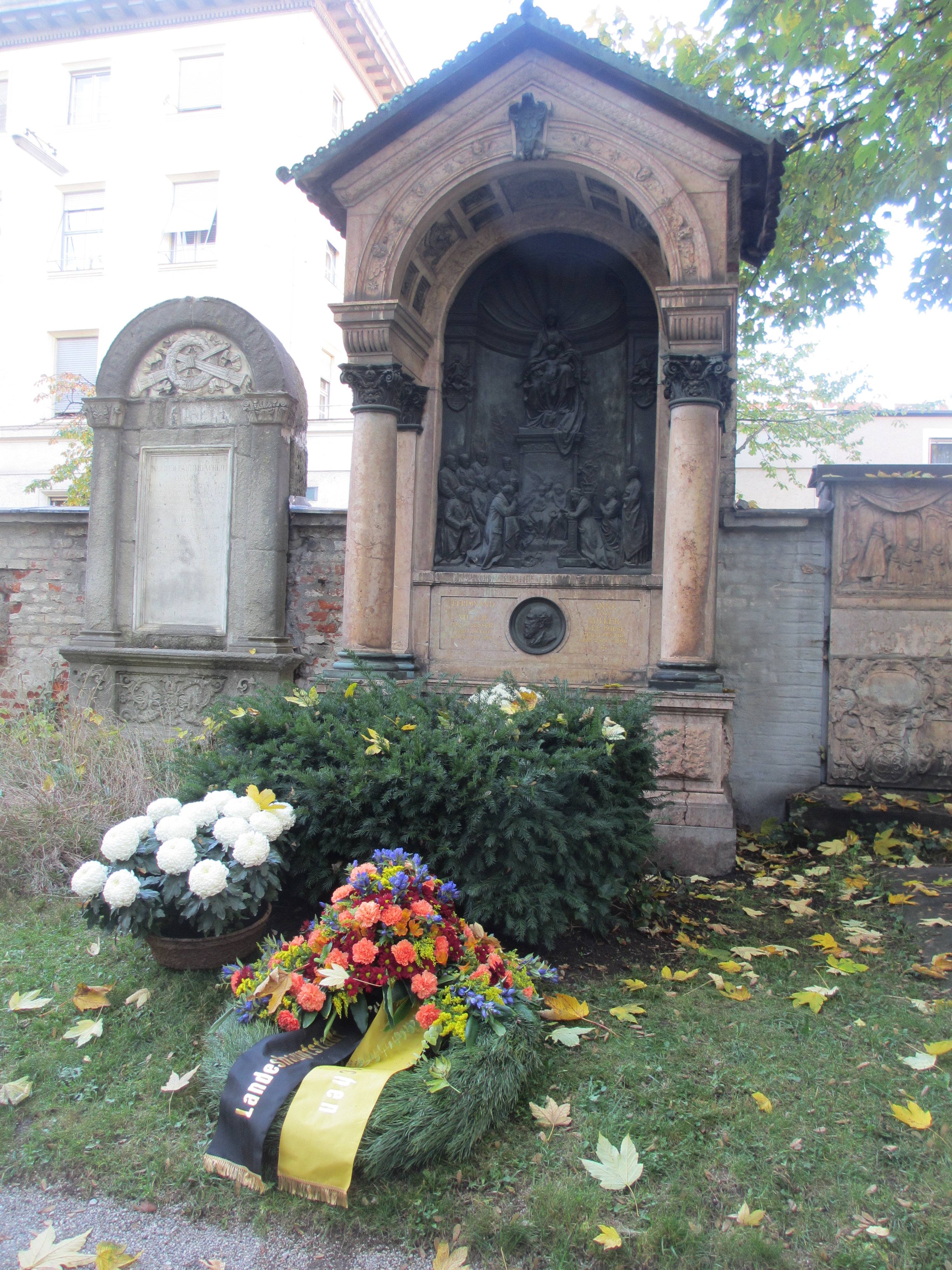
Grab von Ferdinand von Miller
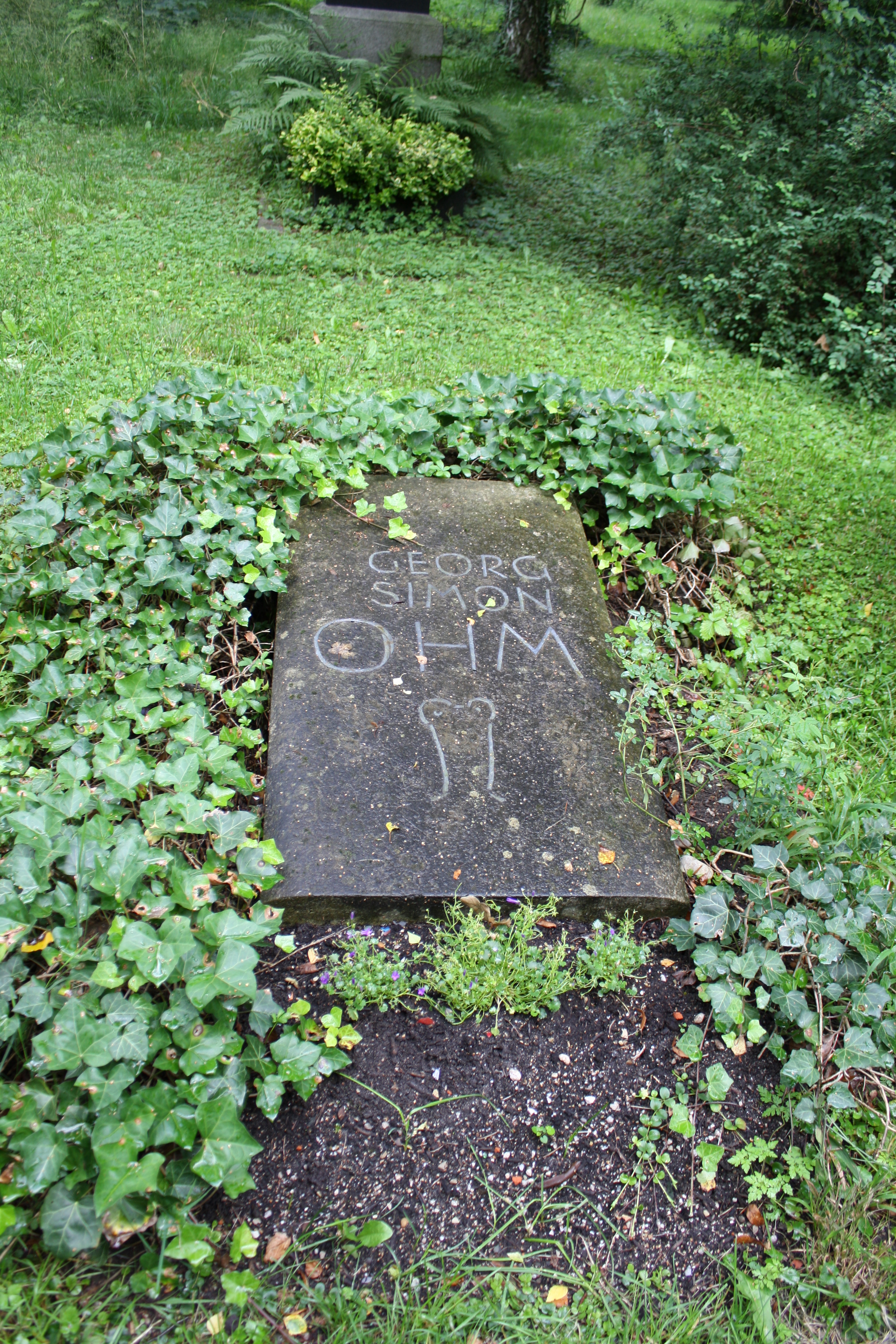
Grab von Georg Simon Ohm
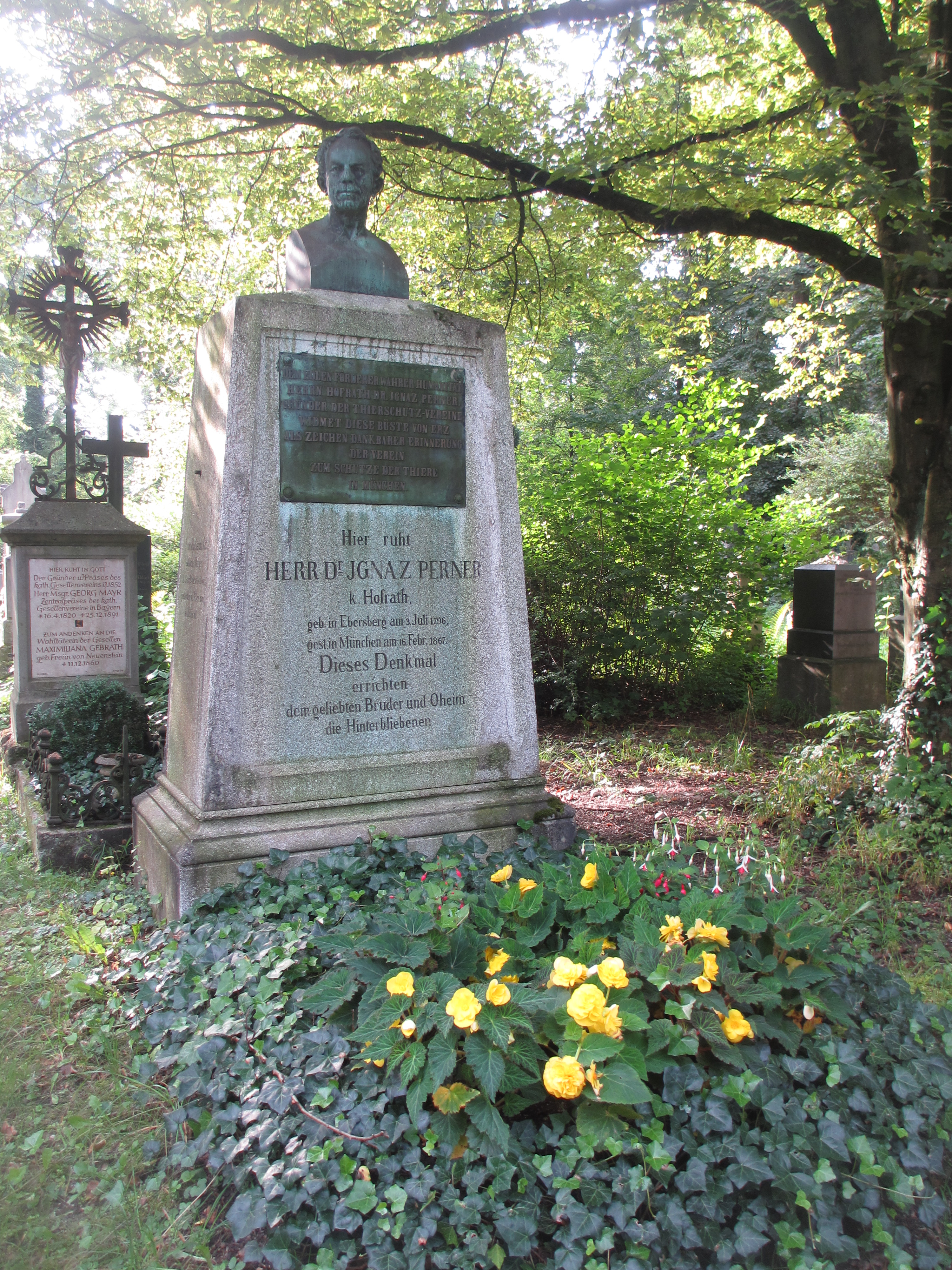
Grab von Ignaz Perner
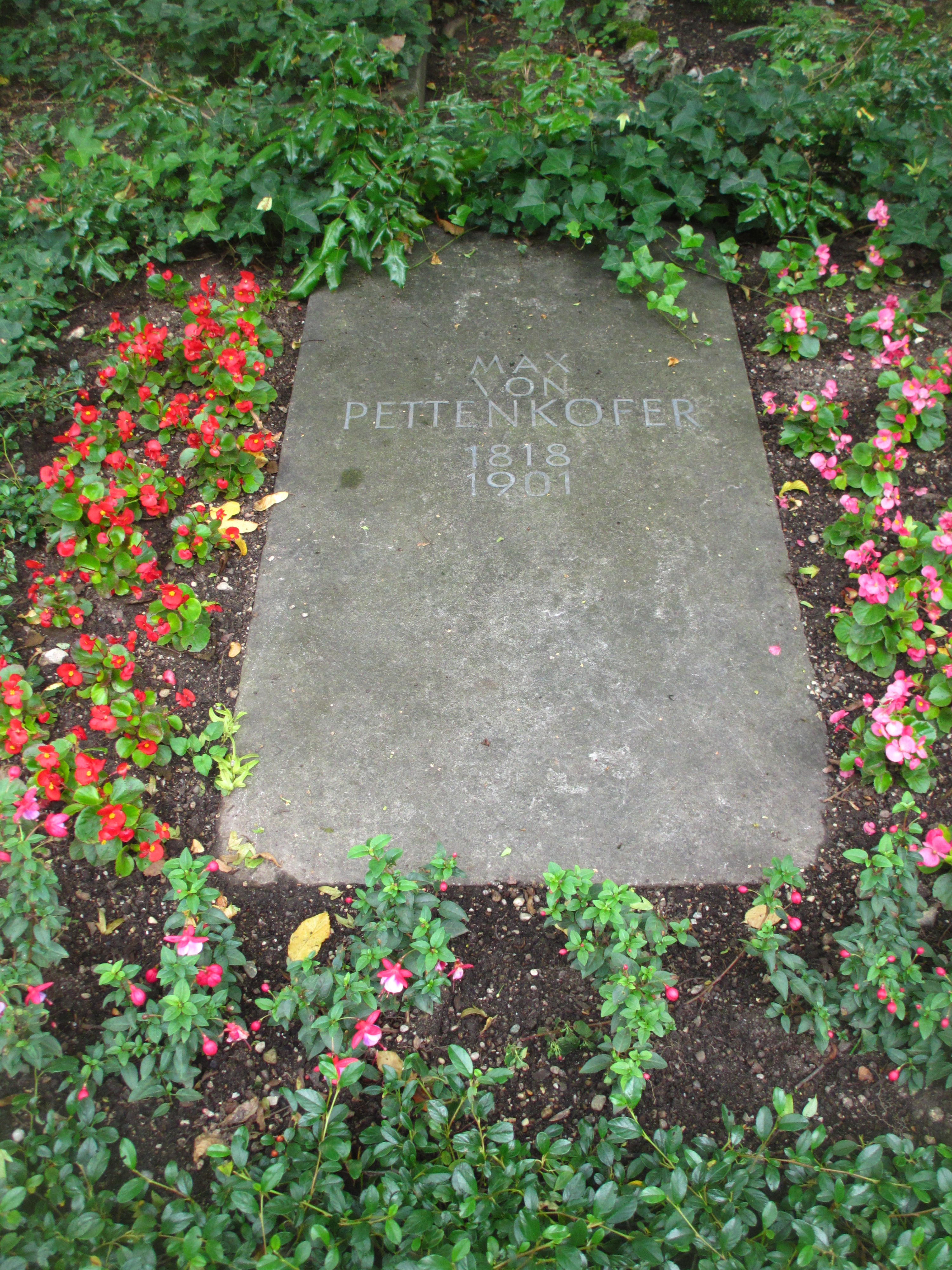
Grab von Max von Pettenkofer
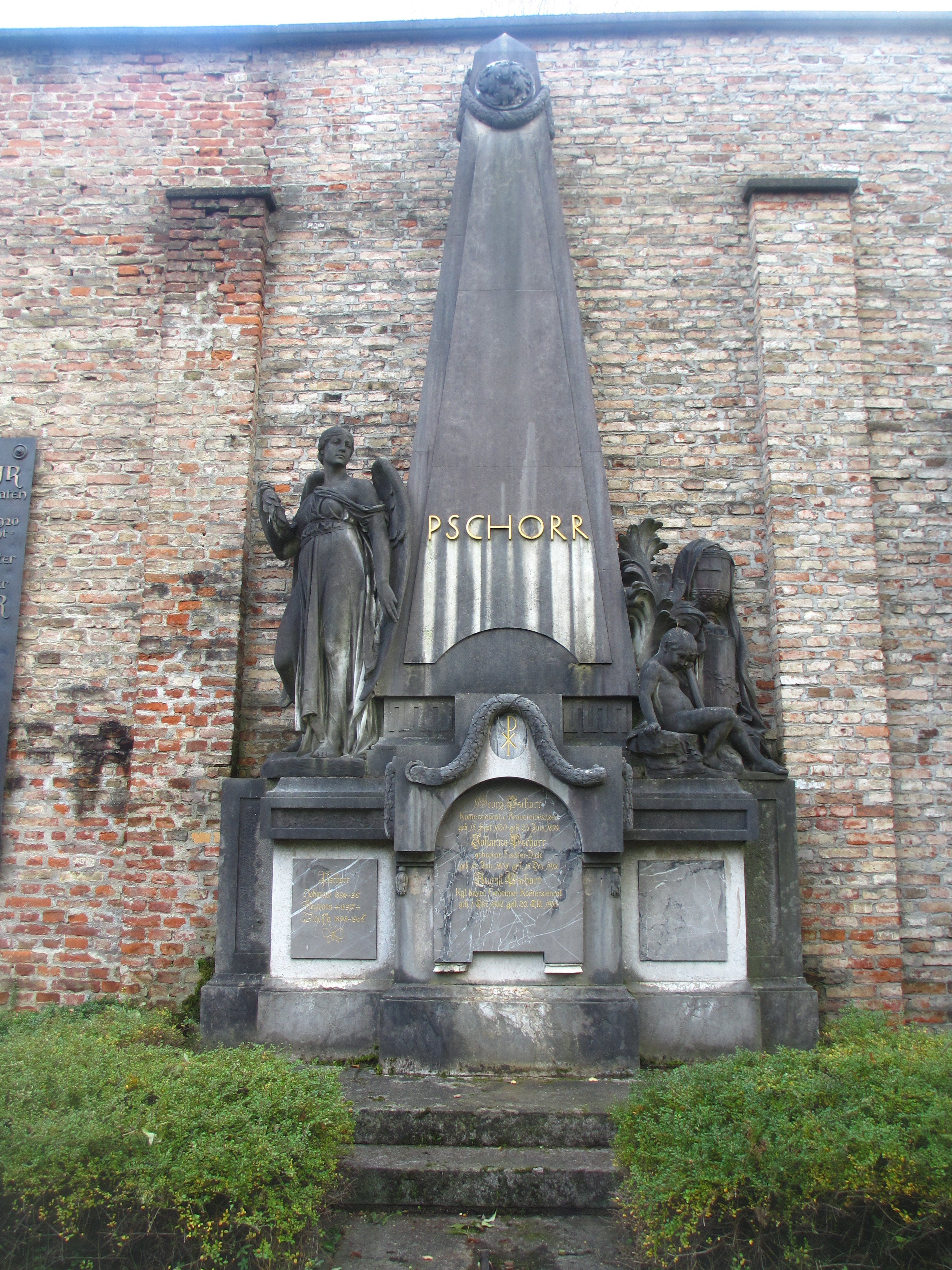
Grab von Georg Pschorr
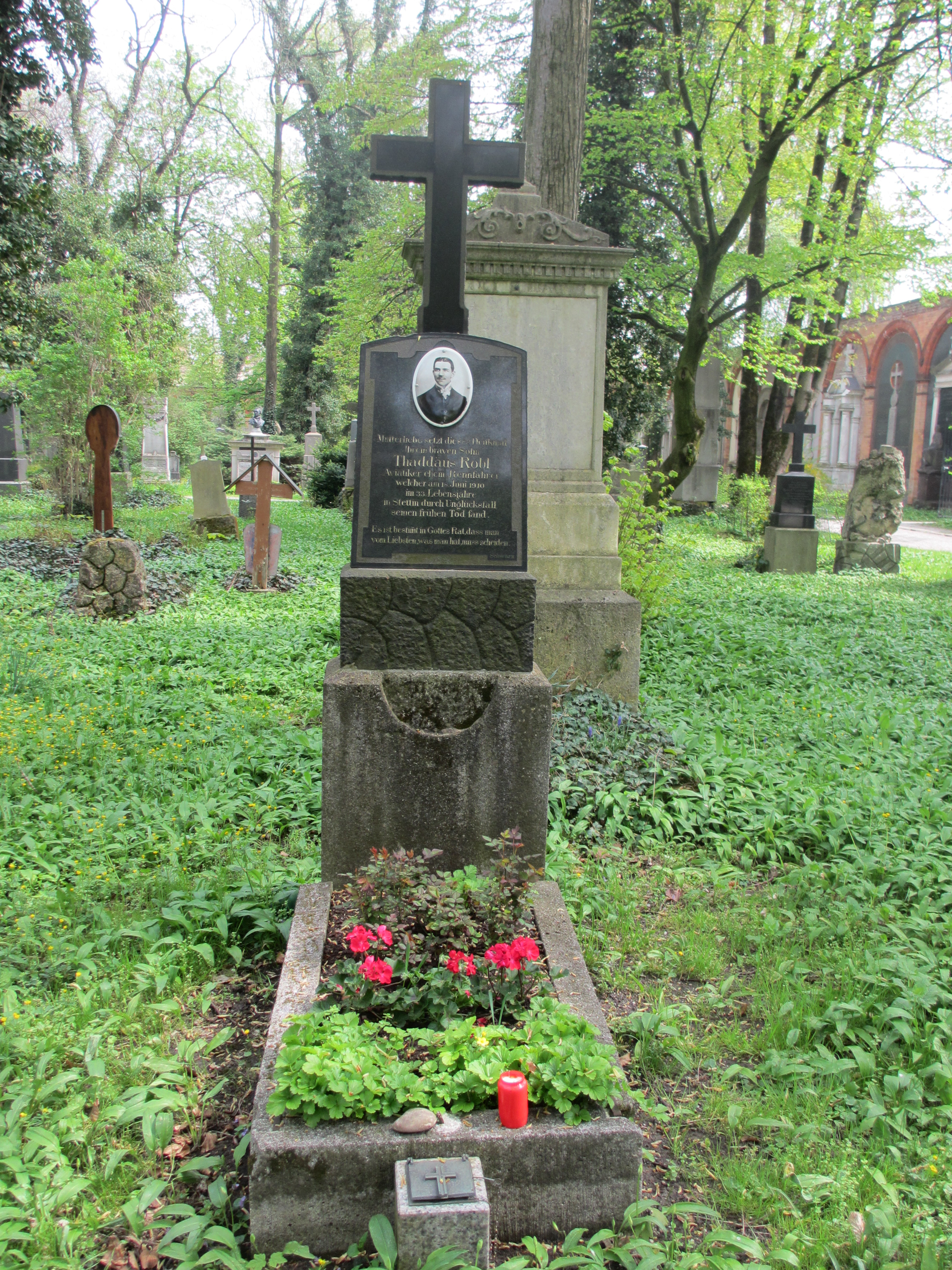
Grab von Thaddäus Robl
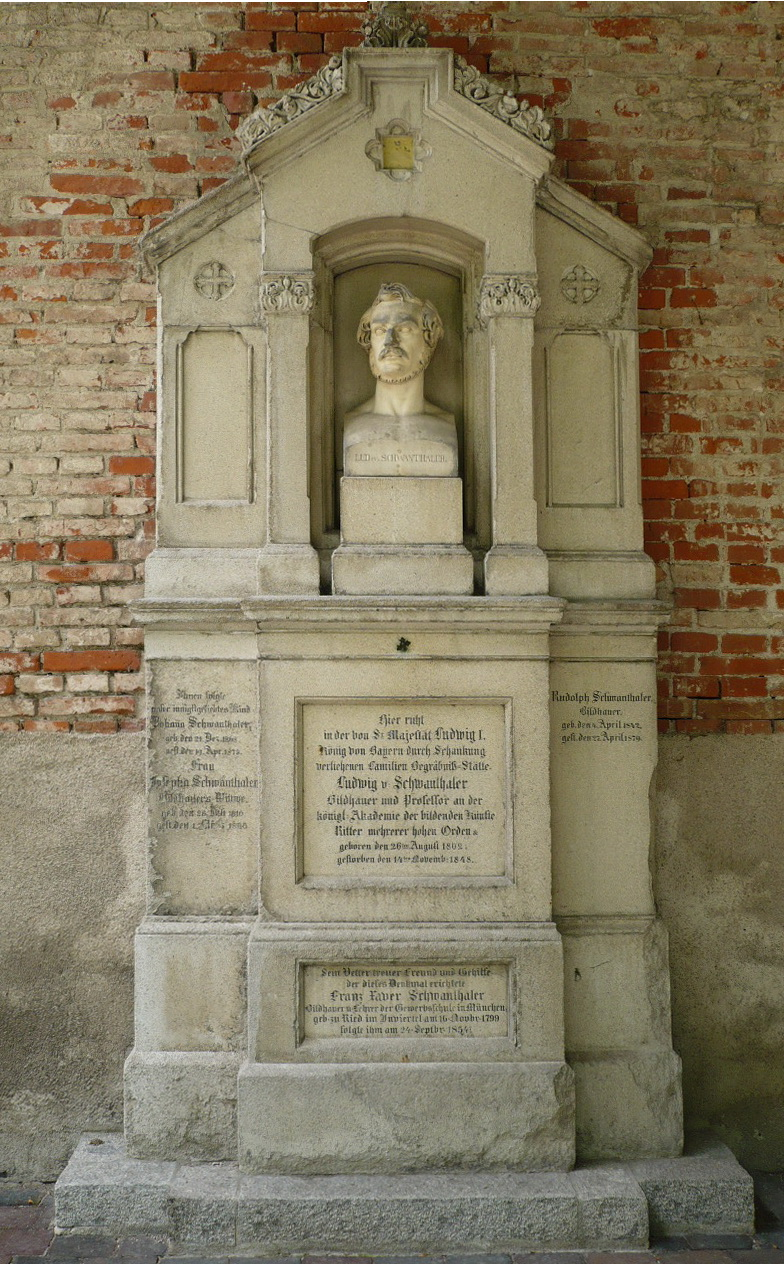
Grab von Ludwig Schwanthaler
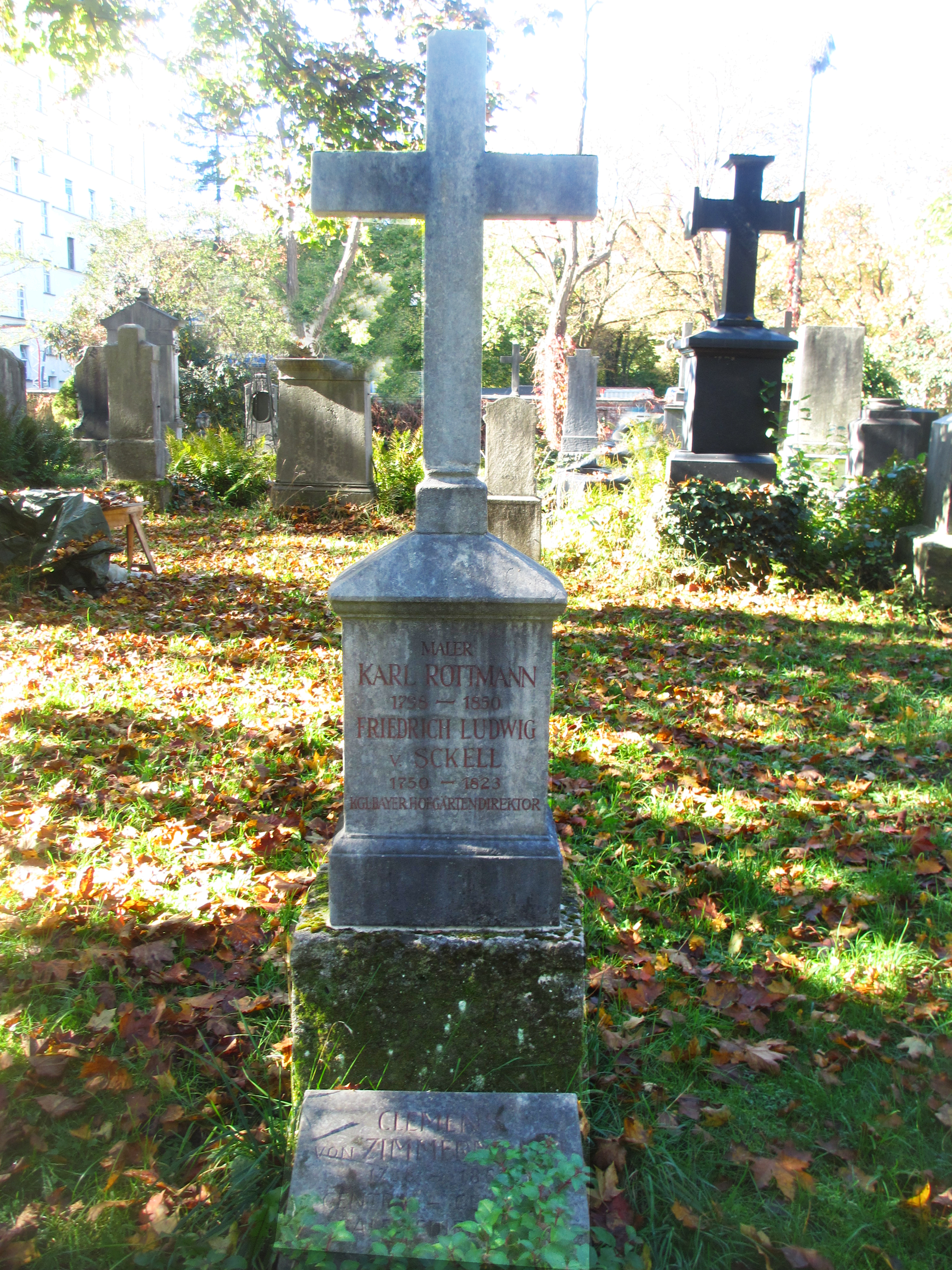
Grab von Friedrich Ludwig von Sckell
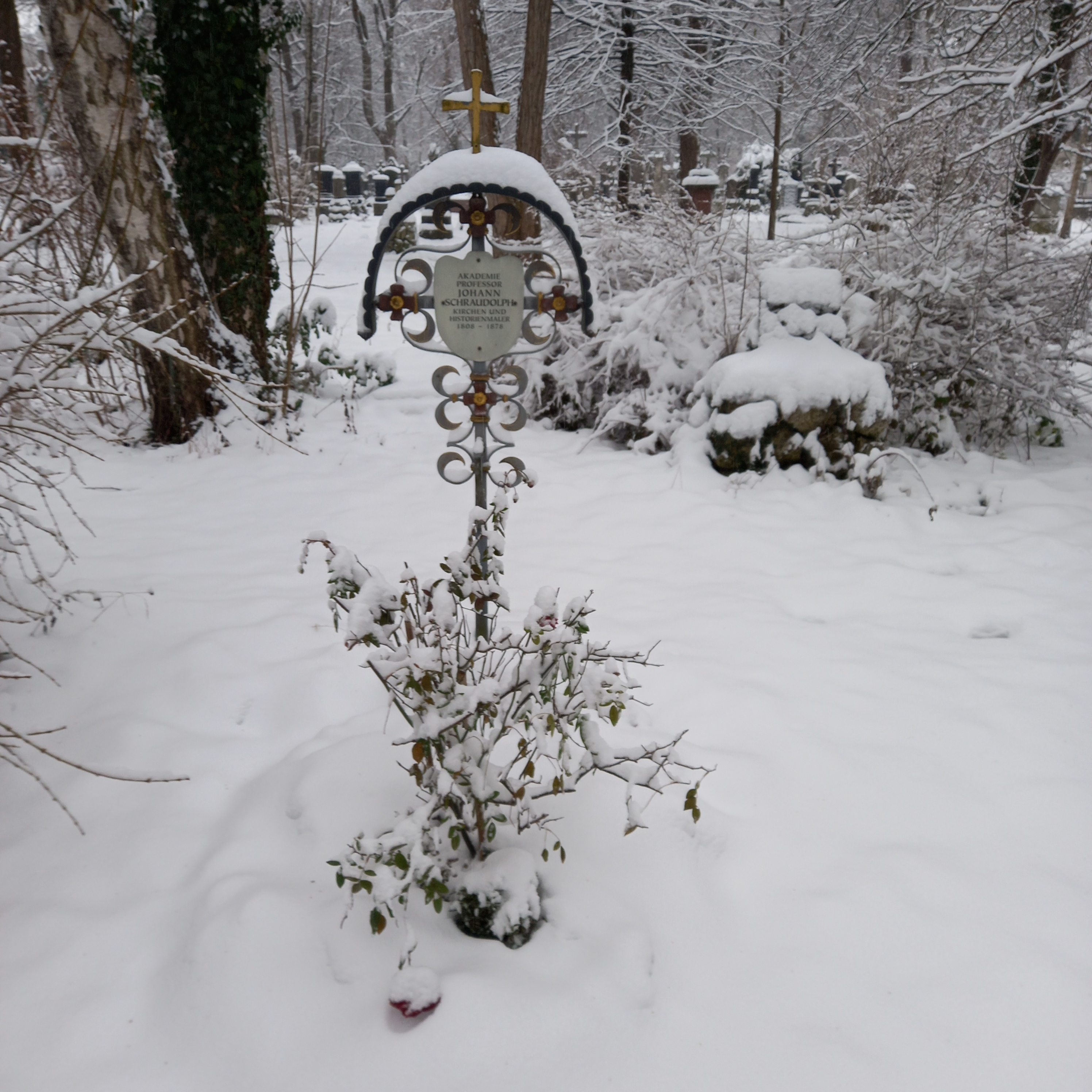
Grab von Johann von Schraudolph
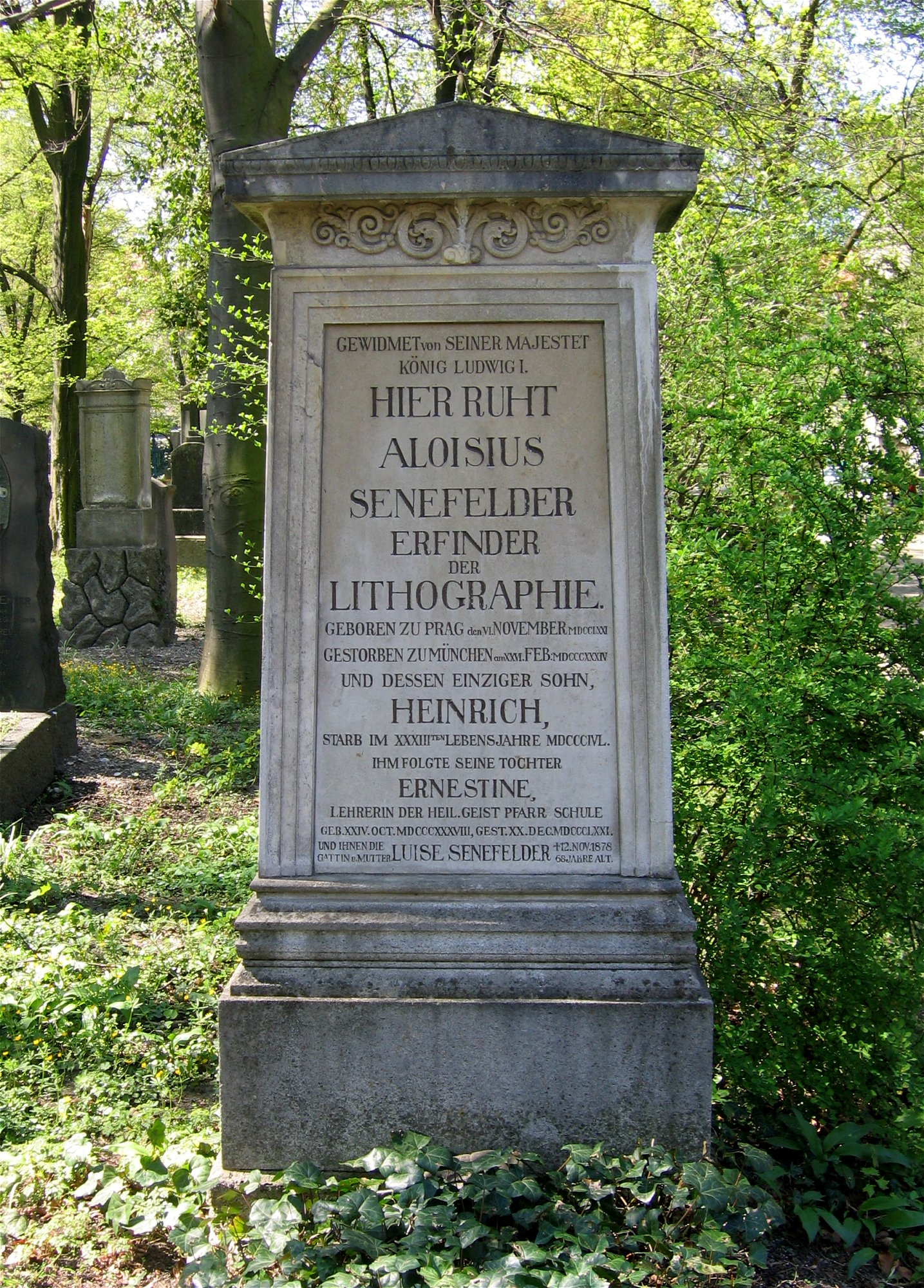
Grab von Alois Senefelder
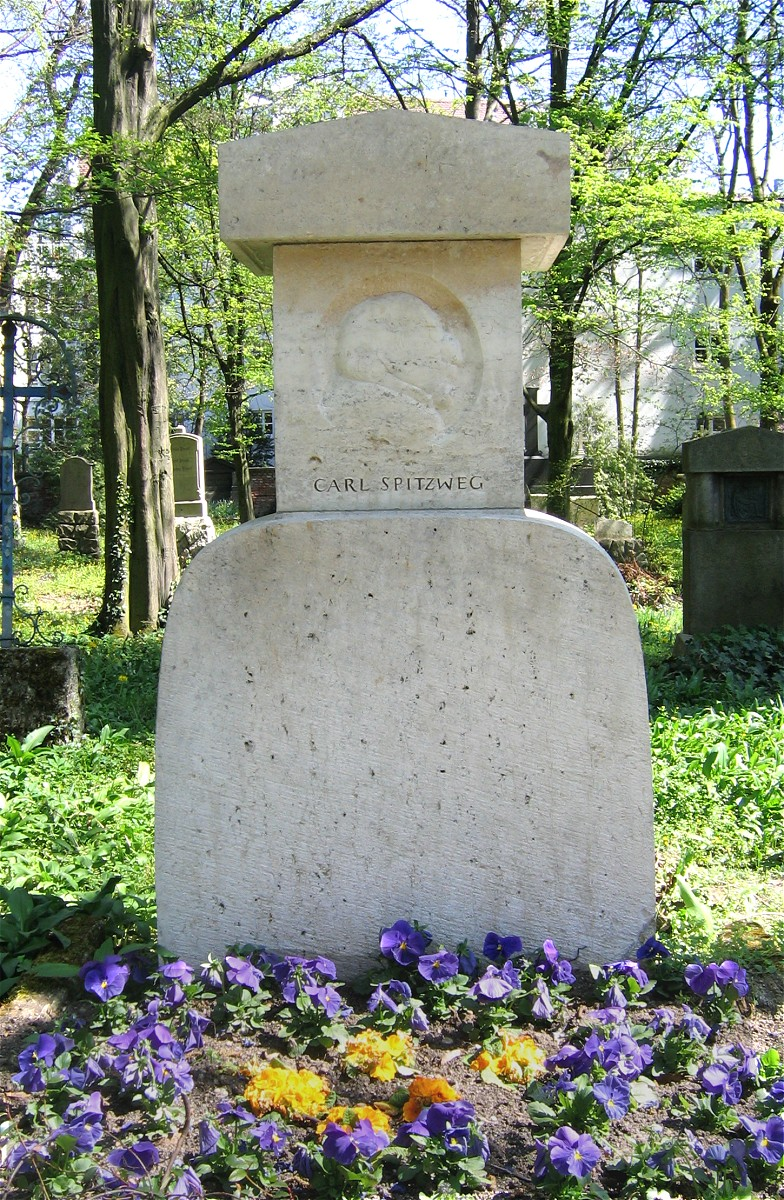
Grab von Carl Spitzweg
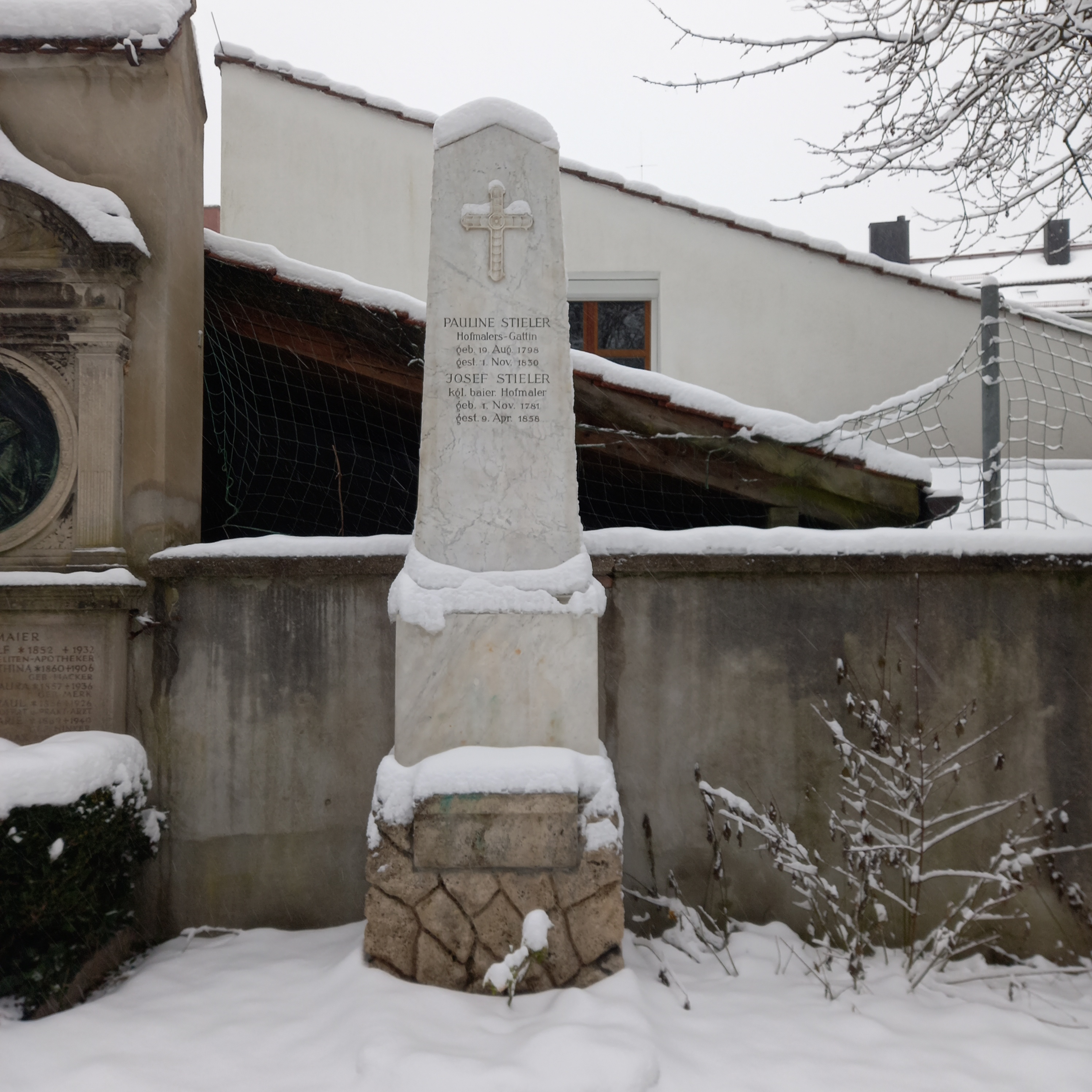
Grab von Joseph Karl Stieler
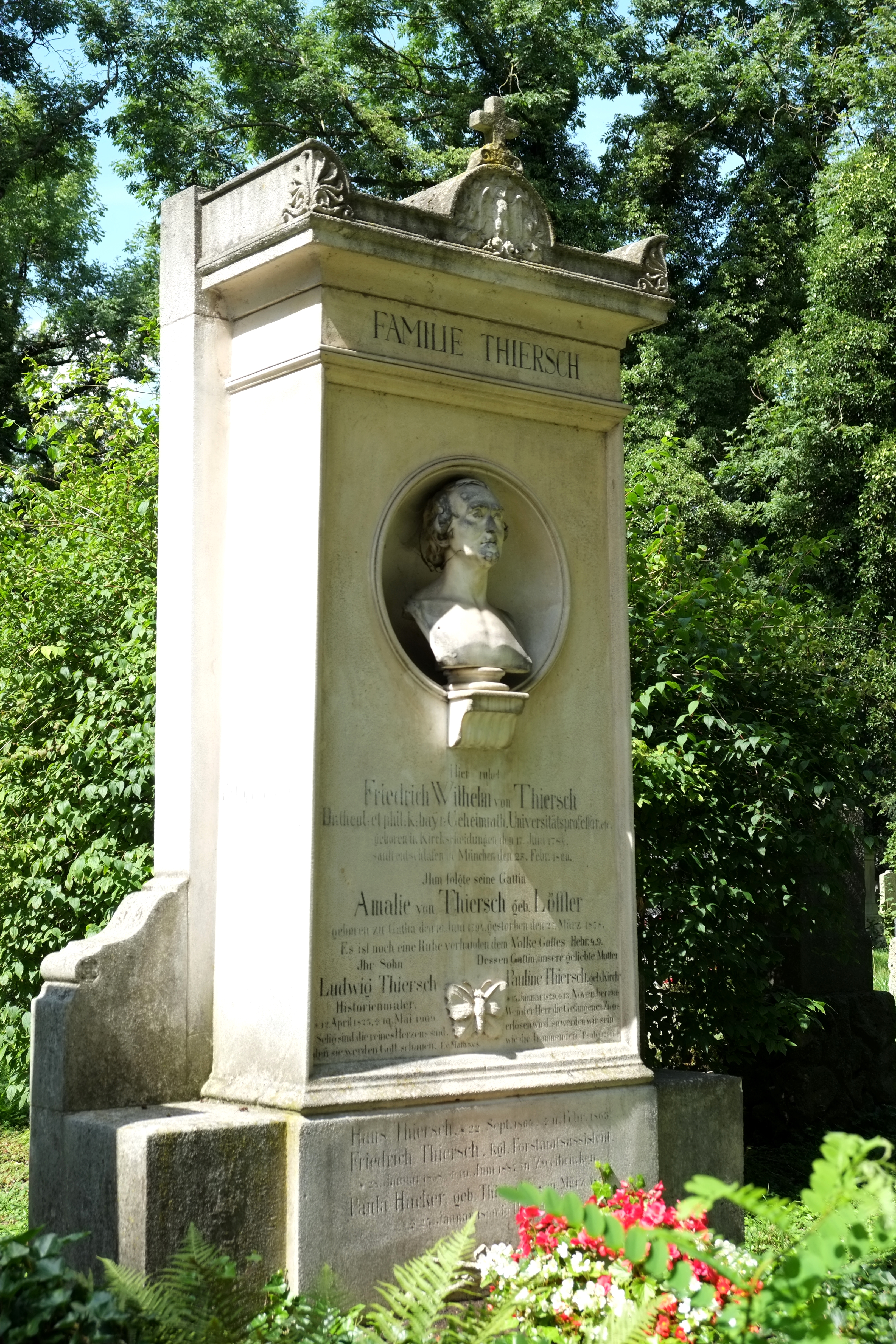
Grab von Friedrich Thiersch
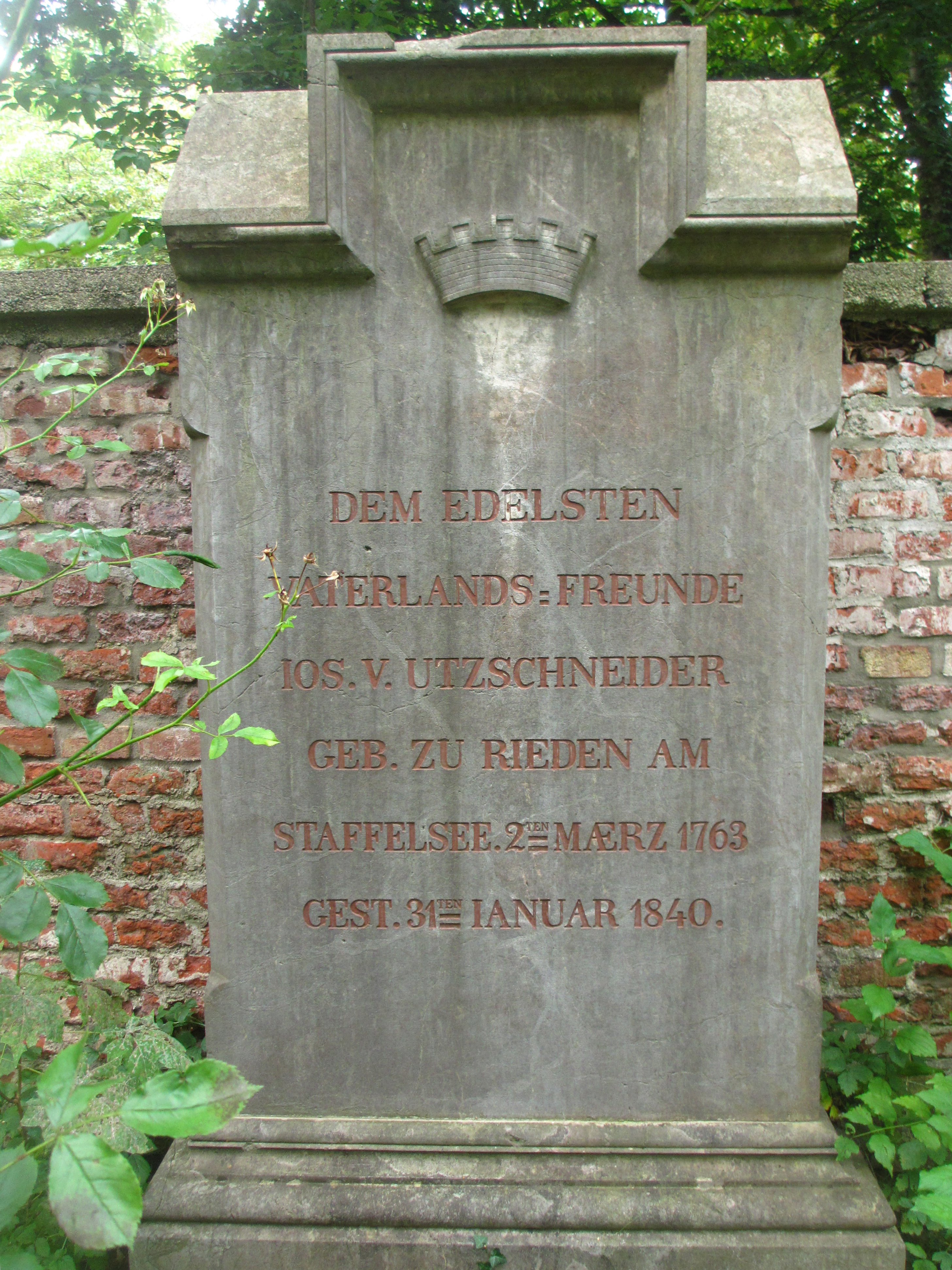
Grab von Joseph von Utzschneider
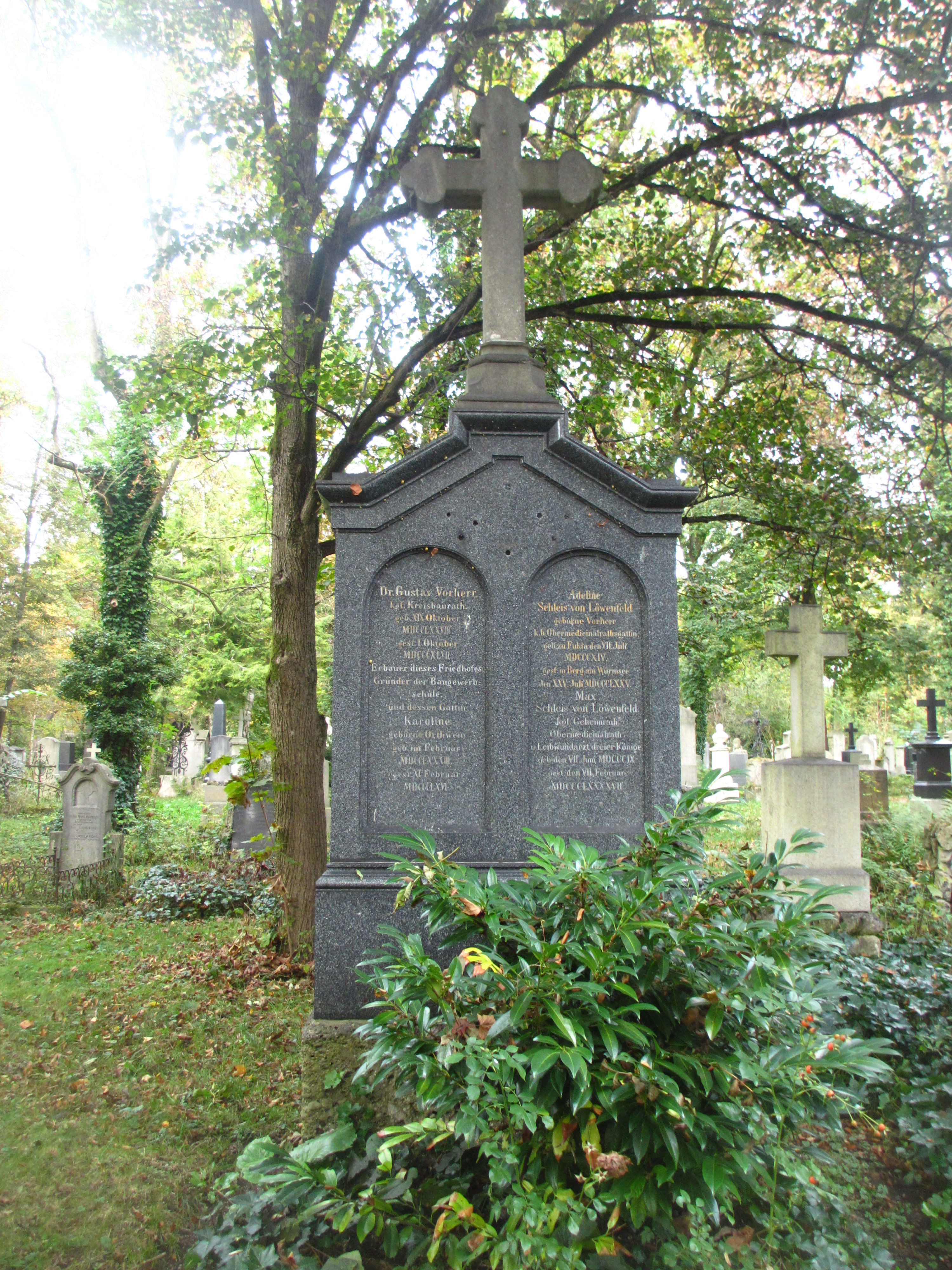
Grab von Gustav Vorherr
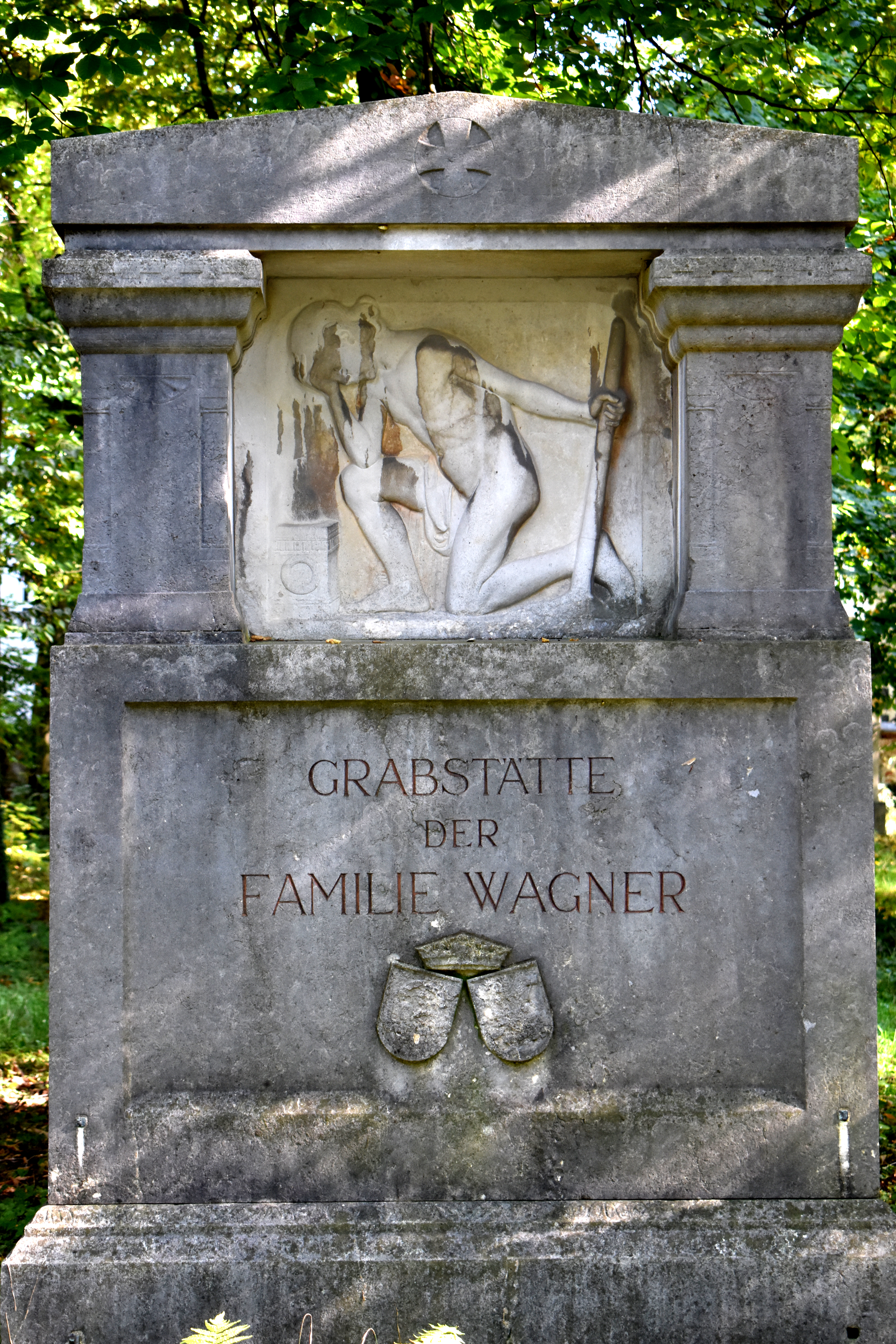
Grabstätte der Familie Wagner (mit Skulptur eines trauernden Thanatos-Engels)
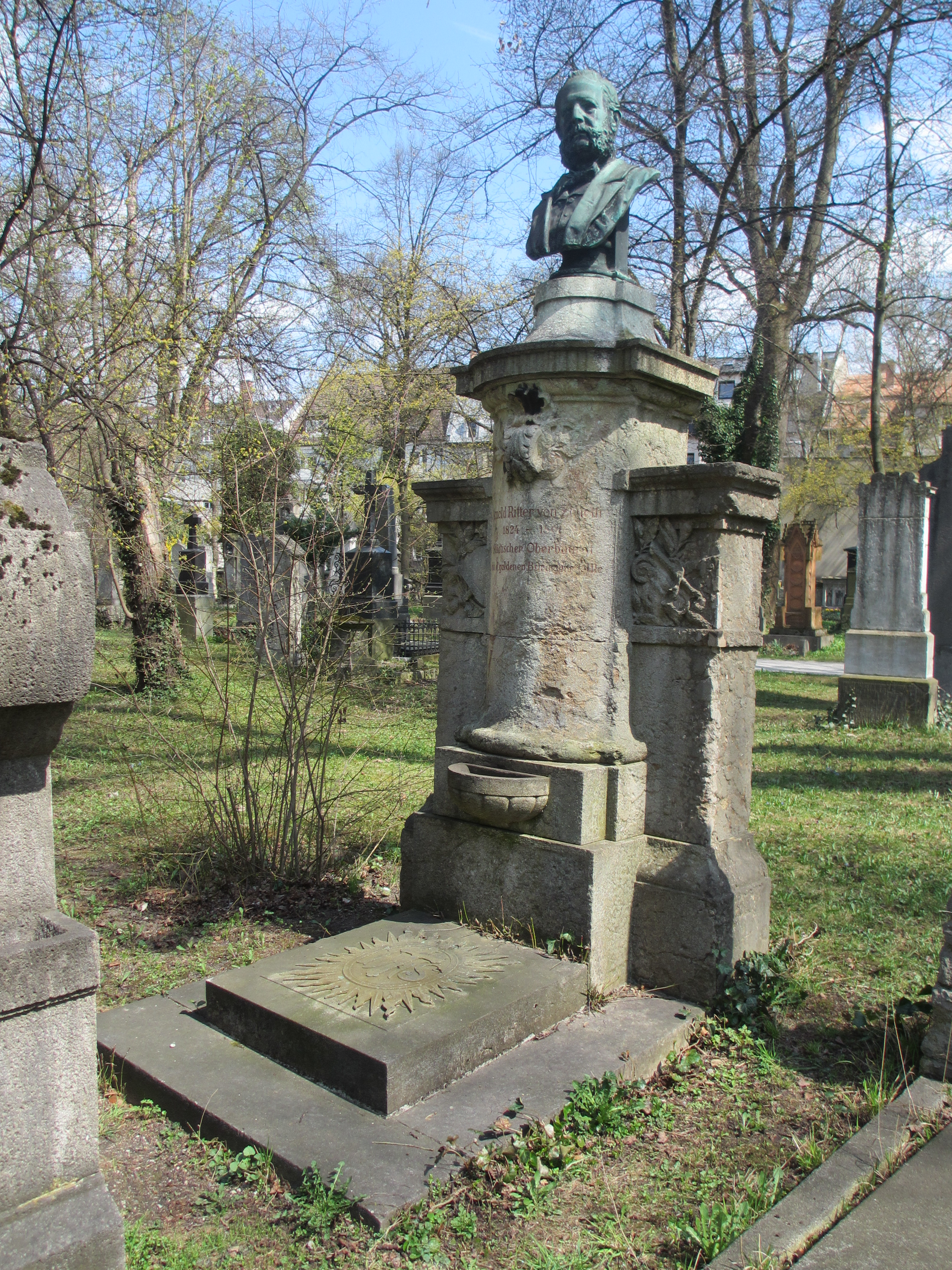
Grab von Arnold Zenetti
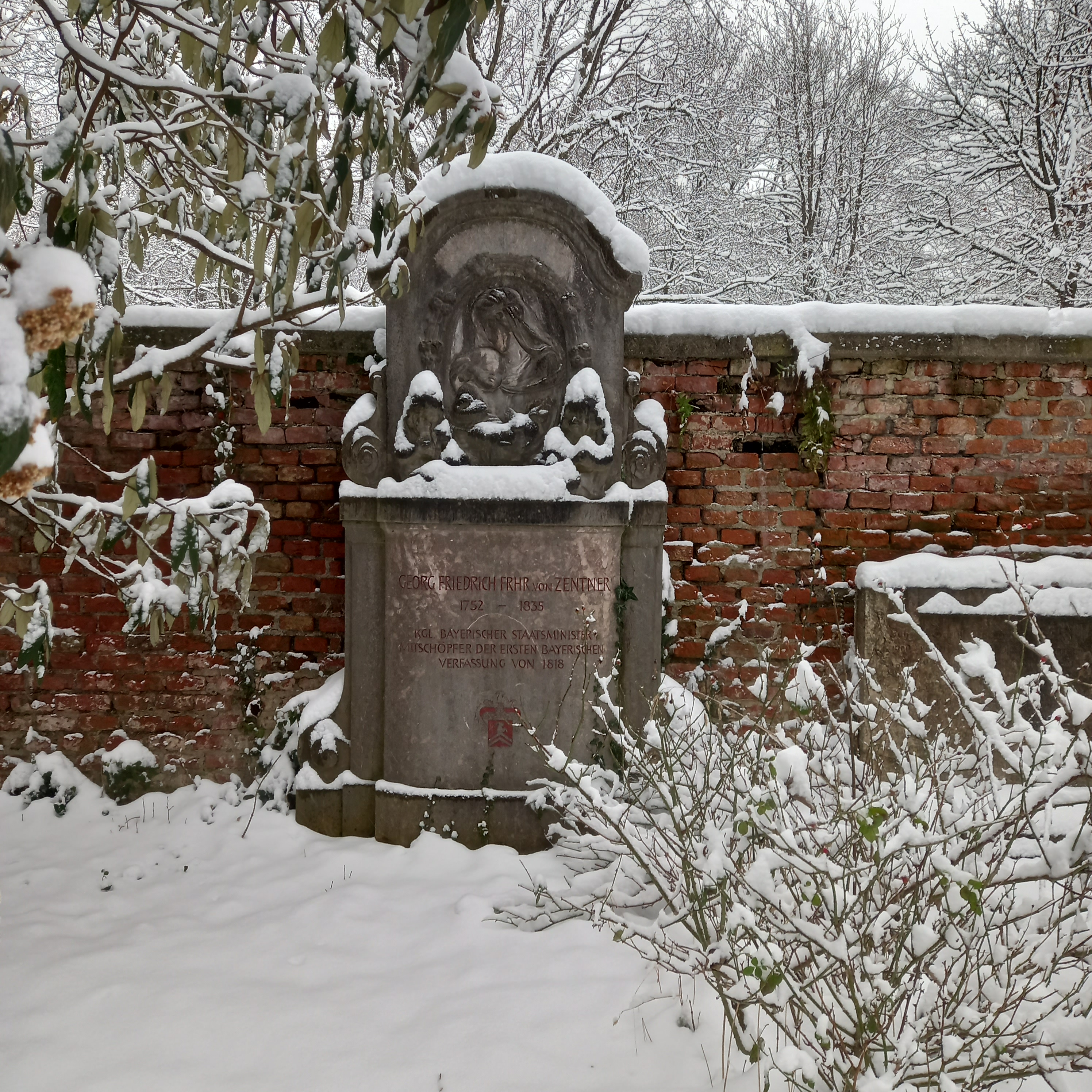
Grab von Georg Friedrich von Zentner
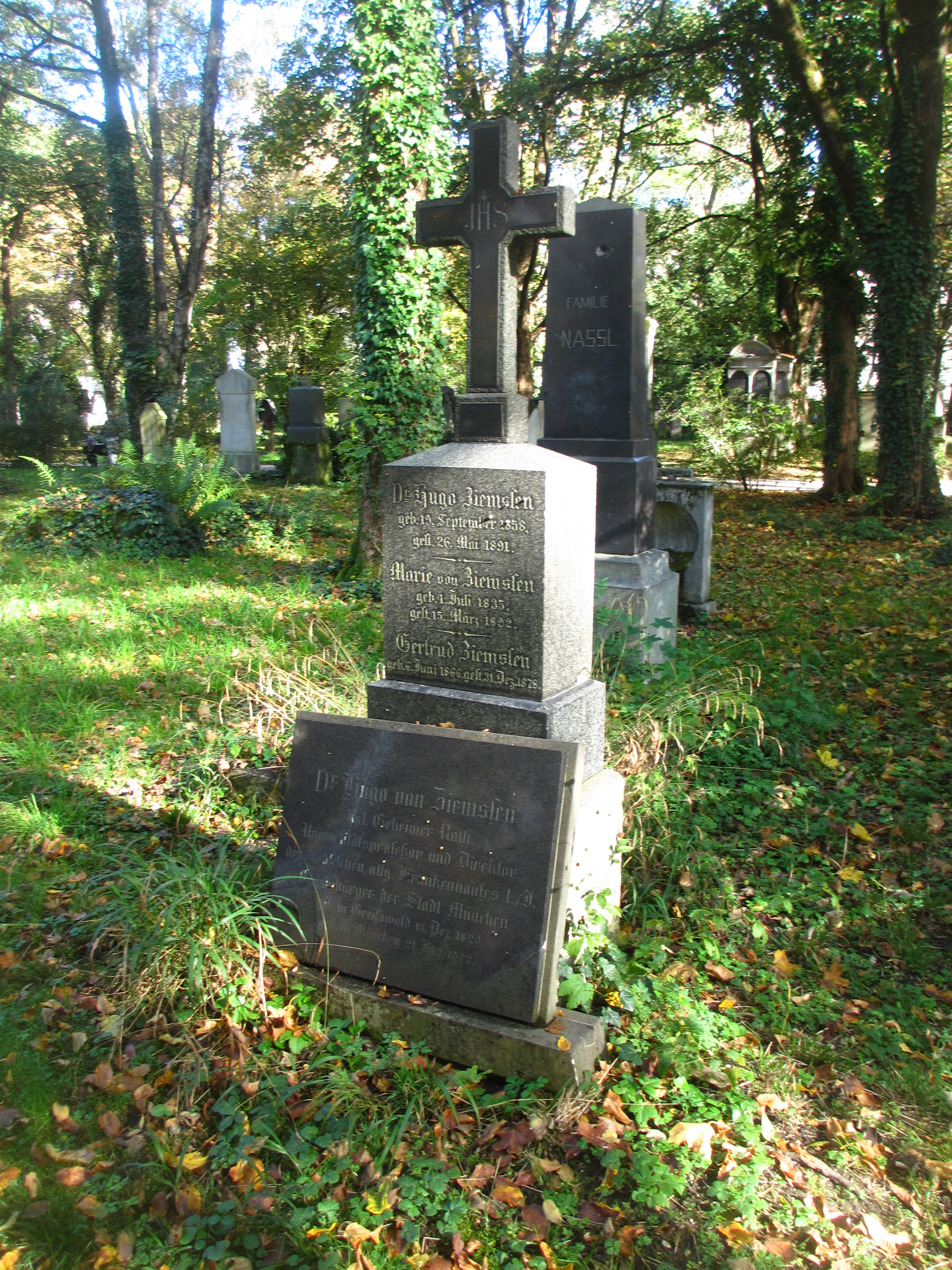
Grab von Hugo von Ziemssen